# 第一次世界大戦
第一次世界大戦（だいいちじせかいたいせん、英: World War I, the Great War、略称: 第一次大戦、WWI）は、1914年7月28日から1918年11月11日にかけて、連合国と中央同盟国の間で戦われた世界規模の戦争である。この戦争は全世界の経済大国を巻き込み、連合国（ロシア帝国、フランス第三共和政、大英帝国による三国協商）と中央同盟国（ドイツ帝国、オーストリア＝ハンガリー帝国が中心）の二つの陣営に分かれて戦われた。イタリア王国は、当初ドイツおよびオーストリア＝ハンガリー帝国と三国同盟を締結していた。しかし、「未回収のイタリア」と呼ばれる地域を巡りオーストリアと対立していたため、後にイギリス、フランスとロンドン密約を結び、連合国側で参戦した。
諸国が参戦するにつれて、両陣営の同盟関係は拡大していった。例として、イギリスと日英同盟を結んでいた大日本帝国は連合国側で、ドイツと密接な関係にあったオスマン帝国は中央同盟国側で参戦した。第一次世界大戦の参戦国および影響を受けた地域は、現代の国家に換算すると約50か国に及ぶ。
7,000万人以上の軍人（うちヨーロッパ人は6,000万人）が動員され、世界史上最大の戦争の一つになった。第二次産業革命による技術革新、塹壕戦による戦線の膠着、総力戦によって死亡率が大幅に上昇し、戦争に関連するジェノサイドやスペイン風邪による犠牲者を含めると、戦闘員900万人以上、非戦闘員700万人以上が死亡、負傷者2,000万人を出した。これは歴史上、最も多くの死者を出した戦争の一つである。使われた砲弾は、13億発でこれは日露戦争で使われた砲弾の500倍だったという。
戦争の長期化により各地で革命が勃発し、ドイツ帝国、オーストリア＝ハンガリー帝国、オスマン帝国、ロシア帝国という4つの帝国が崩壊した。終戦後の戦間期においても、参戦国間の対立関係は解消されず、その結果、21年後の1939年に第二次世界大戦が勃発することとなった。

## 名称
第一次世界大戦は、第二次世界大戦が勃発するまで世界戦争 (World War) または大戦争 (The Great War) と呼ぶのが一般的だった。あるいは欧州大戦 (War in Europe)、戦争を終わらせるための戦争 (the war to end war) という表現もあった。主に第一次世界大戦（First World WarまたはWorld War I）と呼ばれるようになったのは、第二次世界大戦以降である。
このうち、「世界戦争」 (ドイツ語: Weltkrieg) という用語が初めて使われたのはドイツであり、この名称が使われた背景にはドイツの帝国主義政策「世界政策」 (Weltpolitik) の存在などがあったという。1917年のアメリカ合衆国参戦後、合衆国国内でも「世界戦争」という名称が従来の「ヨーロッパ戦争」に取って代わった。
「第一次世界戦争」 (First World War) という用語が初めて使われたのは、1914年9月にドイツの生物学者・哲学者であるエルンスト・ヘッケルが、「恐れられた『ヨーロッパ戦争』は疑いもなく（中略）完全な意味での『初の世界戦争 (the first world war) 』となるだろう」と述べた時だった。1939年に第二次世界大戦が勃発した後「第一次世界戦争」という用語が主流になったが、イギリスとカナダの歴史家はFirst World Warを、アメリカの歴史家はWorld War Iを多用している。
一方、「大戦争」 (英語: Great War, フランス語: la Grande Guerre) という用語は、主に大戦中のイギリス・フランス両国で用いられた。カナダでも、1914年10月号のマクリーンズ誌が「大戦争」 (Great War) とした。1930年代以降、英仏両国でも「世界戦争」が第一次世界大戦の名称として使われるようになるが、2014年においても第一次世界大戦を指して「大戦争」と呼ぶ用法は両国内で広く用いられているという。
歴史家のガレス・グロヴァーは、著書の『100の物が語るウォータールー』 (Waterloo in 100 Objects) で、「この前置きは、大戦争という名称が常に1914年から1918年までの第一次世界戦争を意味する環境で育った人にとっては当惑するものかもしれない。しかし、1918年以前を生きた人々にとって、大戦争という称号はイギリスが1793年から1815年までの22年間、フランスと戦った革命戦争とナポレオン戦争を意味した」と述べた。例えば、歴史家のジョン・ホランド・ローズは1911年に『ウィリアム・ピットと大戦争』 (William Pitt and the Great War) という著作を出版したが、題名の「大戦争」はフランス革命戦争とナポレオン戦争を指している。
木村靖二によれば、日本で定着した名称「世界大戦」は、「世界戦争」と「大戦争」のいずれでもなく両者を組み合わせたものであり、他国には見られない珍しい名称であるという。

## 略史
戦争の直接的な引き金となったのは、1914年6月28日に発生したサラエヴォ事件である。この事件は、ユーゴスラヴィア民族主義者の青年ガヴリロ・プリンツィプが、サラエヴォを訪問中であったオーストリア＝ハンガリー帝国の帝位継承者フランツ・フェルディナント大公夫妻を暗殺したというものであった。
これにより、オーストリア＝ハンガリー帝国はセルビア王国に最後通牒を発するという七月危機が起こった。各国政府および君主は開戦を避けるために尽力したが、事前に立てられた戦争計画の連鎖的な発動を止めることができず、瞬く間に世界大戦へと発展した。その結果、それまでの数十年間に構築されていたヨーロッパ各国間の複雑な同盟網が連鎖的に発動し、数週間で主要なヨーロッパ列強が全て参戦するという事態となった。
まず7月24日から25日にはロシアが一部動員を行い、28日にオーストリア＝ハンガリーがセルビアに宣戦布告すると、ロシアは30日に総動員を命じた。ドイツはロシアに最後通牒を突き付けて動員を解除するよう要求、それらが断られると8月1日にロシアに宣戦布告した。東部戦線において数的不利だったロシアは三国協商を通じて、同盟関係にあるフランスに西部での第二戦線を開くよう要請した。1870年の普仏戦争での敗戦の復讐に燃えていたフランスはロシアの要請を受け入れて、8月1日に総動員を開始、3日にはドイツがフランスに宣戦布告した。ドイツ・フランス国境は両側とも要塞化されていたため、ドイツはシュリーフェン・プランに基づきベルギーとルクセンブルクに侵攻、続いて南下してフランスに進軍した。しかしその結果、ドイツがベルギーの中立を侵害したため、8月4日にはイギリスがドイツに宣戦布告した。イギリスと同盟を結んでいた日本も連合国として、8月23日にドイツに宣戦布告した。
100万人以上によるドイツ陸軍のフランス進軍は1914年9月のマルヌ会戦で阻止され、西部戦線は消耗戦の様相を呈し、1917年までほとんど戦線が動かない塹壕戦となった。東部戦線ではロシア軍がオーストリア＝ハンガリー軍に対して優勢に戦いを進めたが、ドイツ軍はタンネンベルクの戦いと第一次マズーリ湖攻勢でロシア軍の東プロイセンへの進撃を阻止。1914年11月にオスマン帝国が中央同盟国として参戦したことで、広範囲にわたる中東戦線（メソポタミア、パレスチナ、シナイ半島）が始まった。その後、1915年にはイタリアが連合国側、ブルガリアが中央同盟国側に加わった。ルーマニア王国とアメリカ合衆国は、それぞれ1916年と1917年に連合国側で参戦した。
ロシアでは1917年3月に二月革命によって帝政が崩壊し、代わって成立したロシア臨時政府も十月革命で打倒され、軍事的に敗北が続いた。ロシアは中央同盟国とブレスト＝リトフスク条約を締結し、大戦から離脱した。同年8月14日、中華民国がドイツ・オーストリア＝ハンガリーに宣戦を布告した。1918年春にはドイツが西部戦線で最後の攻勢である春季攻勢を仕掛けたが、それに対して連合国軍は百日攻勢でドイツ軍を押し返した。1918年11月4日、オーストリア＝ハンガリー帝国はヴィラ・ジュスティ休戦協定を締結。ドイツも革命が起こったため休戦協定を結び、戦争は連合国側の勝利で終結した。
戦争終結前後にはドイツ帝国、ロシア帝国、オーストリア＝ハンガリー帝国、オスマン帝国などのいくつかの帝国が消滅した。国境線が引き直され、独立国として東ヨーロッパを中心に9つの国家が建国されるかあるいは復活した。また、ドイツ植民地帝国は放棄され戦勝国の間で分割された。
1919年に開催されたパリ講和会議においては、連合国側の主要国、すなわちイギリス、フランス、アメリカ、イタリアが主導的な役割を果たし、一連の講和条約を敗戦国に課した。これらの条約、特にヴェルサイユ条約は、敗戦国の領土分割および賠償義務を規定し、戦後秩序の構築に大きく寄与した。しかしながら、日本の参加は限定的なものであった。大戦後、国際的な平和維持機構として国際連盟が設立された。しかし、アメリカの参加拒否や連盟の強制力不足により、その後の世界大戦勃発を阻止するには至らなかった。

### 生活・社会への影響
第一次世界大戦は、列強各国が人員、経済力、および工業技術を広範かつ無制限に動員した総力戦の様相を呈した。この戦いにおいては、機関銃、航空機、化学兵器（毒ガス）、潜水艦、戦車などの新兵器が大規模に、あるいは史上初めて実戦投入された。開戦当初は、伝統的な歩兵と騎兵による戦闘のイメージで、前進を命じられた兵らが悠然と機関銃の前に進んでくる有様であったが、塹壕戦に変わっていった。突撃による総攻撃のタイミングを合わせるため、兵士らの間に時計が普及するようになったという。当初は移動手段は徒歩と馬が主体であったが、フランス軍はルノー製のタクシー600台を使って前線に兵士を輸送、また、英軍は兵士だけでなく自国の二階建てバスを運び込んで輸送した。戦時生産のために労働時間を長くするためにサマータイム制度が導入され、工場勤務だけでなく男の仕事と考えられてきた電車運転・土木作業等にも女性が進出した。女性の軍参加も起こり、英軍は通信兵・軍用トラック運転手に採用、ロシア軍では戦争未亡人の志願者による部隊も生まれた。これらは戦後の欧州における女性参政権獲得につながっていったとされる。初めて空襲が起こり、都市の灯火管制や本格的な集団疎開も始まって、パリでは50万人の児童が市街地の外や中立国に疎開した。
米国で戦場での食糧とするための缶詰の大量生産が開始され、産業となる。ヨーロッパ映画が衰退、ハリウッドで娯楽映画が次々と作られ、世界に輸出されるようになる。米軍は塹壕堀に掘削機を持ち込み、通信に無線通信、武器に火炎放射器を持ち込み、次の対戦につながっていく。
日本では、当時の主な輸出産業であった生糸の輸出額が4倍になる等、日本が戦争で挙げた利益は米国に次ぐものだったとみられ、船成金、鉄成金と呼ばれる者らが現れる。

## 背景

1914年時点で2つの陣営に分けられたヨーロッパ。緑は三国協商で茶色は三国同盟である。

### 政治と軍事同盟
19世紀の間、ヨーロッパ列強は勢力均衡を維持することを目的として様々な手を使い、1900年までに複雑な政治と軍事同盟網を築き上げた。その端緒となったのは1815年にプロイセン王国、ロシア、オーストリア帝国の間で締結された神聖同盟であった。1871年にプロイセン王国がドイツ統一を成し遂げると、プロイセン王国はドイツの一部となった。直後の1873年10月、ドイツ首相オットー・フォン・ビスマルクはオーストリア＝ハンガリー帝国、ロシア、ドイツの間での三帝同盟を交渉したが、オーストリア＝ハンガリーとロシアがバルカン半島政策をめぐって対立したため、ドイツは1879年にオーストリア＝ハンガリーと単独で独墺同盟を締結した。これはオスマン帝国が衰退を続ける中、ロシアがバルカン半島での影響力を増大させるのに対し両国が対抗するためだった。1882年にはチュニジアを巡るフランスとの対立から、イタリア王国が加入して三国同盟となった。またアジアにおいては、1902年に日本とイギリスが日英同盟を締結した。
ビスマルクは、ドイツがフランスおよびロシアとの間で二正面作戦を強いられる事態を回避するため、ロシアをドイツ側の勢力圏に引き込むことを企図した。しかしながら、ヴィルヘルム2世がドイツ皇帝に即位すると、ビスマルクは政界からの引退を余儀なくされ、彼の構築した同盟網は次第にその重要性を低下させていった。その一例として、ヴィルヘルム2世は1890年にロシアとの間で締結されていた独露再保障条約の更新を拒否したことが挙げられる。その2年後の1892年、ロシアは三国同盟に対抗する目的でフランスと露仏同盟を締結した。さらに、イギリスも、1904年にフランスと英仏協商を、1907年にはロシアと英露協商をそれぞれ締結した。これらの協定は、イギリス、フランス、ロシア間の正式な軍事同盟ではなかったものの、フランスまたはロシアが関与する戦争にイギリスが参戦する可能性を示唆するものであり、これらの二国間協定群は後に三国協商と称されるようになった。

### 軍備拡張競争

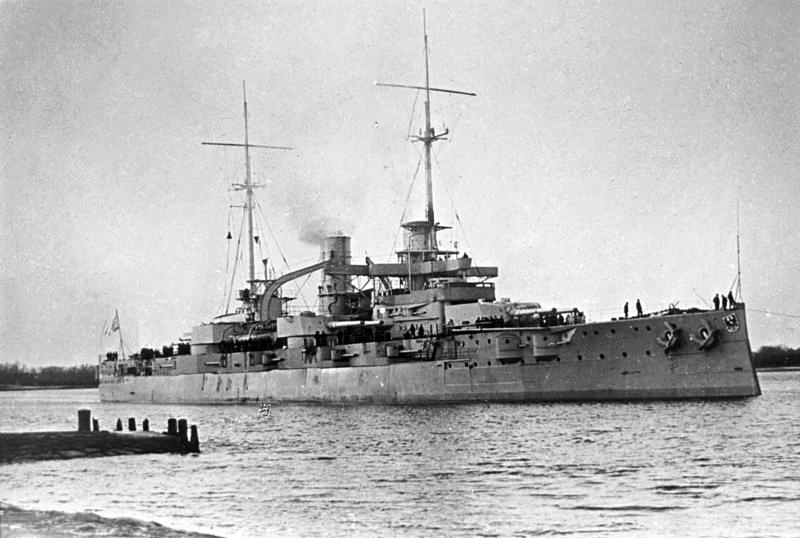
ドイツがイギリスのドレッドノートへの対抗として建造したナッサウ級戦艦ラインラント

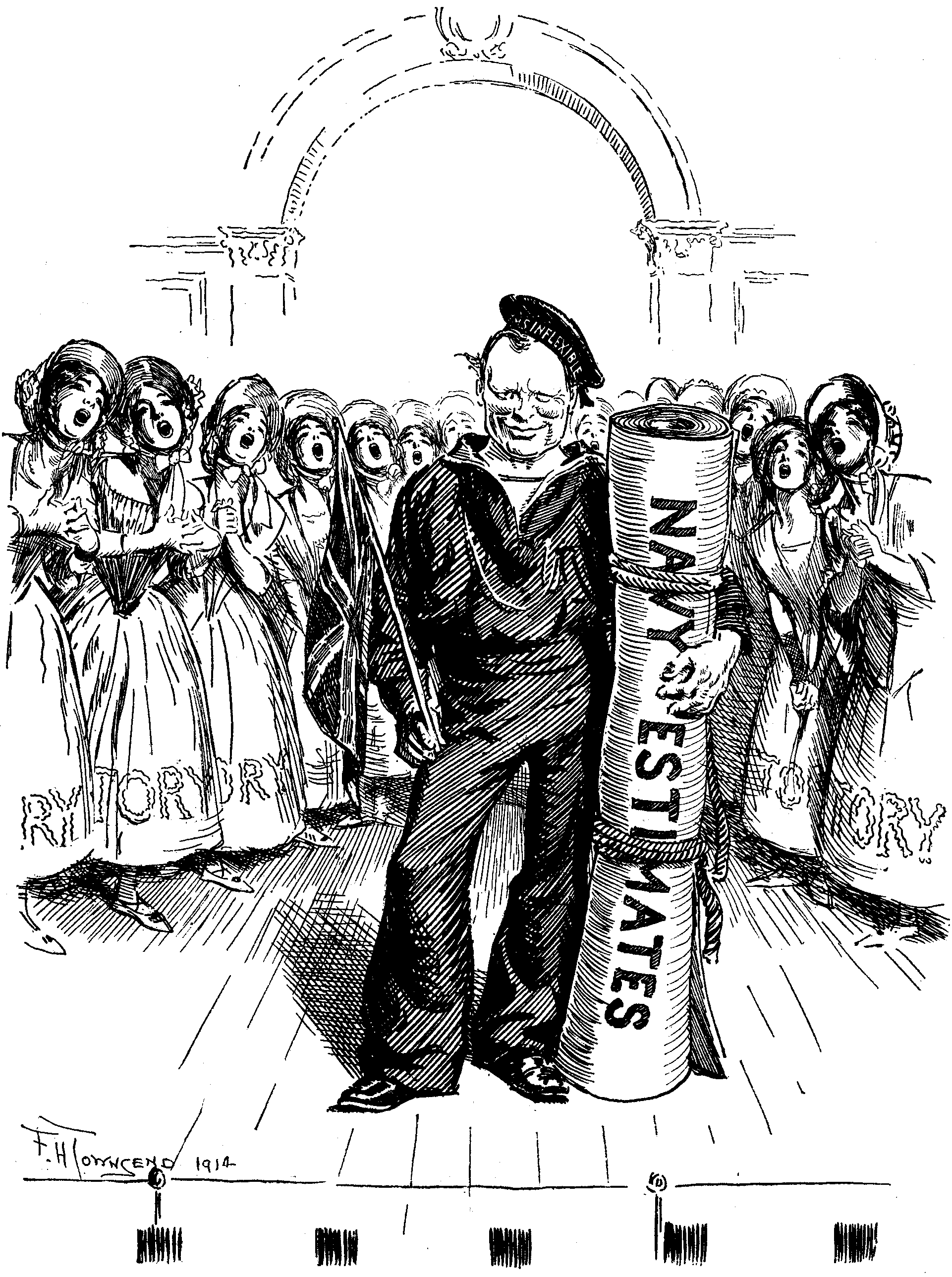
後にイギリス首相となるウィンストン・チャーチルが、第一次世界大戦前に海軍大臣に就いていた時、ドイツの軍拡に対抗するため、海軍予算の増額を主張し、与党ではなく野党保守党（TORY）から支持を受けたことを風刺した絵（1914年1月14日『パンチ』誌）。

普仏戦争後の1871年にドイツ統一が成し遂げられ、ドイツが成立すると、ドイツの政治と経済力が大きく成長した。1890年代中期以降、ヴィルヘルム2世率いるドイツ政府はそれを基盤として莫大な資源を投入、アルフレート・フォン・ティルピッツ提督率いるドイツ海軍を設立して、海軍の優越をめぐってイギリス海軍と競争した
その結果、両国は主力艦の建造でお互いを追い越そうとした。1906年にイギリスのドレッドノートが竣工、イギリス海軍の優勢を拡大させた。英独間の軍備拡張競争は全ヨーロッパを巻き込み、列強の全員が自国の工業基盤を軍備拡張に投入し、汎ヨーロッパ戦争に必要な装備と武器を準備した。1908年から1913年まで、ヨーロッパ列強の軍事支出は50%上昇した。

### バルカン半島の紛争

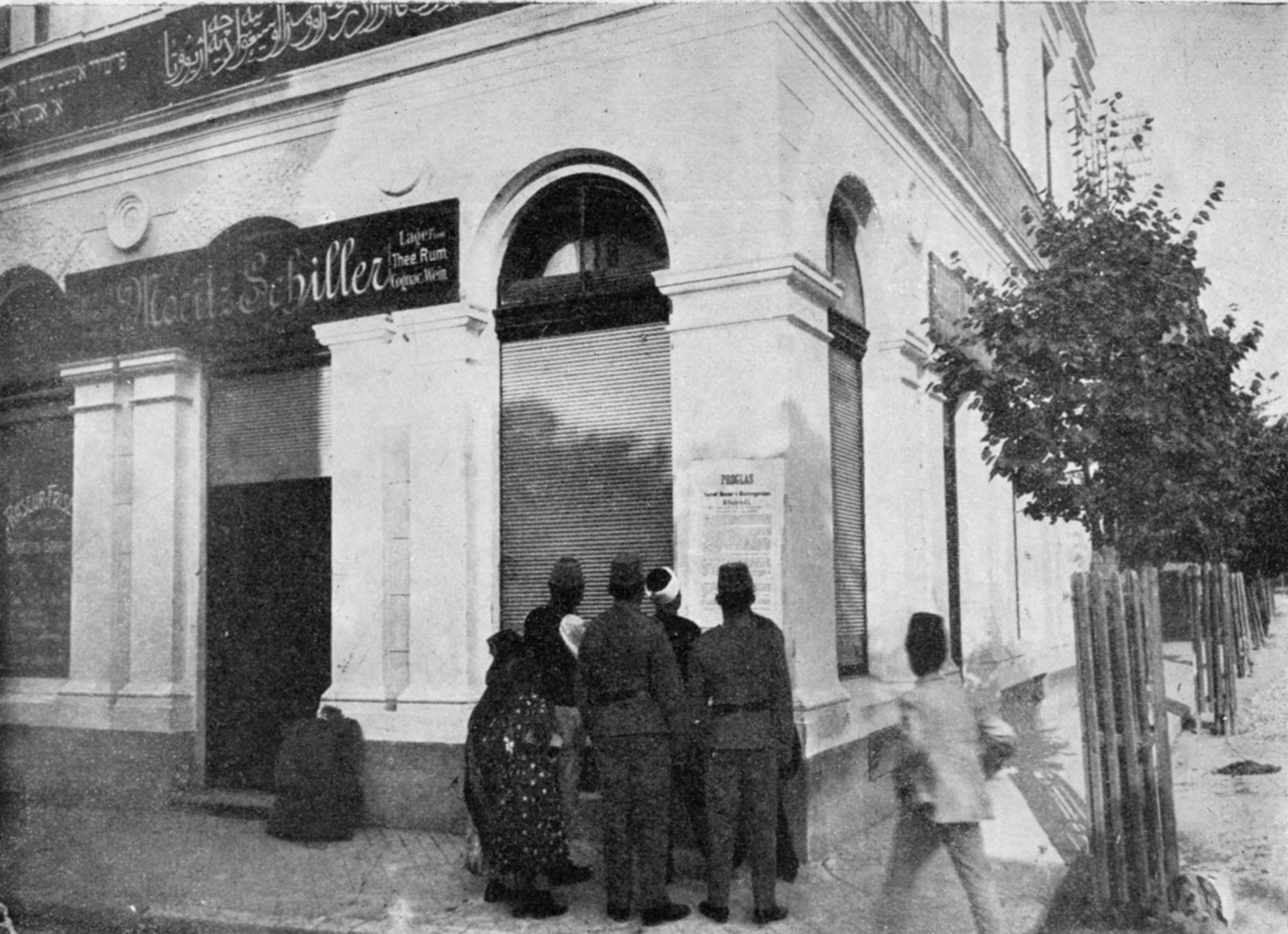
1908年のオーストリアによるボスニア併合宣言を読むサラエヴォの住民（1908年10月）

オーストリア＝ハンガリー帝国は、1878年にオスマン帝国領だったボスニア・ヘルツェゴヴィナを占領したが、1908年にそれを正式に併合して、1908年から1909年にかけてのボスニア危機を引き起こした。これはセルビア王国とその後援国で汎スラヴ主義を支持していたロシアを沸騰させた。バルカンでの平和合意は既に揺らいでおり、さらにロシアの政治活動もあってバルカン半島は「ヨーロッパの火薬庫」と呼ばれるに至った。
1912年から1913年にかけて、バルカン同盟と徐々に解体していったオスマン帝国の間で第一次バルカン戦争が勃発。その講和条約であるロンドン条約ではアルバニア公国が独立した一方、ブルガリア王国、セルビア王国、モンテネグロ王国、ギリシャ王国は領土を拡大した。1913年6月16日にブルガリアがセルビアとギリシャを攻撃して第二次バルカン戦争が起き、この33日間の戦争ではブルガリアが大敗。マケドニアの大半をセルビアとギリシャに、南ドブルジャをルーマニア王国に割譲せざるをえず、バルカンが更に不安定になった。
列強はこの時は紛争をバルカン半島内に抑えることに成功したが、次の紛争はヨーロッパ全体に飛び火し、戦火はやがて全世界を巻き込んだ。

## 開戦

### サラエボ事件

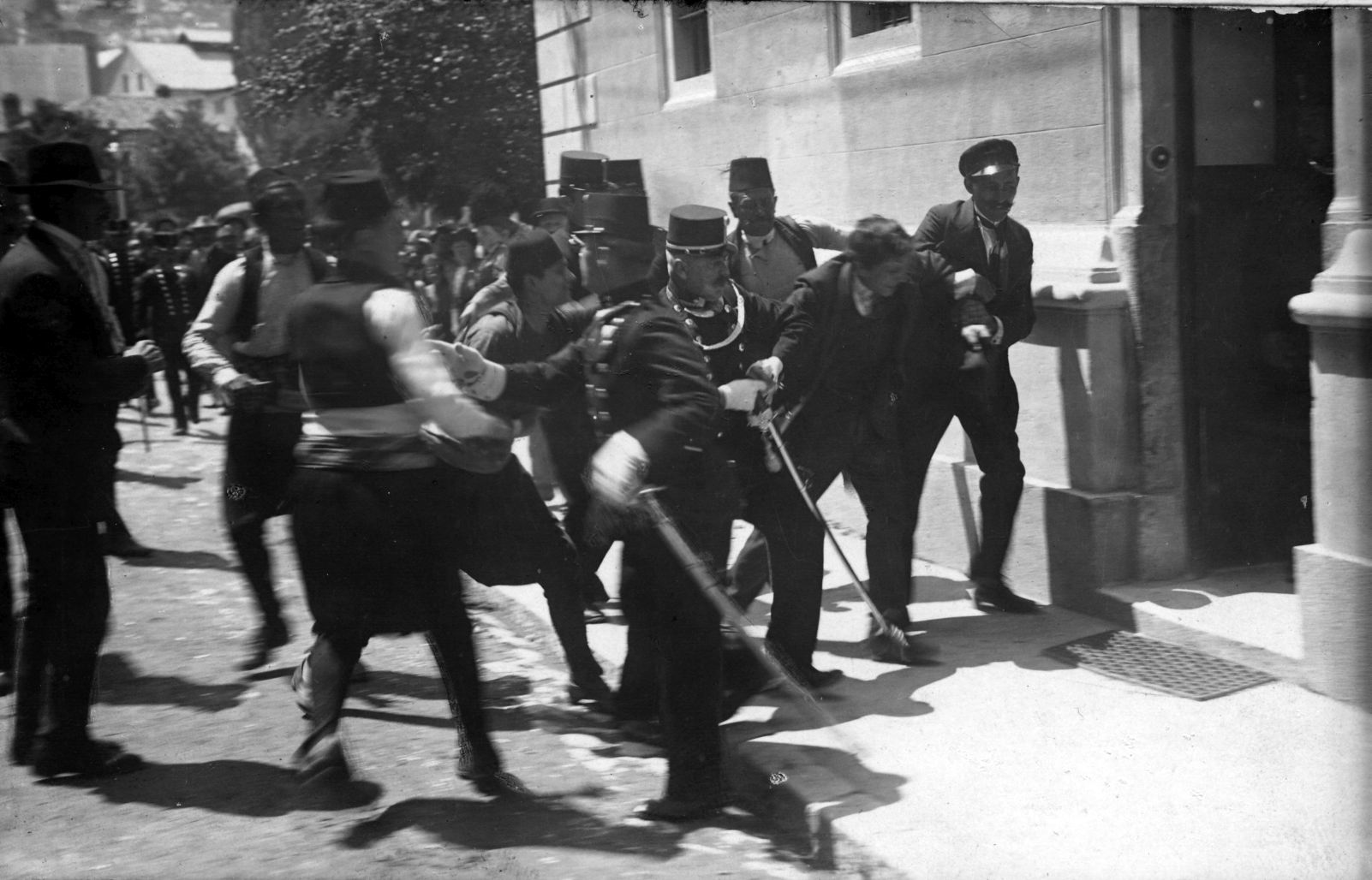
この写真は一般的にはガヴリロ・プリンツィプが逮捕される瞬間とされているが、一部の文献 では見物人の一人であるフェルディナント・ベール (Ferdinand Behr) としている。

1914年6月28日、オーストリアのフランツ・フェルディナント大公がボスニア・ヘルツェゴビナの首都サラエヴォを訪問した。
ユーゴスラヴ主義組織青年ボスニアからの暗殺者6人（クヴジェトコ・ポポヴィッチ、ガヴリロ・プリンツィプ、ムハメド・メフメドバシッチ、ネデリュコ・チャブリノヴィッチ、トリフコ・グラベジュ、ヴァソ・チュブリロヴィッチ）はセルビア黒手組の物資提供を受けて、大公を暗殺すべく大公の車列が通る街道で集まった。チャブリノヴィッチは手榴弾を車に投げつけたが外れ、近くにいた人々が負傷しただけに留まった。大公の車列はそのまま進み、チャブリノヴィッチ以外の暗殺者が動けないのを尻目に無事通過した。
フェルディナントは、爆発で怪我した者の見舞いにサラエヴォ病院に行ったが、約1時間後の帰りでは車が道を誤って方向転換し、ちょうどプリンツィプのいた道に入った。プリンツィプはピストルで、大公と大公の妻ゾフィー・ホテクを射殺した。
オーストリア人の間では反応が薄く、ほぼ無関心に近い状態だった。歴史家のズビニェク・ゼマンは後に、「事件は人々に印象を残すことにほとんど失敗した。日曜日と月曜日（6月28日と29日）、ウィーンの大衆はまるで何も起こらなかったように音楽を聴いたりワインを飲んだりした」と書いている。一方、帝位継承者の暗殺という事件は政治に重大な影響を与え、21世紀の文献では「9月11日効果」と形容するものもある。また皇帝フランツ・ヨーゼフ1世は、大公夫婦とは個人的には親密ではなかったが、衝撃を受け怯えた。

### ボスニア・ヘルツェゴヴィナの騒動
オーストリア＝ハンガリー当局は、サラエヴォの反セルビア暴動を煽動した。その結果、サラエヴォではボスニア系セルビア人2人がボスニア系クロアチア人とボシュニャク人により殺害され、またセルビア人が所有する多くの建物が損害を受けた
。
セルビア人に対する暴力はサラエヴォ以外でも組織され、オーストリア＝ハンガリー領ボスニア・ヘルツェゴヴィナ・クロアチア・スロベニアなどで起こった。ボスニア・ヘルツェゴヴィナのオーストリア＝ハンガリー当局は目立ったセルビア人約5,500人を逮捕・送還したが、うち700から2,200人が監獄で死亡した。他にはセルビア人460人が死刑に処された。主にボシュニャク人で構成された「保護団体」も設立され、セルビア人を迫害した。

### 七月危機

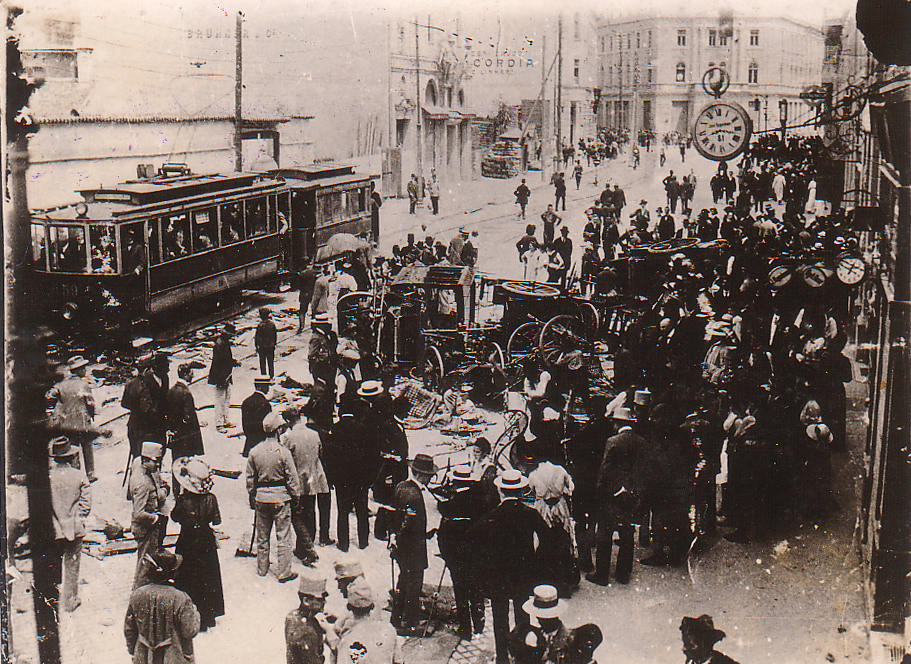
サラエヴォの反セルビア暴動の後、通りに集まった群衆、1914年6月29日。

1910年時点のオーストリア＝ハンガリー、色分けは民族と母語による。ボスニア・ヘルツェゴヴィナは1908年に併合された領地である。

暗殺事件により、1か月間にわたるオーストリア＝ハンガリー・ドイツ・ロシア・フランス・イギリス間の外交交渉が行われた。これは七月危機と呼ばれる。
オーストリア＝ハンガリーはセルビア当局、特に黒手組関連が大公暗殺の陰謀に加わっていると考え（後に事実であると判明）、セルビア人のボスニアにおける影響力を消滅させようとした。7月23日にセルビアに対し最後通牒を発し、セルビアへ犯人の黒手組を調査させるべく10条の要求を突き付けた。セルビアは25日に総動員をおこなったが、破壊分子の運動の抑圧のための帝国政府の一機関との協力の受け入れを要求した第5条と、暗殺事件の調査にオーストリア代表をセルビアに招き入れるという第6条を除いて、最後通牒の要求を受諾した その後、オーストリアはセルビアとの外交関係を断絶、翌日に一部動員を命じた。そして1914年7月28日、オーストリア＝ハンガリーはセルビアに宣戦布告した。
7月29日、ロシアはセルビアを支持してオーストリア＝ハンガリーに対する一部動員をおこなったが、翌30日には総動員に切り替えた。ヴィルヘルム2世は、従兄弟にあたるロシア皇帝ニコライ2世にロシアの総動員を取りやめるよう求め、ドイツ首相テオバルト・フォン・ベートマン・ホルヴェークは31日まで回答を待った。ロシアがヴィルヘルム2世の要請を断ると、ドイツはロシアに最後通牒を発し、動員の停止とセルビアを支援しない確約を要求した。またフランスにも最後通牒を発して、セルビアの守備に関連する場合、ロシアを支持しないよう要求した。8月1日、ロシアが回答した後、ドイツは動員をおこないロシアに宣戦布告した。これにより、オーストリア＝ハンガリーでも8月4日に総動員が行われた。

シュリーフェン・プランによるドイツ軍の進行路

ドイツがフランスに中立に留まることを要求したのは、兵力の展開計画を選ばなければならなかったためだった。当時ドイツでは戦争計画がいくつか立てられており、どれを選んだとしても兵力の展開中に計画を変更することは困難だった。ドイツで1905年に立案され、後に修正されたシュリーフェン・プランでは、軍の8割を西に配置するアウフマーシュ・II・ヴェスト (Aufmarsch II West) と軍の6割を西に、4割を東に配置するアウフマーシュ・I・オスト (Aufmarsch I Ost) とアウフマーシュ・II・オスト (Aufmarsch II Ost) があった。東に配置する軍が最大でも4割留まりだったのは、東プロイセンの鉄道の輸送率の上限であったからだった。フランスは回答しなかったが、自軍を国境から10km後退させて偶発的衝突を防ぎつつ予備軍を動員するという、立場が不明瞭な行動をした。ドイツはその対処として予備軍を動員、アウフマーシュ・II・ヴェストを実施すると決定した。
8月1日、ヴィルヘルム2世はフランスが攻撃されない限りイギリスが中立に留まるという誤報を受けて、小モルトケに「全軍を東に進めよ」と命じた。小モルトケは兵士100万人の再配置は不可能であり、しかもフランスにドイツを「背後から」攻撃する機会を与えるのは災難的な結果を引き起こす可能性があるとヴィルヘルム2世を説得した。しかしヴィルヘルム2世はドイツ軍がルクセンブルクに進軍しないことを堅持、いとこのイギリス国王ジョージ5世からの電報で先の情報が誤報であることを判明してようやく小モルトケに「今やあなたは何をしてもいい」と述べた。ドイツは8月2日にルクセンブルクを攻撃、3日にフランスに宣戦布告した。4日、ベルギーがドイツ軍に対し、フランスへ進軍するためにベルギーを通過することを拒否すると、ドイツはベルギーにも宣戦布告した。イギリスはドイツに最後通牒を発し、ベルギーは必ず中立に留まらなければならないと要求したが、「不十分な回答」を得た後、8月4日の午後7時にドイツに宣戦布告した（午後11時に発効）。

## 1914年の戦闘

### 中央同盟国の緒戦での混乱

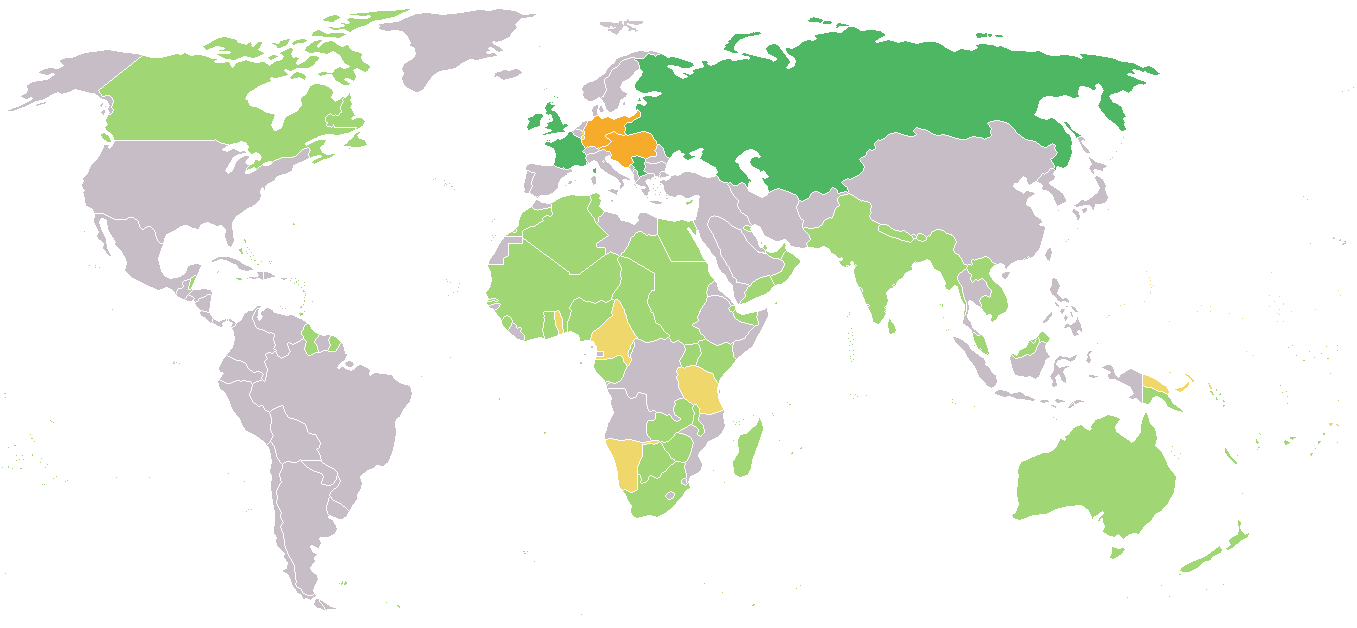
1914年8月4日時点の両陣営
連合国
連合国の植民地・占領地域
同盟国
同盟国の植民地・占領地域

中央同盟国では、緒戦の戦略に関する齟齬が発生していた。ドイツはオーストリア＝ハンガリーのセルビア侵攻を支援すると確約していた。今まで使われた兵力展開の計画は1914年初に変更されたが、新しい計画は実戦で使われたことがなかった。
オーストリア＝ハンガリーはドイツが北側でロシア軍の対処にあたると考えたが、ドイツはオーストリア＝ハンガリーが軍の大半を対ロシア戦に動員し、ドイツ軍はフランス軍の対処にあたると考えた。この混乱によりオーストリア＝ハンガリー陸軍は対ロシアと対セルビアの両前線で軍を分割せざるを得なかった。

### 西部戦線における戦争計画の失敗と塹壕戦への移行

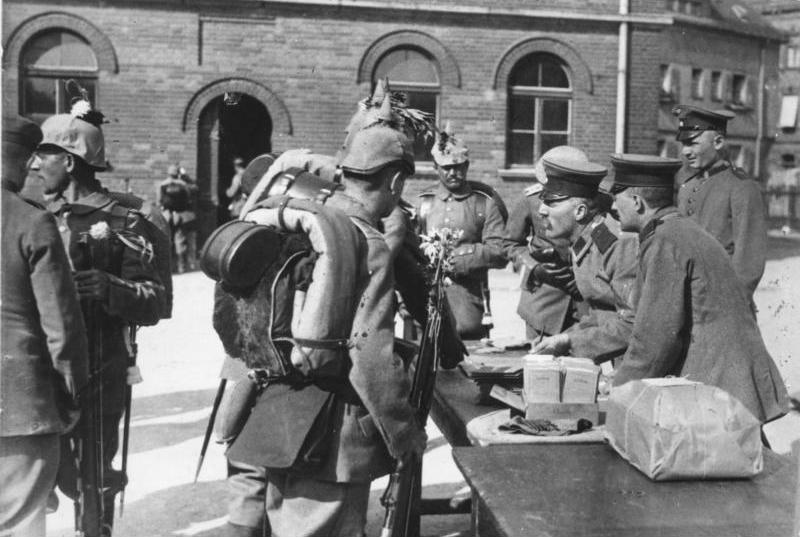
動員以降の初給料支払い、1914年、ベルリンにて。

ドイツ陸軍の西部国境への集結がまだ続いている最中の1914年8月5日、ドイツ第10軍団はベルギーのリエージュ要塞への攻撃を開始した（リエージュの戦い）。リエージュの町は7日に陥落したが、その周りを囲むように建造されたリエージュの12要塞はすぐには陥落しなかった。
ドイツはディッケ・ベルタという攻城砲を投入して要塞を落とし、16日にリエージュを完全に征服した。戦闘で特筆に値する事柄は、15日に砲弾がロンサン砦の弾薬庫に直撃して砦ごと破壊したことがある。難攻不落とされたリエージュ要塞群があっさりと陥落したため、フランスの戦闘計画は方針転換を余儀なくされた。

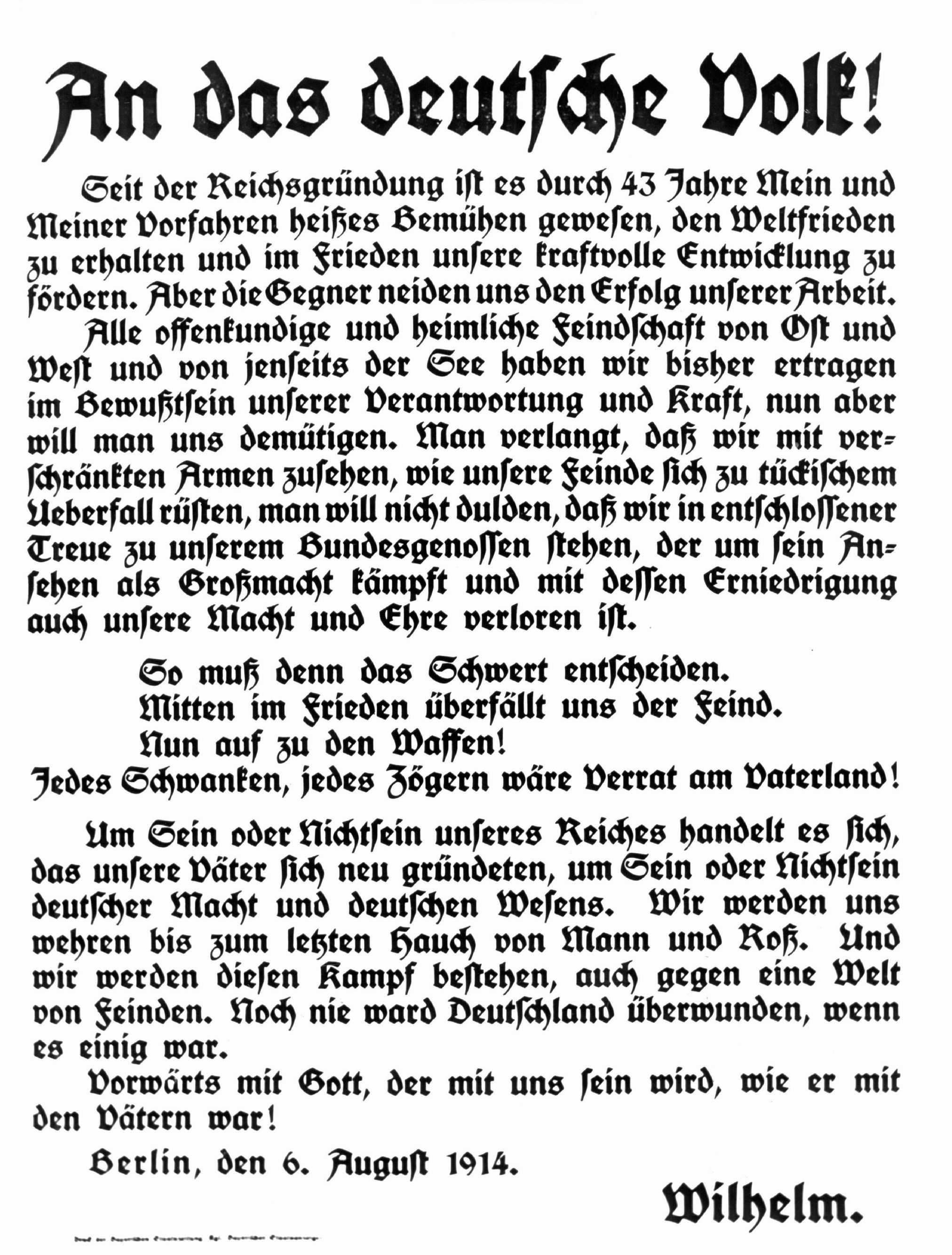
ヴィルヘルム2世による「ドイツ人民へ！」 (An das deutsche Volk!) の宣言、1914年8月6日。

第一次世界大戦において、一般市民への攻撃が初めて行われたのは8月2日、リエージュ近くのヴィゼ、ダレム、バティスで起きたことだったその後の数週間、ドイツ軍はベルギーとフランスの一般市民にしばしば暴力をふるったが、その理由はフラン＝ティルールによるドイツ軍へのゲリラ攻撃だった。ドイツ軍が初めてベルギーの民衆を大量処刑したのは8月5日のことで、最も重い戦争犯罪についてはディナン、タミーヌ、アンデンヌ、アールスホットで起きた。このような報復攻撃により、1914年8月から10月までの間に民間人6,500人が犠牲者になり 、またレーヴェンの破壊でドイツは国際世論の非難を受けた。これらの戦争犯罪はイギリスのプロパガンダで真偽まじりで宣伝され、「ベルギーの強奪」という語が生まれた。

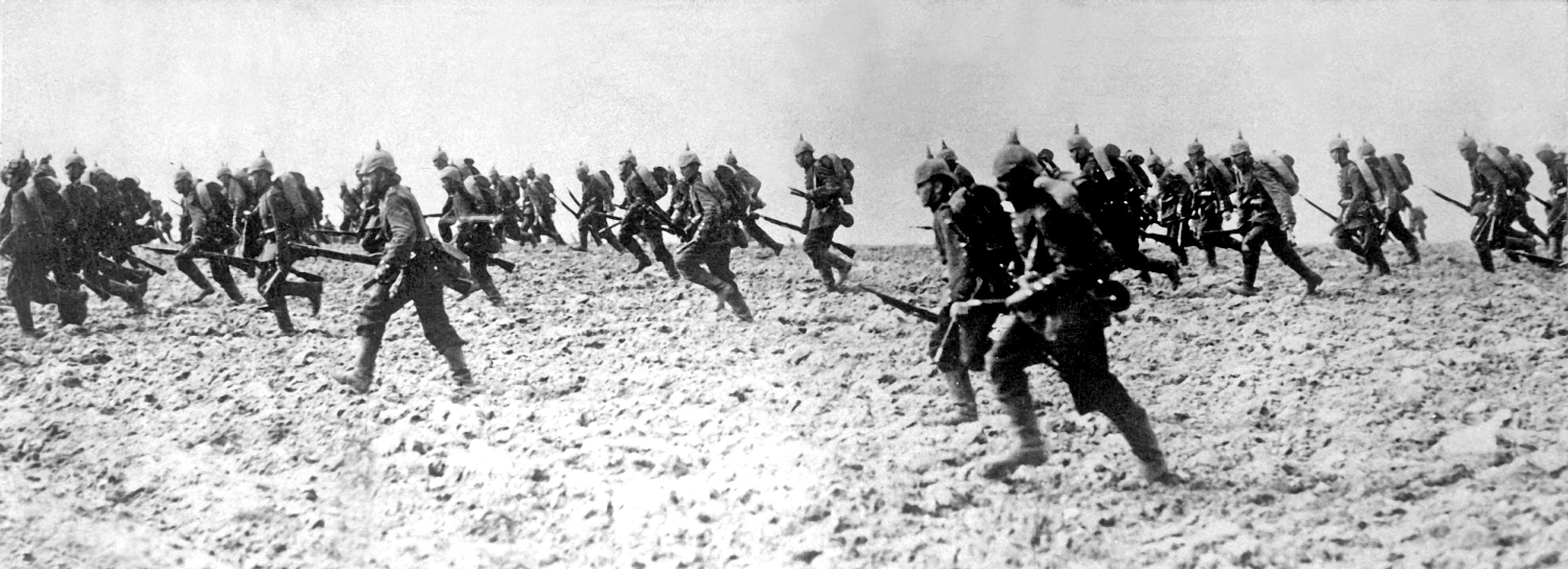
前進するドイツ軍、1914年8月7日

ドイツ軍がシュリーフェン・プランを実施するために迂回している中、フランス側ではプラン17を準備していた。プラン17ではドイツの計画と違い、ロレーヌでの中央突破を戦略としていた。実際の大規模攻撃の前、ミュルーズへの攻撃も予定していた。フランス軍の指揮官ジョゼフ・ジョフルは、ドイツ軍を南部で釘付けにすることとフランス国民の戦意高揚を目的として、普仏戦争でドイツ領となっていたアルザス＝ロレーヌの奪還を掲げた。フランス軍は住民の一部に歓迎される中、8月7日にアルザスの工業地帯で2番目の大都市であるミュルーズを占領して、一時的に戦意高揚に成功したが、9日にはドイツ軍に奪還された。その後、ドイツ軍は8月24日までにドラー川沿岸とヴォージュ山脈の一部を除いて奪還し、以降は終戦まで維持した。フランス軍の攻撃を指揮したルイ・ボノーは、ジョフルに解任された 。

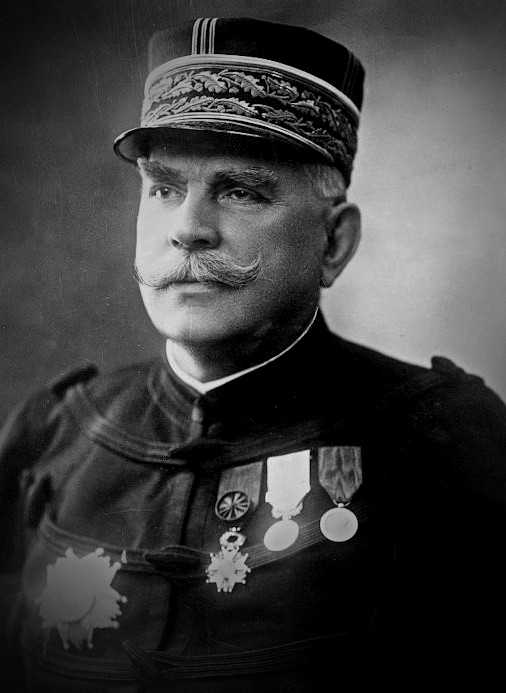
フランス軍総司令官ジョゼフ・ジョフル

ジョフルは当初プラン17の遂行に集中して、フランス兵170万を5個軍に編成、ドイツによるベルギー攻撃を顧みなかった。だが、ドイツ軍の行軍を完全に無視することは流石にできなかったため、シャルル・ランレザック率いるフランス第5軍を北西部に派遣した。ちょうどフランスに上陸したジョン・フレンチ率いるイギリス海外派遣軍は、モブージュの北でフランス軍と合流した。フランスの攻勢は8月14日に始まり、オーギュスタン・デュバイ率いるフランス第1軍とエドゥアール・ド・クリエール・ド・カステルノー率いるフランス第2軍は国境を越えてサールブールに進軍、ループレヒト率いるドイツ第6軍と第7軍は戦闘を回避した。

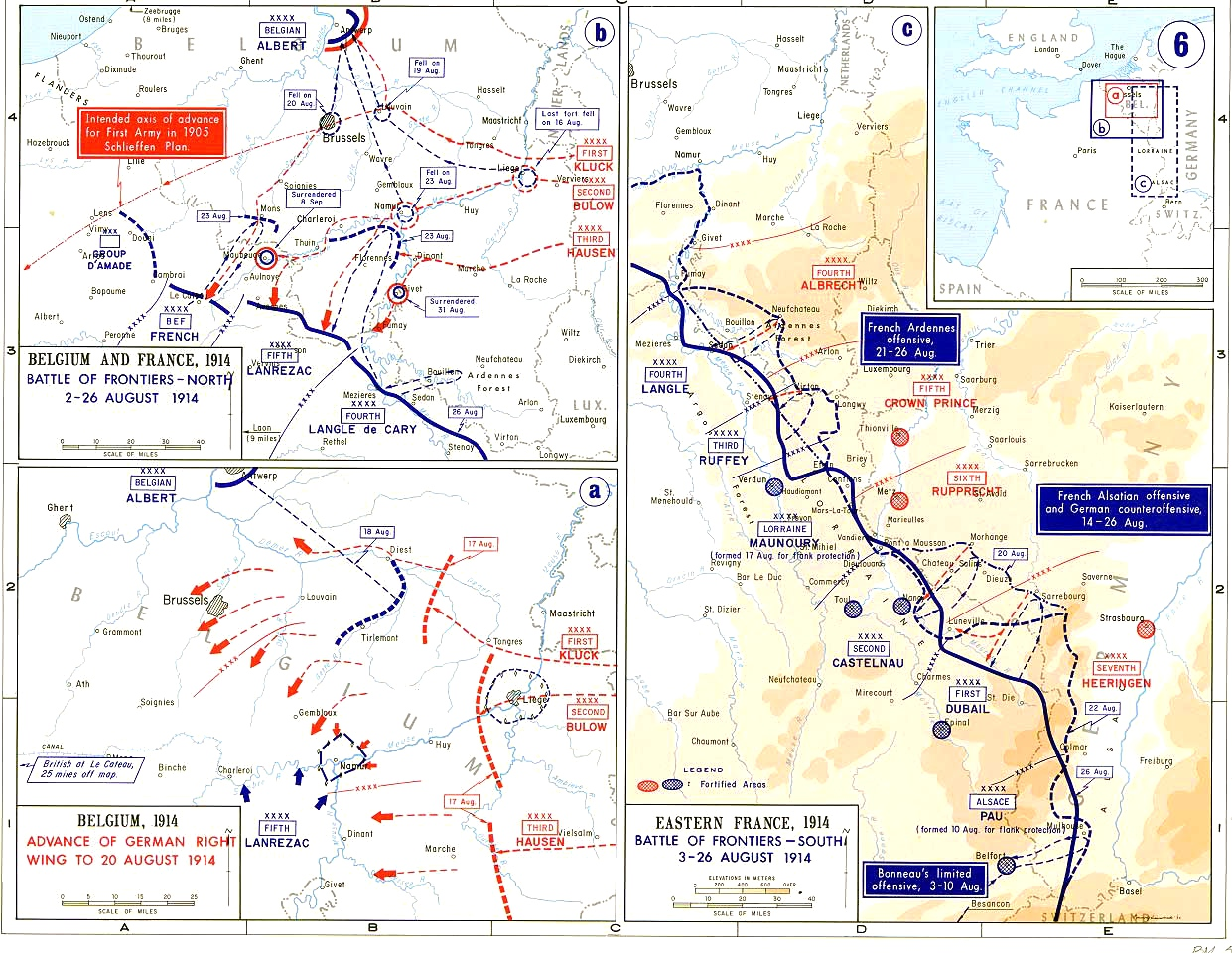
国境の戦いの情勢、1914年8月3日から26日まで。この時点でフランスのプラン17の失敗が明らかになった。

8月16日にリエージュが陥落した後、ドイツ軍右翼は18日に本命となる攻勢を開始し、連合国軍を包囲するよう進撃した。ドイツ軍が早くもブリュッセルとナミュールに押し寄せると、ベルギー軍の大半はアントウェルペンの要塞に退却し、そこから2か月間にわたるアントウェルペン包囲戦が始まった。20日、フランス軍は本命となるロレーヌとザールルイ地域への侵攻を開始したが、同時にドイツの反攻も始まった。
こうしてザールブルク、ロンウィ、アルデンヌの戦い、マース川、サンブル川とマース川の間、モンスという長大な前線で国境の戦いと呼ばれる戦闘が起き、両軍とも大損害を被った。フランス軍は8月20日から23日までの間に4万人の戦死者を出し、うち22日だけで2万7,000人の損害を出した。死傷者の多くは機関銃によるものだった。
フランスの第1, 2, 3, 4軍はドイツの第4, 5, 6, 7軍に敗れ、左翼のフランス第5軍とイギリス海外派遣軍も敗北した。しかしフランス軍は紀律を保ち、ロレーヌではムルト川の後方、ナンシー周辺の要塞群に退却した。フランス北部でもマース川の後方にあるヴェルダン要塞を保持したため、大部隊がドイツ軍に包囲殲滅されるのを防いだ。ループレヒト・フォン・バイエルンは、シュリーフェン・プランを破って成功を推し進めるよう小モルトケに求め、許可を得たが、8月25日から9月7日まで続いたループレヒトの攻勢は戦局を打開するには至らなかった 。

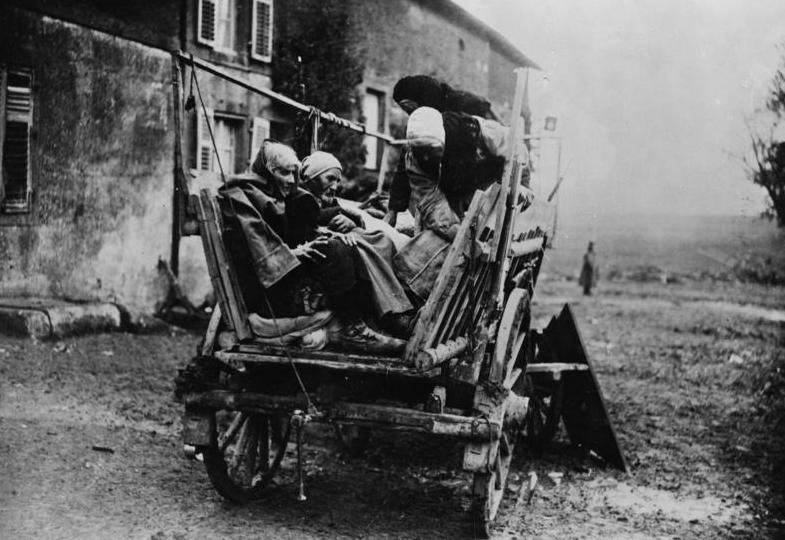
逃亡するフランス人家族、1914年。

左翼の英仏軍は大撤退を開始、ル・カトーの戦い（8月26日）やサン＝カンタンの戦い（8月29日）を間に挟んで撤退を続け、それを追撃するドイツ軍右翼はパリへと接近した 。フランス政府は9月2日にパリからボルドーに疎開し、パリの守備は既に引退していたジョゼフ・ガリエニが現役に復帰して担当した。フランス軍右翼と予備軍から兵士が引き抜かれてミシェル＝ジョゼフ・モーヌリー率いるフランス第6軍 に編成され、ドイツ軍への側面攻撃でその進軍を脅かした。フェルディナン・フォッシュ率いる第9軍は、中央部に投入された。ジョフルはマルヌ川を合流地点として撤退を停止し、そこから反転してドイツ軍に攻撃するという計画を立てた。

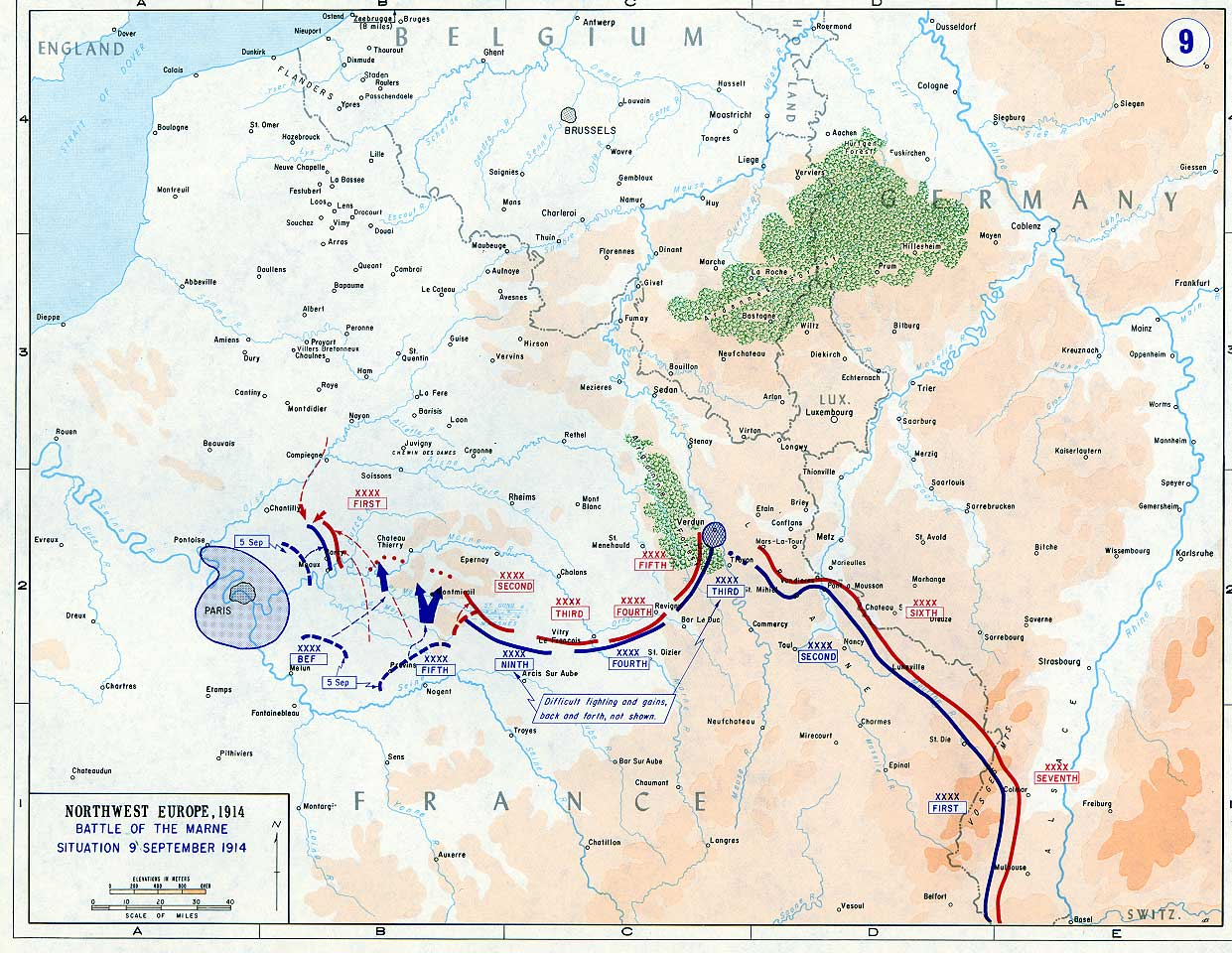
1914年9月8日に連合国軍がドイツ第1軍と第2軍の間隙を突いたことで、シュリーフェン・プランは失敗に終わった。

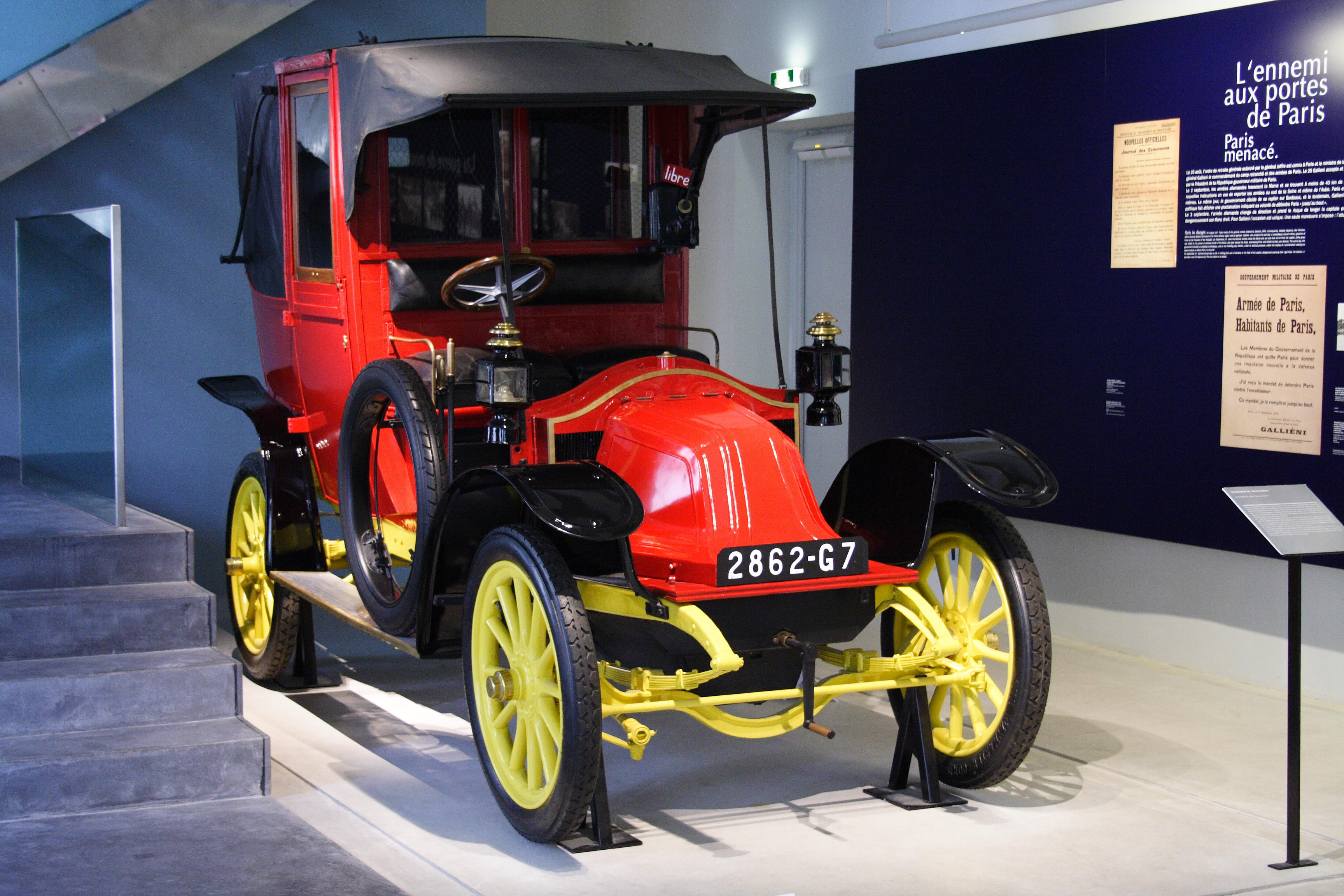
マルヌ戦でフランス兵を輸送したタクシー（写真は模型）

迂回して進軍していたドイツ第1から第5軍は、進軍の速度を保ちながら南西と南に方向転換した。そのうちアレクサンダー・フォン・クルック率いる第1軍は、8月20日にブリュッセルを占領した後、フランス軍とイギリス海外派遣軍を追撃した。前線が拡大するにつれてドイツの攻勢の奇襲性が失われ、ドイツ軍右翼が伸び切ったためその数的優位も失われた。ドイツ軍が進軍するにつれて、ドイツ軍の連絡線が伸び、フランス軍の連絡線が縮んだのだった。8月末にはドイツ軍の歪んだ前線が崩壊直前にまでなり、右翼も反撃を受けて南と南東に向けて方向転換した。そしてパリの包囲計画は8月30日に放棄され、その報せは9月3日にジョフルに届けられた 。
当時、ルクセンブルクにいたドイツ軍最高司令部には前線の情報がなく、特に脅かされていた右翼との電話連絡がなかった。無線を使用した通信も技術が整っておらず、飛行隊からの報告はしばしば無視された。ドイツ第1軍32万人は、強行軍でイギリス海外派遣軍を封じ込めようとしたが、その過程で自軍の西側の守備を無視してしまった。東部戦線に2個軍団を割いたこと、アントウェルペン包囲戦やモブージュ包囲戦に軍を割いたこと、行軍と戦闘による損害、補給の不足により第1軍は停滞し、しかも既に500kmも行軍していたため疲れ切っていた。
9月6日、フランス軍によるドイツ軍への側面攻撃が始まった（第一次マルヌ会戦）。ドイツ第1軍は命令に違反して9月5日にマルヌ川の南側に進軍、パリ周辺のル・プレシ＝ベルヴィル、モルトフォンテーヌ、モーまで進んだが、2日間に渡って撤退せざるを得なかった。その理由はドイツ第1軍と第2軍の間に40kmの隙間が生じ、英仏軍が9月8日の正午近くにそこに雪崩れ込んだためであった。ドイツ前線の連絡はおぼつかず、ドイツ軍が500km以上を行軍したため疲れ切っており、しかも包囲殲滅されるという脅威が増大したため、第1軍と第2軍の視察を命じられていたリヒャルト・ヘンチュ中佐は撤退を決定した。
撤退の必要性、特に第1軍の撤退は後に疑問視されたが、通説ではホルガー・アッフレルバッハが述べたように、「撤退は作戦上は正しく必須だったが、その心理的影響は致命的だった」。シュリーフェン・プランは失敗に終わり、アルザス＝ロレーヌでフランス軍を圧迫することも失敗した。9月9月、小モルトケは手紙でこう綴った：
これは良くない。[...]希望に満ちた開戦が正反対に変わった。[...]わずか数週間前の見事な戦役とはどんなに違うだろう。[...]私は、人民が勝利を渇望したがためにこの不幸に耐えられないことを恐れている
モルトケは神経衰弱をきたし、エーリッヒ・フォン・ファルケンハインが後任の参謀総長となった。ドイツ第1軍と第2軍は撤退を余儀なくされ、残りの軍勢もそれに続いた。ドイツ軍がエーヌ川の後方に撤退したことで9月13日に第一次エーヌ会戦が生起したが、この戦闘は塹壕戦への移行のきっかけとなった。ドイツ軍はエーヌ川の後方に撤退した後、塹壕を掘って守備を整え、態勢を回復した。9月17日にはフランス軍が反撃したが、戦況が膠着した。ドイツ軍の撤退はフランスでは「マルヌの奇跡」と呼ばれたが、ドイツでは批判を受けた。ファルケンハインは帝国宰相テオバルト・フォン・ベートマン・ホルヴェークに対し、シュリーフェン・プランが失敗した後の軍事情勢をドイツ国民に説明するよう提案したが、ベートマン・ホルヴェークは拒否した 。

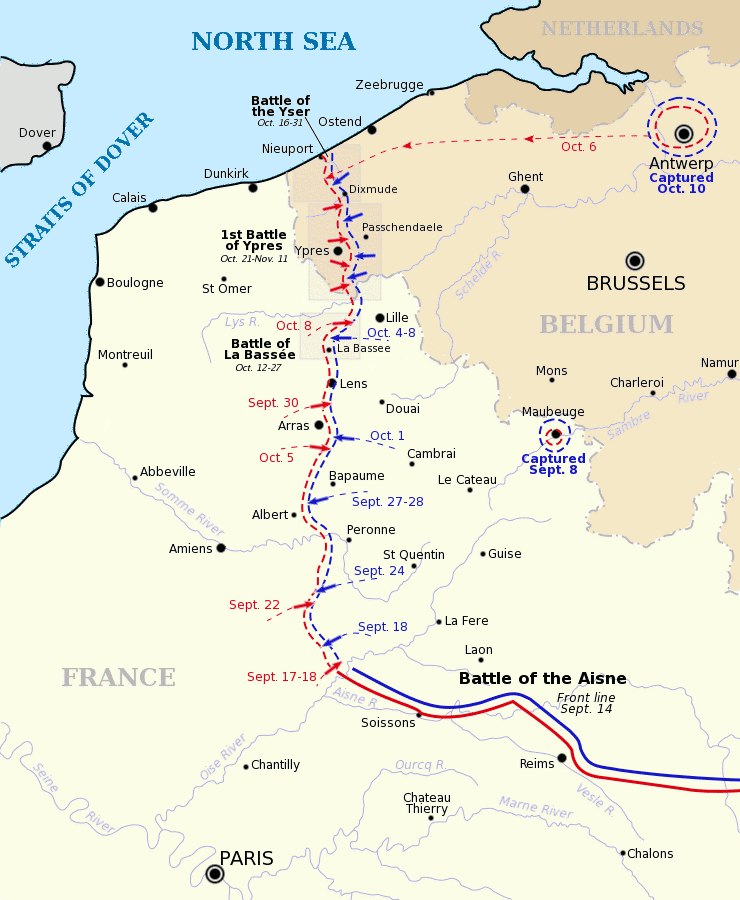
海への競争において、両軍はお互いを側面から叩こうとしたが失敗した。

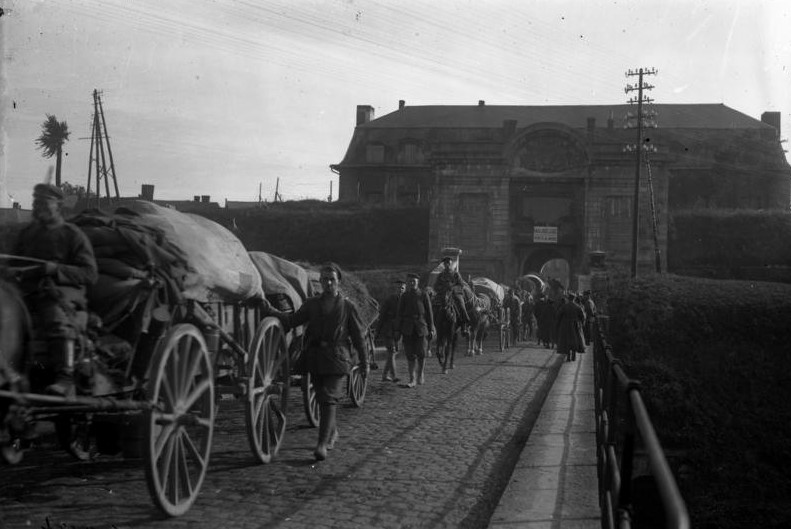
モブージュ占領中のドイツ兵士、1914年。

ファルケンハインはそれまでの方針に従い、まず西部戦線に決着をつけようとした。9月13日から10月19日までの海への競争において、両軍とも側面攻撃を仕掛けようとしたが、前線がエーヌ川から北海沿岸のニーウポールトまで広がっただけに終わった。10月初に両軍が行軍の戦術を再開、ドイツ軍は多大な損失を出しながらリール、ヘント、ブルッヘ、オーステンデを占領したが、戦況を打開するには至らなかった。その後、戦場はさらに北のフランドルに移り、英仏海峡に面するカレーとダンケルクを経由するイギリスからの増援は中断された。
9月17日、イギリスの代表的作家53人が首都ロンドンにおいて声明『イギリスの戦争の擁護』を出した。10月4日、ドイツ大学人による『93人のマニフェスト(文化的世界へ訴える）』が出された。10月16日にはドイツの大学と工科大学53校の講師、教授ほぼ全員に当たる合計3,000人が連名で『ドイツ大学声明』を出して大戦を「ドイツ文化の防衛戦」として正当化した。イギリスなどの学者は、10月21日に米紙『ニューヨーク・タイムズ』上でドイツ大学人への返答を出した。

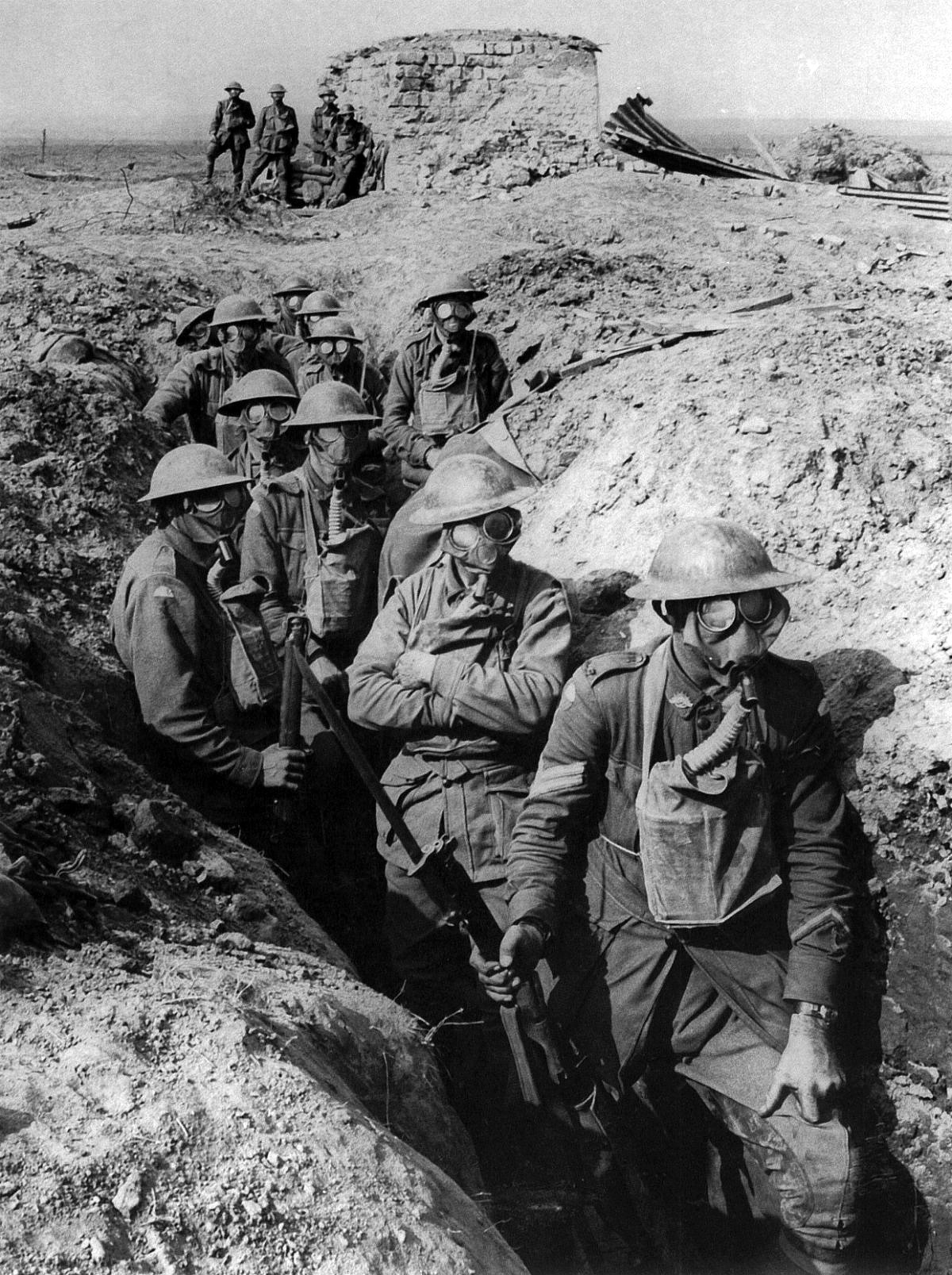
ガスマスクを着用し塹壕に隠れるオーストラリア兵。イーペル、1917年。

10月20日から11月18日まで、イーペルで激しい戦闘が起こり（第一次イーペル会戦）、大急ぎで投入されたドイツの予備部隊はランゲマルクとイーペルで大損害を受けた。訓練も経験も不足していた予備軍の士官が若い兵士（15歳の兵士もいたほどだった）を率いたが、数万人の損害を出して何もなさなかった。壊滅的な結果にもかかわらず、ランゲマルクの神話が作られ、軍事上の敗北を道徳上の勝利として解釈する、第一次世界大戦における初の事例となった。同盟軍はイギリスの補給港であるブローニュ＝シュル＝メールとカレー、および鉄道の中心地であるアミアンをドイツ軍から守ることに成功した。
行軍の競争は、第一次イーペル会戦とともに終結した。ドイツ軍は西部戦線で強固な塹壕線を掘り、戦闘は塹壕戦に移行した。塹壕突破の試みは1914年時点では全て失敗に終わり、北海からスイス国境（第一次世界大戦下のスイスも参照）まで長さ約700kmにわたる前線は塹壕戦への移行により固定化し、両軍の塹壕の間には約50mの距離が開いた。
ファルケンハインは11月18日にベートマン・ホルヴェーク宰相に対し、三国協商との戦争は勝ち目がなくなったと通告して、外交を通じた終戦を求めた。彼はイギリスとの講和は不可能と考え、それ以外の交戦国と単独講和するよう求めたが、ベートマン・ホルヴェークは拒否した。ベートマン・ホルヴェークが拒否したのは占領地を手放したくないとの政治的な考えがあってのことだった。パウル・フォン・ヒンデンブルクもエーリヒ・ルーデンドルフも敵を全滅させるという立場を崩さず、勝利の平和を可能であると判断した。結局、首相と軍部は世間からマルヌ会戦とイーペル会戦の敗北を隠蔽して戦闘を継続したため、政治と軍事情勢が政治と経済のエリート層の戦争目標への望みと乖離していき、戦中と戦後の社会闘争につながった。
11月、イギリス海軍は北海全域を交戦地帯と定め、海上封鎖を敷いた（ドイツ封鎖）。中立国の旗を掲げる船舶でもイギリスに警告なしで攻撃される可能性が出たが、イギリス海軍のこの行動は1856年のパリ宣言に反するものだった。

### 1914年の東部戦線

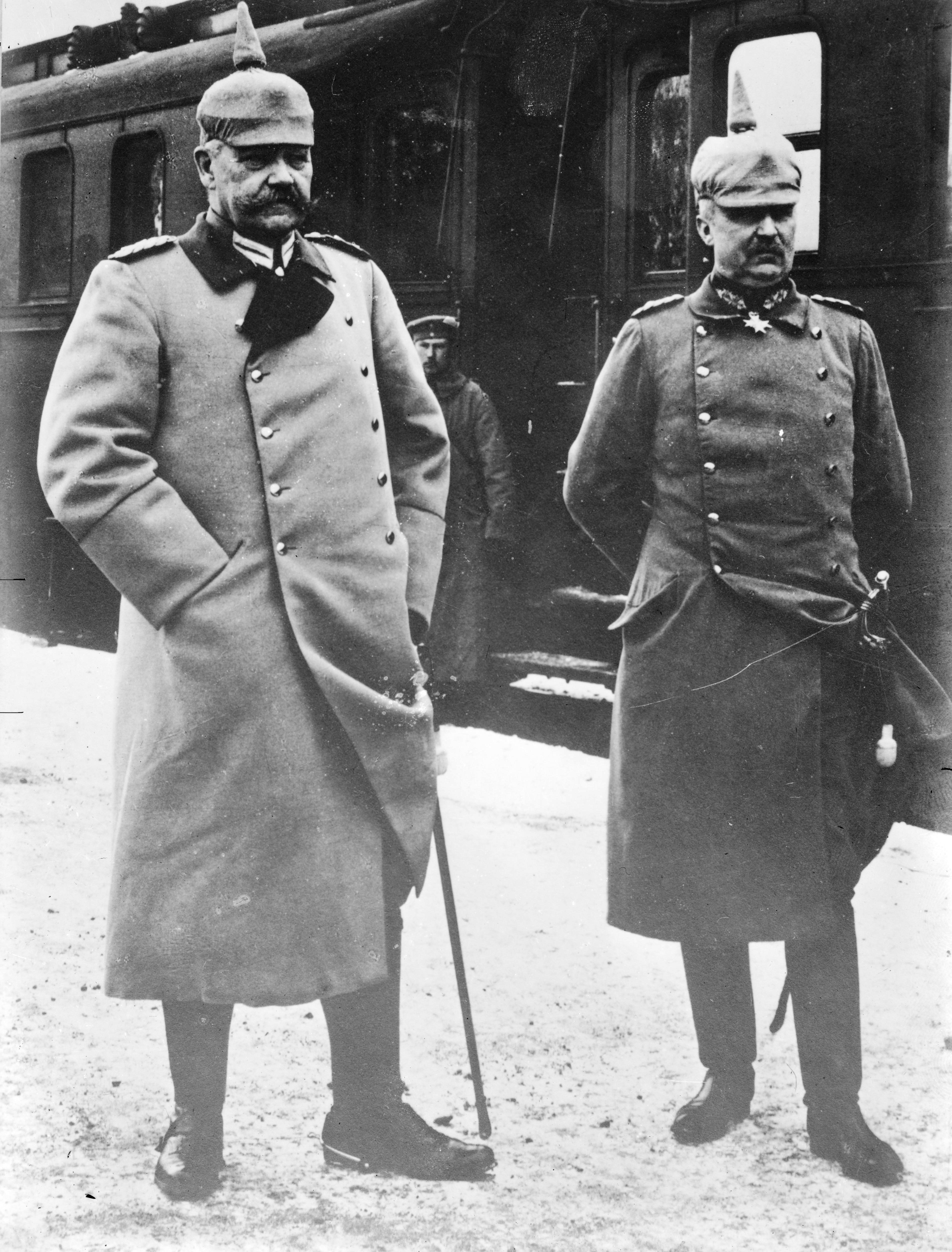
ヒンデンブルク（左）とルーデンドルフ（右）

ロシアの2個軍はシュリーフェン・プランの仮定と違って、開戦から2週間で東プロイセンへの侵攻を開始したため、東部戦線の情勢はドイツにとって厳しいものだった。ドイツはシュリーフェン・プランにより西部戦線に集中したため、東部戦線では守備態勢をとった。そのため、ドイツはロシア領ポーランドとの国境地帯にあるいくつかの町を占領したに留まり、1914年8月のカリシュの破壊がその一環となった。8月20日のグンビンネンの戦いの後、東プロイセンを守備するドイツ第8軍は撤退、東プロイセンの一部がロシアに占領された。
その結果、東部戦線のドイツ軍は増援され、新たにパウル・フォン・ヒンデンブルク大将が司令官、エーリヒ・ルーデンドルフ少将が参謀長に就任した。2人は8月末のタンネンベルクの戦いに勝利、アレクサンドル・サムソノフ率いるロシア第2軍をほぼ全滅させて東プロイセンを確保した。続く9月の第一次マズーリ湖攻勢でもパーヴェル・レンネンカンプ率いるロシア第1軍が敗北したため、ロシア軍は東プロイセンの大半から撤退した 。
8月24日から9月11日までのガリツィアの戦いの後、ロシア軍はオーストリア＝ハンガリー領ガリツィア・ロドメリア王国を占領した。オーストリア＝ハンガリー軍はガリツィアの首都レンベルクを攻撃した後、ロシア軍が人数で圧倒的に優位にあったため撤退を余儀なくされた（レンベルクの戦い、8月26日 - 9月1日）。ロシアによる第一次プシェムィシル包囲は9月24日から10月11日まで続いた後、一旦解かれた。オーストリア＝ハンガリー軍を救うべく、新しく編成されたドイツ第9軍はポーランド南部攻勢を開始したが失敗した。11月1日、ヒンデンブルクがドイツ軍総指揮官に任命された。11月9日、第二次プシェムィシル包囲が開始、オーストリア＝ハンガリーの駐留軍は1915年3月22日まで耐えた末に降伏した。ドイツのウッチ地域における反攻は11月11日に開始、12月5日まで続き、その後はロシア軍が守備に入った。

### オスマン帝国の参戦
ドイツによるオスマン帝国への軍事派遣団とバグダード鉄道の建設により、オスマン帝国はドイツに接近した。さらに、オスマン帝国はイギリスに戦艦スルタン・オスマン1世とレシャディエを注文しており、代金も支払っていたが、イギリスは開戦直後の1914年8月1日に両艦を強制接収した。それでもオスマン帝国政府は「武装中立」を維持しようとしたが、政権を握っていた青年トルコ人には列強のどこかに依存しなければ軍事的に維持できないことが明らかだった。最終的にはエンヴェル・パシャによりオスマン・ドイツ同盟、およびオーストリア＝ハンガリーとの同盟が締結されたが、この同盟は内閣でも賛否両論だった。
ヴィルヘルム・スション率いる、ドイツの地中海艦隊の巡洋戦艦ゲーベンとマクデブルク級軽巡洋艦ブレスラウがイギリスの地中海艦隊による追跡を振り切り、8月16日にオスマン帝国の首都コンスタンティノープルに逃げ込んだ（ゲーベン追跡戦）。両艦はそのままオスマン帝国に買い上げられ、スション以下ドイツ人乗員は両艦が10月29日に出撃して黒海沿岸のロシア都市を襲撃した（黒海襲撃）以降も両艦に残った。9月27日、ダーダネルス海峡が正式に封鎖され、国際船舶の航行が禁止された。

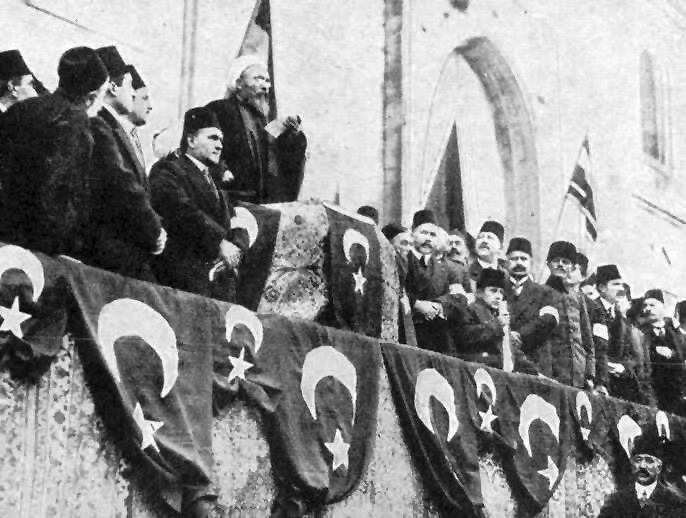
1914年11月14日、「オスマン帝国の敵」に対するジハードを宣言したシェイヒュルイスラームのウルグプリュ・ムスタファ・ハイリ・エフェンディ。

11月初頭、イギリス、フランス、ロシアがオスマン帝国に宣戦布告した。11月14日朝、シェイヒュルイスラームのウルグプリュ・ムスタファ・ハイリ・エフェンディはスルタンのメフメト5世による勅令に従い、コンスタンティノープルのファティフ・モスクの前で協商に対するジハードを宣言した。しかし、宣言に呼応したのはイギリスのアフガニスタン部隊の一部だけ（1915年2月15日のシンガプール反乱 (Singapur)）であった。バーラクザイ朝アフガニスタン首長国でのイギリスに対する反感にも影響したが、それは1919年の第三次アングロ・アフガン戦争以降のことだった。
宣戦布告直後の11月6日、イギリスとインド軍はアングロ・ペルシア石油会社の利権を守ろうとしてペルシア湾でアル＝ファオ上陸戦を敢行、これによりメソポタミア戦役が開始された。イギリス軍はオスマン軍を蹴散らした後（バスラの戦い）、11月23日にバスラを占領した。
カフカース戦役では、ロシア軍が11月にベルグマン攻勢を開始した。ロシア軍の攻勢を撃退すると、オスマン第3軍は反撃に転じたが、厳冬期のサリカミシュの戦いで大敗を喫した。アルメニア人義勇兵部隊がロシア側で戦闘に参加したため、オスマン帝国に残っていたアルメニア人に対する視線は厳しくなったが、アルメニア人の大多数はオスマン側に忠誠を維持していた。ロシア軍は長らく占領していたペルシア北西部から進撃した（ペルシア戦役）。一方、シナイ半島とパレスチナ戦役は1914年時点では大規模な戦闘は発生しなかった。

### アフリカ戦役

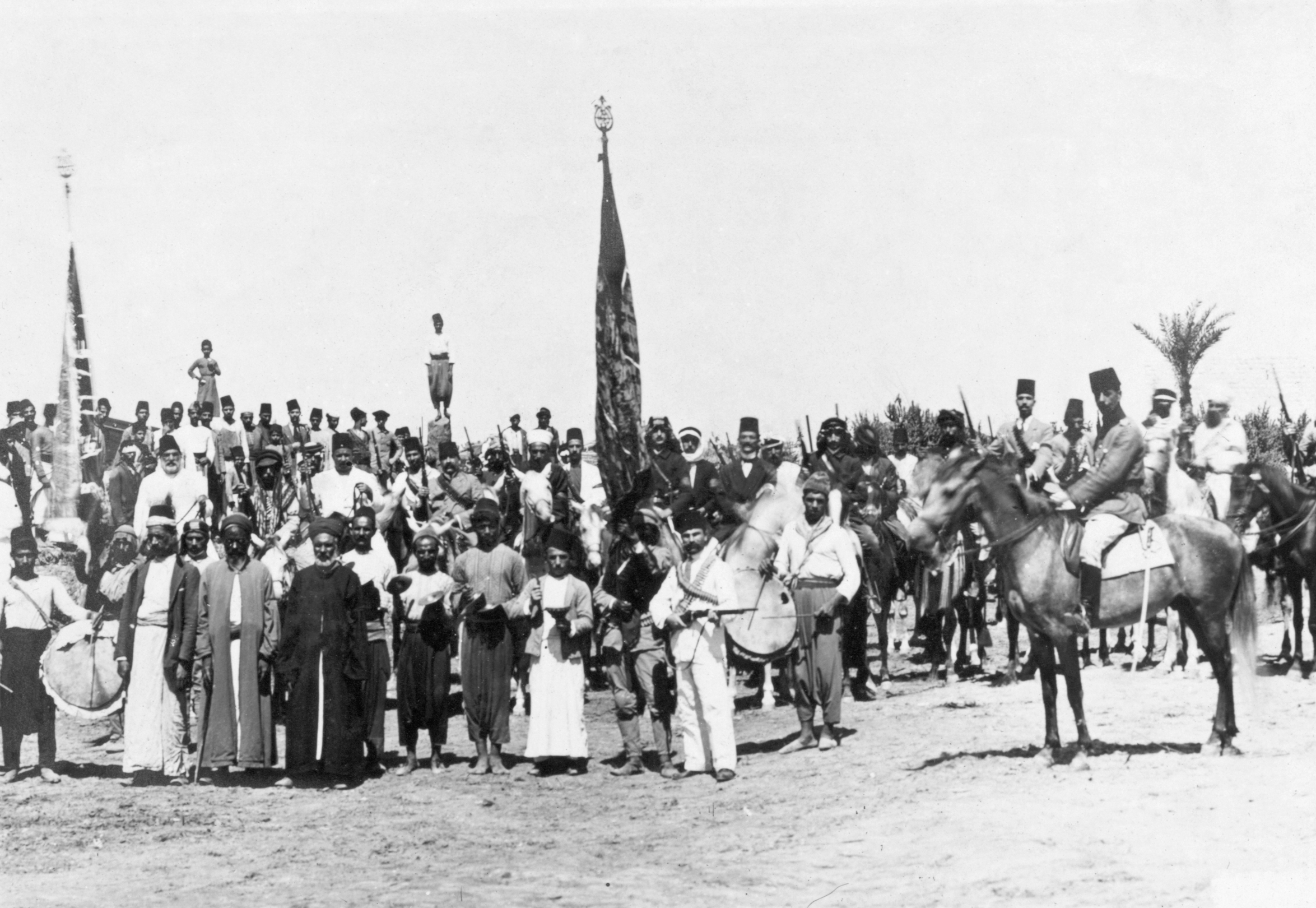
オスマン帝国のティベリア近くで行われた募兵、1914年。

欧州諸国により植民地化されていたアフリカ各地では、戦争初期よりイギリス、フランス、ドイツの植民地勢力が戦闘を行った。
8月6日から7日、フランスとイギリス部隊はドイツ領トーゴラントとドイツ保護領カメルーンに侵攻した。10日、ドイツ領南西アフリカのドイツ軍が南アフリカ連邦を攻撃して以降、終戦まで散発的ながら激しい戦闘が続いた。
ドイツ領東アフリカのパウル・フォン・レットウ＝フォルベック大佐率いる植民地軍はゲリラ戦を行い、1918年のヨーロッパでの停戦から2週間後まで降伏しなかった。

### 日本の参戦

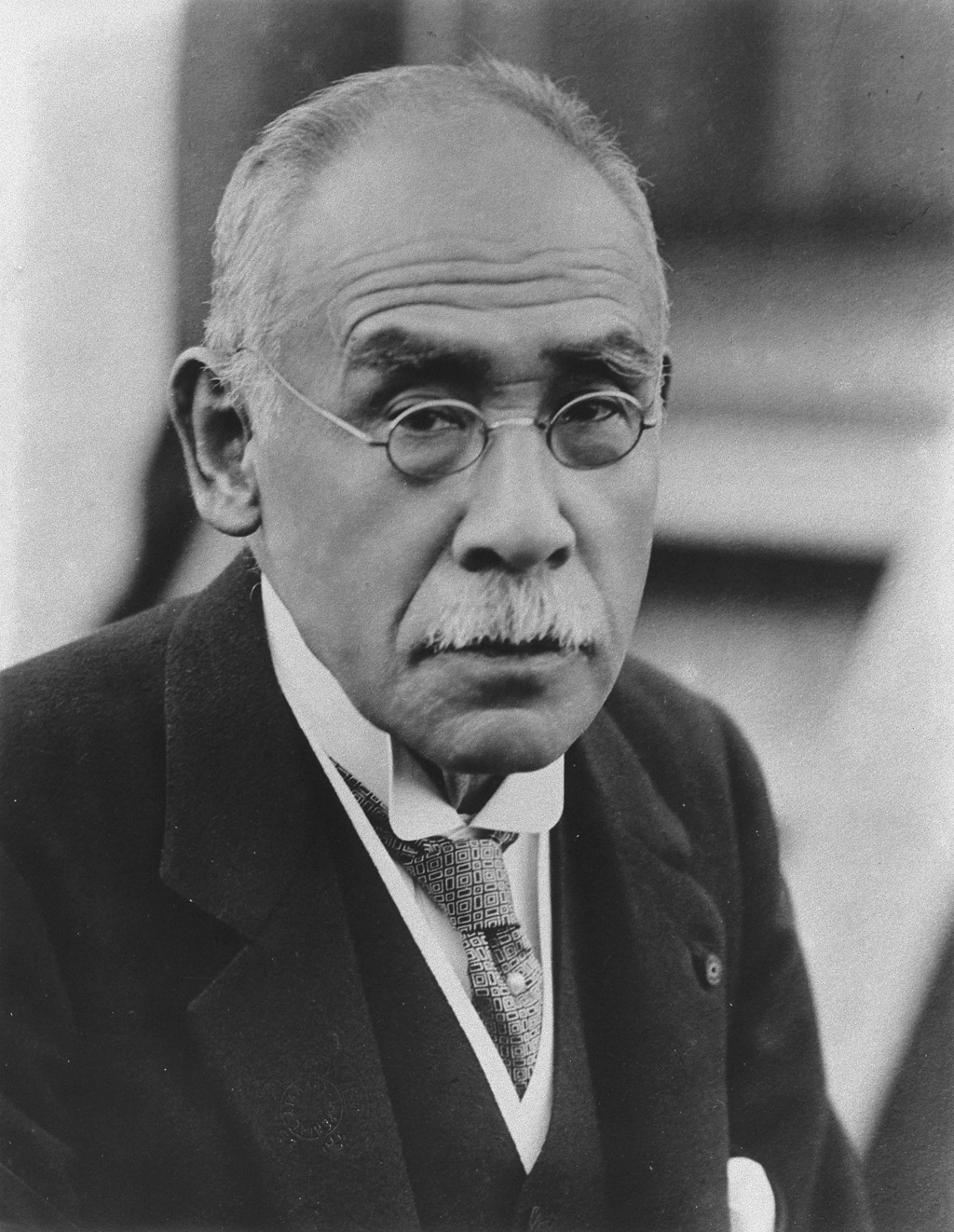
参戦を強く主張した加藤高明外相

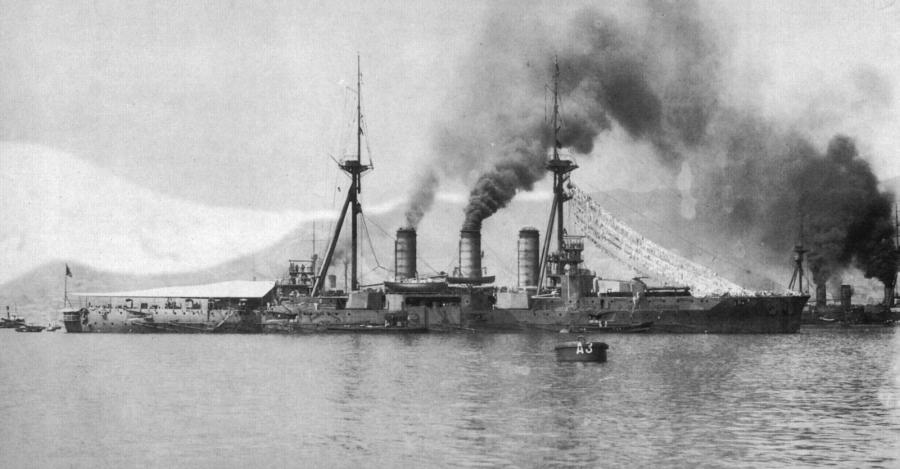
日本海軍の巡洋戦艦「鞍馬」

東洋で唯一の大国である日本は、同盟国のイギリスからの後押しもあり、1914年8月15日にドイツに対し最後通牒を行った。直接国益に関与しない第一次世界大戦への参戦には政界や軍部から異論も存在したため、一週間の回答期限を設ける異例の対応になったが、結局ドイツはこれに回答せず、日本は8月23日にドイツに宣戦布告した。
なお首相である大隈重信は御前会議を招集せず、議会承認も軍統帥部との折衝も行わないで緊急閣議において要請から36時間後には参戦を決定した。大隈の前例無視と軍部軽視は、後に政府と軍部との関係悪化を招くことになった。

### 太平洋戦役
日本の参戦が決定したが、同盟国であるイギリスは本土のみならず、オーストラリアやイギリス領インド帝国などイギリス帝国の各地から兵力を動員した。8月30日、ニュージーランドはドイツ領サモアを占領した。9月11日、オーストラリア海陸遠征軍がドイツ領ニューギニアのノイポンメルン島に上陸した。10月28日、ドイツの軽巡洋艦エムデンが、マレー沖で行われたペナンの海戦でロシアの防護巡洋艦ジェムチュクを撃沈した。
なおドイツ領南洋諸島を占領するか否かについては、日本国内でも意見が分かれていた。参戦を主導した加藤高明外相も、南洋群島占領は近隣のイギリス植民地政府や、同様に近隣に植民地を有するアメリカを刺激するとして、当初は消極的な姿勢を示していた。しかし、9月に入り巡洋艦ケーニヒスベルグを旗艦とするドイツ東洋艦隊によるアフリカ東岸での英艦ペガサス撃沈、エムデンによる通商破壊などの活動が活発化すると、日本の参戦に反対していたイギリス植民地政府の対日世論はほぼ鎮静化した。アメリカにおいても、一時的にハースト系のイエロー・ジャーナリズムを中心に高まっていた人種差別的な対日警戒論も、次第に収束していった。
このような情勢を背景に、日本によるドイツ領南洋諸島の占領が決定された。10月3日から14日にかけて、第一南遣艦隊および第二南遣艦隊に属する巡洋戦艦「鞍馬」「浅間」「筑波」、戦艦「薩摩」巡洋艦「矢矧」「香取」によって、ドイツ領南洋諸島のうち赤道以北の島嶼群（マリアナ諸島、カロリン諸島、マーシャル諸島）が短期間で占領された。これらの島嶼群の領有権は戦後決定するという国際的な合意が存在したため、日本の国民感情には期待感が醸成された。

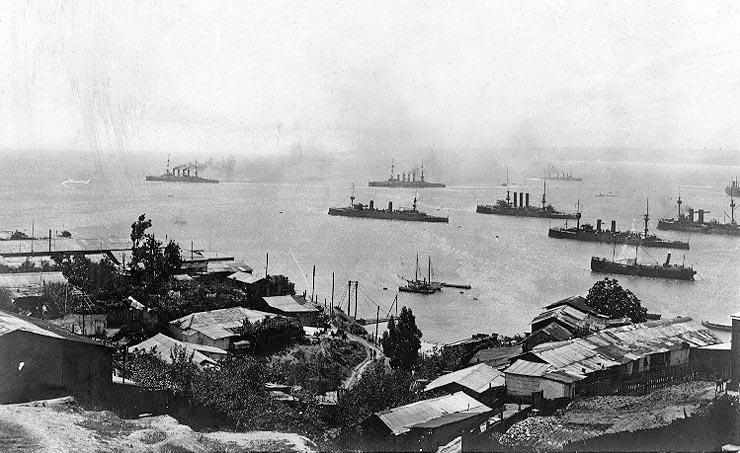
チリに立ち寄ったドイツ艦隊（1914年11月）

開戦前に南洋諸島に展開していたドイツ東洋艦隊は、かつて日露戦争においてバルチック艦隊を壊滅させた日本艦隊艦隊が来援することを恐れ、同海域からの撤退を決定した。艦隊はパガン島付近で補給艦からの補給を受けた後、南アメリカ大陸最南端のホーン岬を回航し（ドレーク海峡経由）ドイツ本国への帰還を目指して東太平洋へ向かった。
日本を含む連合国軍は、数か月のうちに太平洋におけるドイツ領のほぼ全てを占領し、ドイツ軍の抵抗は開戦時やニューギニアにおける一部拠点での散発的なものに留まった。ホーン岬を回航してドイツ本国への帰還を目指したドイツ艦隊はイギリス艦隊の追跡・迎撃を受け、東太平洋におけるコロネル沖海戦（11月1日）では辛くも勝利したものの、南大西洋のフォークランド沖海戦（12月8日）に敗北し、壊滅的な打撃を受けた。

### 日本海軍のアメリカ派遣と欧州派遣
さらに、逃走中の東洋艦隊が、中立国であるアメリカの西海岸地域に移動する可能性があったため、イギリス政府は日本海軍に対し、同艦隊に対する哨戒活動の実施を要請してきた。

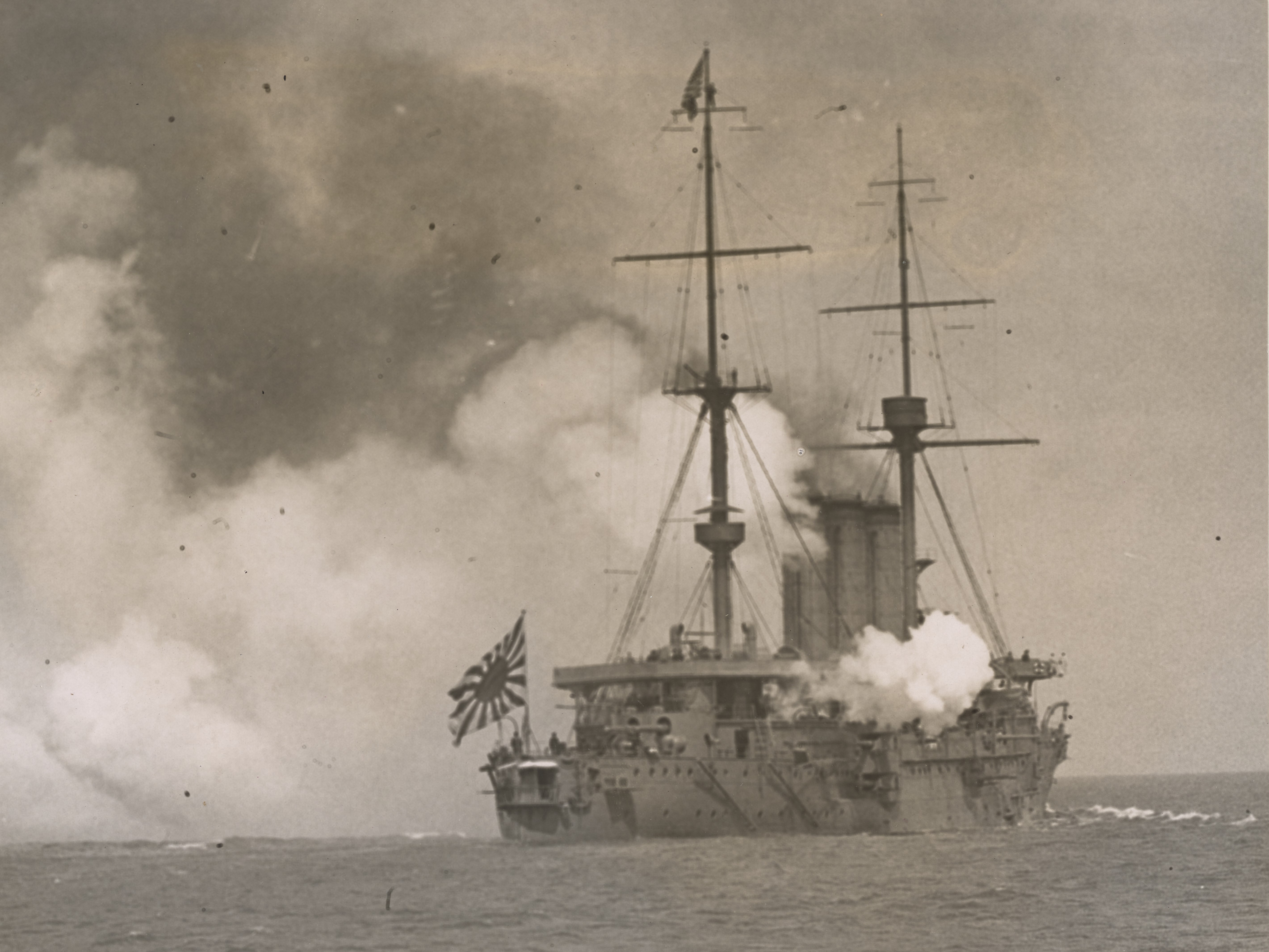
アメリカに派遣された「出雲」

日本海軍はこれに応じ、1914年10月1日に戦艦「肥前」と巡洋艦「浅間」および輸送船や工作船などからなる艦隊を編成した。さらに、1913年11月からビクトリアーノ・ウエルタ将軍のクーデターに端を発する内戦（メキシコ革命）で混乱していたメキシコ沿岸地域における邦人保護を目的に派遣されていた「出雲」を「遣米支隊」としてメキシコからカリフォルニア州にかけて派遣した。
この時点において、アメリカとメキシコは第一次世界大戦に参戦していなかったが、連合国である日本とイギリス、アメリカとメキシコの4国がこの艦隊派遣計画を了承していた。
なお、巡洋艦「出雲」は、日本が第一次世界大戦に参戦する直前の8月初旬にマサトラン港へ寄港した際、石炭が不足していたところ、ドイツ海軍所属の軽巡洋艦「ライプツィヒ」と遭遇し、同艦の親日的な士官の厚意によりドイツがマサトラン港に貯蔵していた石炭の提供を受けたという逸話が残されている。。
日本海軍遣米艦隊がアメリカ合衆国西海岸に到着した後、同艦隊はイギリス海軍、カナダ海軍、およびオーストラリア海軍の巡洋艦と共同で、マサトランを拠点とした哨戒活動を実施した。また、遣米艦隊の一部艦艇は、逃走中のドイツ東洋艦隊を追跡してガラパゴス諸島方面へ展開した。その後、巡洋艦「出雲」は、第二特務艦隊の増援部隊として地中海方面のマルタ島へ派遣された。

### 青島の戦い

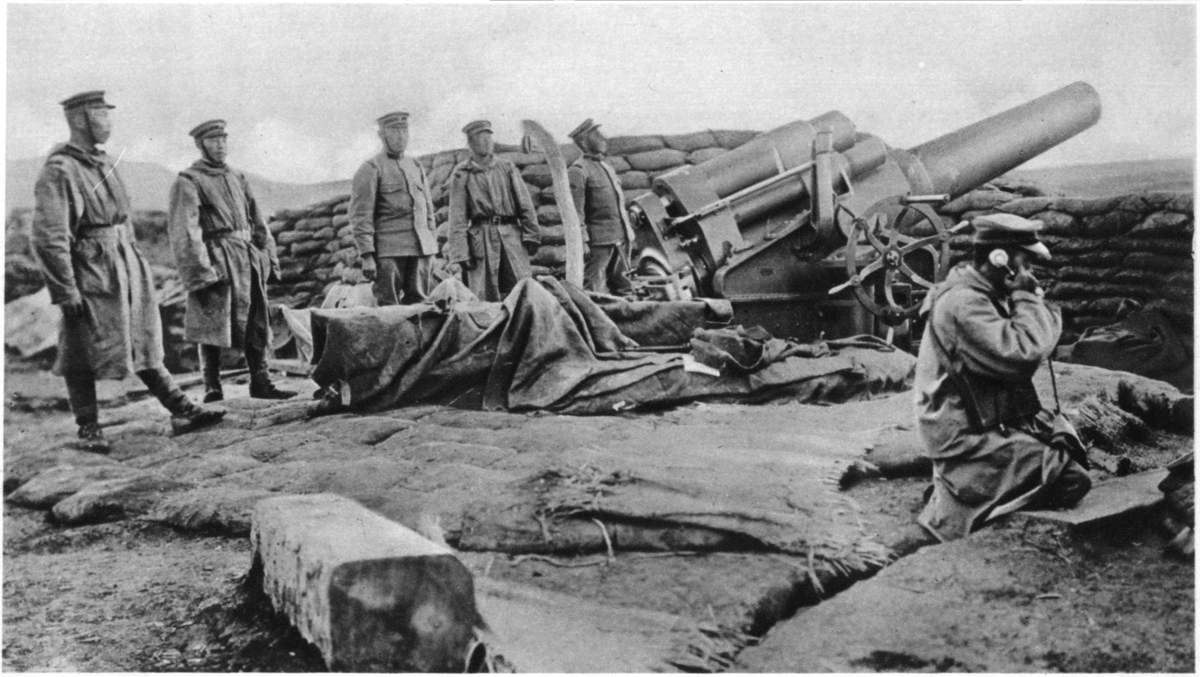
四五式二十糎榴弾砲で青島要塞を砲撃する日本陸軍

11月7日に大日本帝国陸軍とイギリス軍の連合軍は、ドイツ東洋艦隊の根拠地だった中華民国山東省の租借地である青島と膠州湾の要塞を攻略した（青島の戦い、1914年10月31日－11月7日）。
オーストリア＝ハンガリー帝国海軍の防護巡洋艦カイゼリン・エリザベートが青島からの退去命令を拒否したため、日本はドイツだけでなくオーストリア＝ハンガリー帝国にも宣戦布告を行った。カイゼリン・エリザベートは青島要塞を守備した後、1914年11月に自沈した。
これらの中国戦線において連合国軍に捕虜として拘束されたドイツおよびオーストリア＝ハンガリー帝国の軍人・軍属（日独戦ドイツ兵捕虜）と民間人約5,000名は、全員日本本土へ移送され、その後、徳島県の板東俘虜収容所、千葉県の習志野俘虜収容所、広島県の似島検疫所俘虜収容所など、日本国内12か所に設置された俘虜収容所に収容され、終戦後の1920年までその身柄を拘束された。
特に、板東俘虜収容所における捕虜の待遇は極めて良好であり、ドイツ兵は地元住民との交流も認められ、地域住民からは「ドイツさん」という愛称で親しまれた。この時期に、ドイツ料理やビールをはじめとする多様なドイツ文化が日本にもたらされた。ベートーヴェンの「交響曲第9番」（通称「第九」）は、この時ドイツ軍捕虜によって演奏され、日本で初めて紹介された。また、敷島製パンの創業者である盛田善平は、ドイツ人捕虜からパン製造技術を習得したことが、パン製造事業に参入する契機となった。

### 北欧の中立宣言
北欧諸国は、大戦中一貫して中立を貫いた。12月18日にスウェーデン国王グスタフ5世は、デンマーク・ノルウェーの両国王をマルメに招いて三国国王会議を開き、北欧諸国の中立維持を発表した。これらの国は、どちらの陣営に対しても強い利害関係が存在しなかった。
スウェーデンにおいては親ドイツの雰囲気を持っていたが、これも伝統的政策に則って中立を宣言した。ただしロシア革命後のフィンランド内戦において、スウェーデン政府はフィンランドへの義勇軍派遣を黙認している
。

### クリスマス休戦
12月24日から26日にかけて、西部戦線の一部でクリスマス休戦と呼ばれる非公式な休戦が行われた。この休戦に参加したイギリスとドイツ将兵は、合計で10万人以上とされる。

## 1915年の戦闘

### Uボート作戦
1915年2月4日、ドイツは2月18日以降に商船に対する潜水艦作戦を開始すると正式に発表した。ドイツは中立国の抗議をはねつけてイギリスとアイルランド周辺の海域を交戦地帯と定めたが、イギリスを海上封鎖するには潜水艦（Uボート）が足りなかった。潜水艦を対商船作戦に使用したことで、ドイツは軍事上でも国際法上でも「新しい道」を歩み出した。イギリスの商船が武装を強化したため、Uボートは安全が脅かされ、捕獲物に関する戦時国際法を完全に順守することができなかった。さらに潜水艦の指揮官への指示が不明確で、海軍は中立国船舶の航行を妨げるために無警告で攻撃する無制限潜水艦作戦であると仮定した。しかしドイツの発表に中立国が抗議したため、Uボート作戦は中立国の船舶を攻撃しないよう限定された。
5月7日、ドイツの潜水艦U-20がイギリスの客船ルシタニア号を撃沈し、国際世論による抗議の波を引き起こした。ドイツ駐ワシントン大使館は新聞に警告文を掲載したが、ルシタニア号が5月1日にニューヨークを出港した時にはアメリカ人200人以上が乗船していた。「戦争物資と弾薬を載せた」というルシタニア号が5月7日に撃沈されると、子供100人近くとアメリカ人127人を含む合計1,198人が死亡した。アメリカの世論は憤慨した。米独間で覚書が交換され、ヴィルヘルム2世は6月1日と6日にドイツ最高司令部の支持を得た首相の要請を受け、潜水艦が中立国の船舶と大型旅客船を撃沈しないことを約束した。しかしこの決定を聞くと、アルフレート・フォン・ティルピッツ海軍元帥とグスタフ・バッハマン提督が辞表を出した（2人の辞任は拒否された）。U-24が客船のアラビックを撃沈、再びアメリカ人の死者を出してしまうと、ドイツ駐アメリカ大使ヨハン・ハインリヒ・フォン・ベルンシュトルフがアメリカ政府にヴィルヘルム2世の決定を通知した（アラビックの誓約、Arabic pledge）。8月末、ヴィルヘルム2世の決定がエルンスト・ツー・レーヴェントローやゲオルク・ベルンハルトなどドイツの新聞編集長に告知された。彼らは軍部の指示を受けて、無制限潜水艦作戦と反米のキャンペーンを直ちに停止した。

### 東部戦線決着への試み
東部戦線において、ドイツ軍は新しく到着したドイツ第10軍の助力で2月7日から22日までの第二次マズーリ湖攻勢に勝利、ロシア軍をようやく東プロイセンから撤退させた。

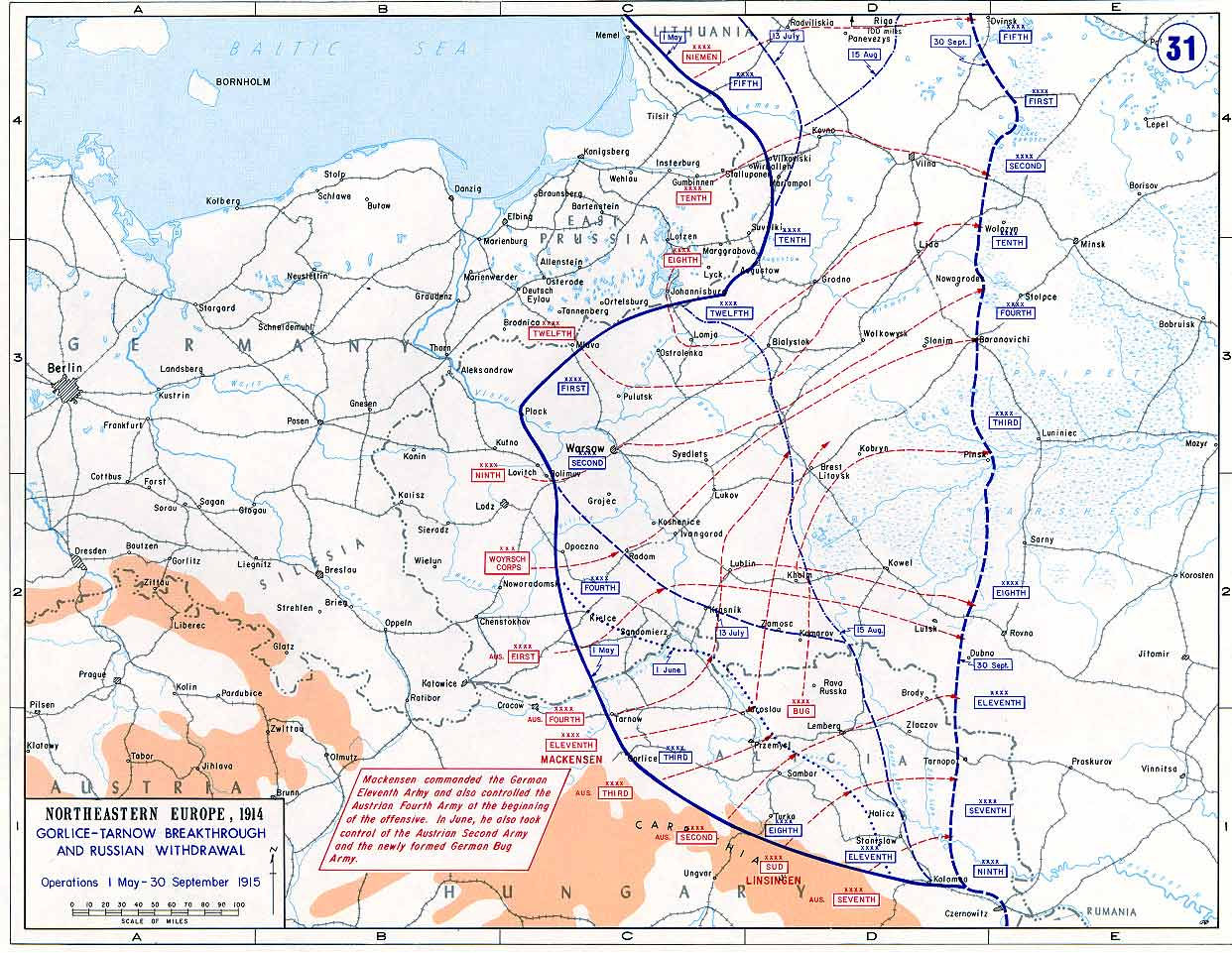
ロシア軍との前線、1915年5月時点（青線）と9月時点（青破線）。

1914年11月にパウル・フォン・ヒンデンブルクとエーリッヒ・フォン・ルーデンドルフが東部戦線のドイツ軍総指揮官に任命された以降、2人は東部戦線の決着を目指した。ドイツの目的はロシアを弱らせることによって、連合国の同盟の解体を準備しようとした。当時の東部戦線はロシアがガリツィア全体を占領している状態であり、単独講和できる状態にないため、軍事上の圧力をかけることによってロシアへの圧力を増すことと、中立国、特にバルカン諸国に良い印象を与えることができると考えられた。さらに、イタリアが参戦してくる恐れがあったためオーストリア＝ハンガリーは戦略的危機に陥っていた。
ロシア軍はカルパティア山脈の冬季戦役を有利に進めており、イタリアが参戦するとオーストリア＝ハンガリー軍はイゾンツォ川とカルパティア山脈の間で挟み撃ちにされる形になり、オーストリア＝ハンガリー帝国の終焉を意味するほどの危機となる。そこで考えられるのが、西ガリツィアからサン川方面へ突破して、ロシア軍にカルパティア山脈からの撤退を迫る（撤退しなければドイツとオーストリア＝ハンガリーの挟み撃ちを受ける）ことだった。この戦略を実行に移すため、1915年春にアウグスト・フォン・マッケンゼン率いるドイツ第11軍が西部戦線から東部戦線に転配された。5月1日から10日まで、クラクフの東でゴルリッツ＝タルヌフ攻勢が行われた。この攻勢において、ドイツとオーストリア＝ハンガリー第4軍は予想外に善戦してロシアの陣地に深く侵入、5月中旬にはサン川までたどり着いた。この戦闘は東部戦線の変わり目だったが、オーストリア＝ハンガリーは開戦から1915年3月まで約200万人の損害を出しており、ドイツの援助に段々と依存するようになった 。
6月、中央同盟国はゴルリッツ＝タルヌフ攻勢に続いてブク攻勢を開始した。6月4日にプシェムィシルを、22日にレンベルクを再占領した後、ロシア領ポーランドに突起部を作ることが可能のように見えた。南と北とで共同して攻撃を仕掛けることで、ロシア軍を包囲するという計画がドイツ最高司令部（実際に計画を立てたのはルーデンドルフだった）から示されたが、ファルケンハインとマッケンゼンはマルヌ会戦の惨状を見て、ルーデンドルフの計画を野心的すぎるとしてそれを縮小させた。6月29日から9月30日までのブク攻勢と7月13日から8月24日までのナレフ攻勢はロシアの大部隊を包囲するには至らなかったが、ロシア軍にポーランド、リトアニア、そしてクールラントの大半からの大撤退を強いることができた。
大撤退の結果、ロシア軍の前線が1,600kmから1,000kmに短縮された。中央同盟国は9月までにワルシャワ（8月4日）、ブレスト＝リトフスク、ヴィリニュスなど重要な都市を続々と占領した。ロシア領ポーランドではルブリンを首都とするオーストリアのルブリン総督府とワルシャワを首都とするドイツのポーランド総督府が成立、中でもドイツの東部占領地では経済的搾取を行う占領政策がとられた。9月末、ルーデンドルフ率いるドイツ第10軍がミンスクに、オーストリア＝ハンガリー軍がリウネに進軍しようとしたが失敗した。損害ではロシア軍の方が上だったが、1915年9月に大撤退が終結した後でも数的優位を維持したため、ドイツ軍の大半を西部戦線に移すという計画は実施できなかった。

### 1915年の西部戦線

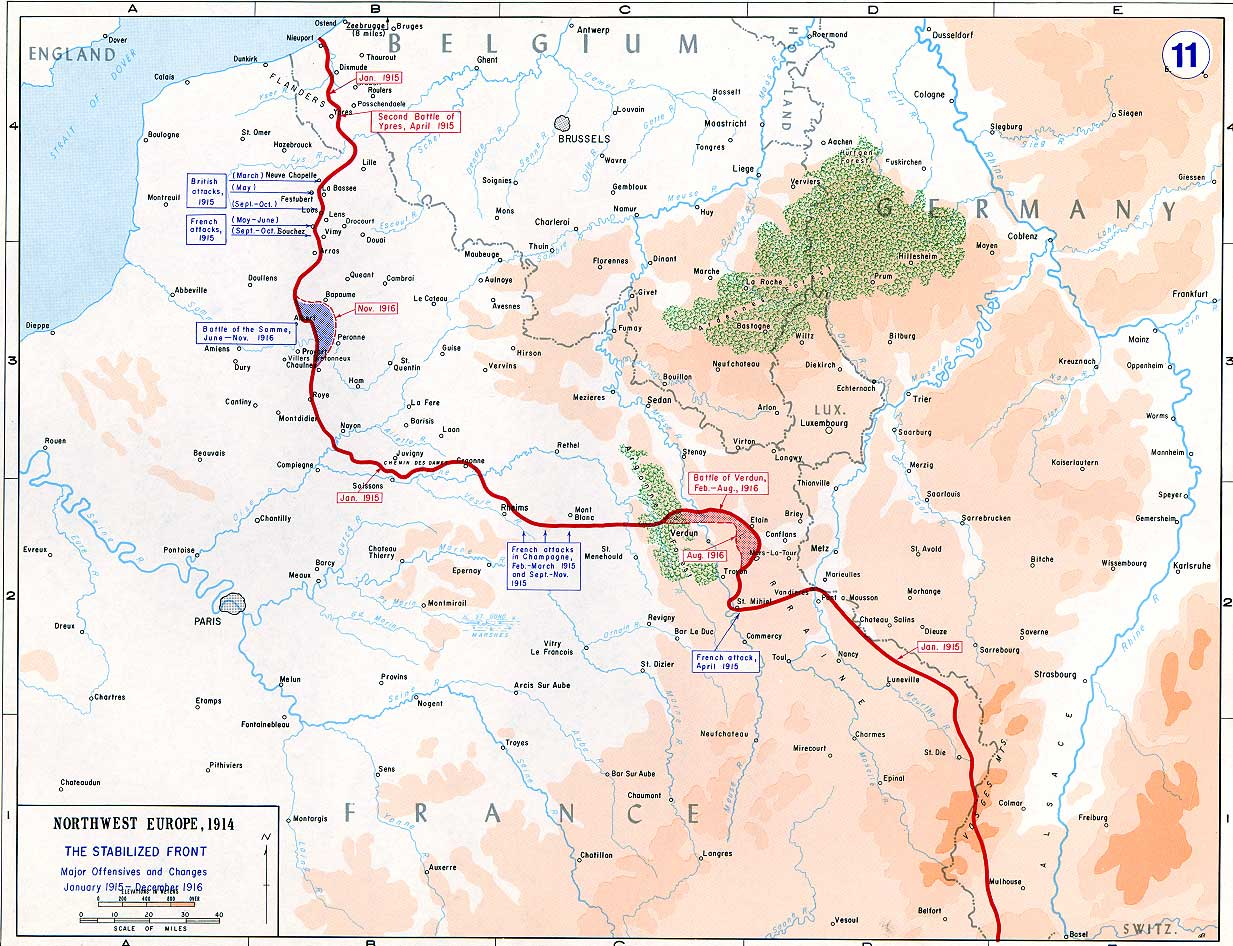
1915年の連合国軍はリールとヴェルダンの間にあるドイツ軍の突起部を攻撃しようとした。

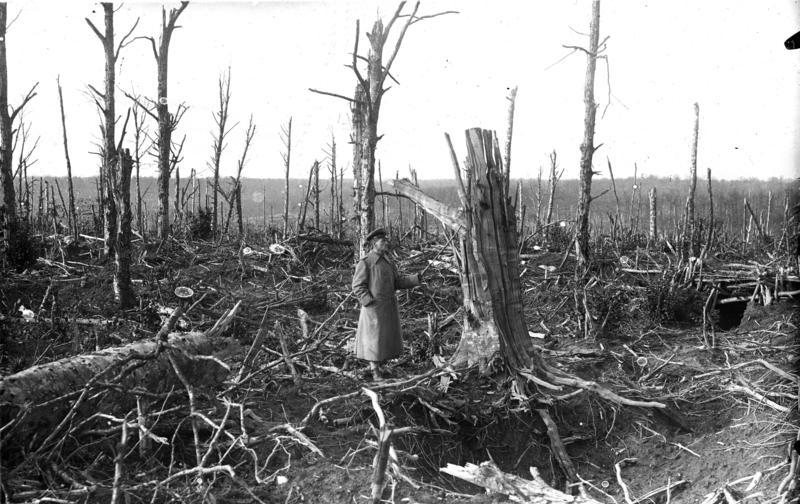
秋季の戦闘で破壊されたアルゴンヌの森

西部戦線においては連合国軍がドイツ軍の両翼に圧力をかけてリールとヴェルダンの間にある大きい突起部を切り離し、あわよくば補給用の鉄道を断つという伝統的な戦略をとった。この戦略の一環として、1914年末から1915年3月まで第一次シャンパーニュ会戦で消耗戦が行われた。すなわち、敵軍の士気低下を目的とする箱型弾幕を放った後、大規模な歩兵攻撃を行ったのであったが、ドイツ軍は反撃で応じ、また塹壕戦では堅固な守備、弾幕と機関銃の使用などで防御側が有利だったため、ドイツ軍は連合国軍の攻撃を撃退した。連合国軍は小さいながら戦略的に脅威であるサン＝ミーエルへの攻撃（イースターの戦い (Osterschlacht) または第一次ヴェーヴル会戦 (Erster Woëvre-Schlacht)）も試みたが失敗に終わった 。

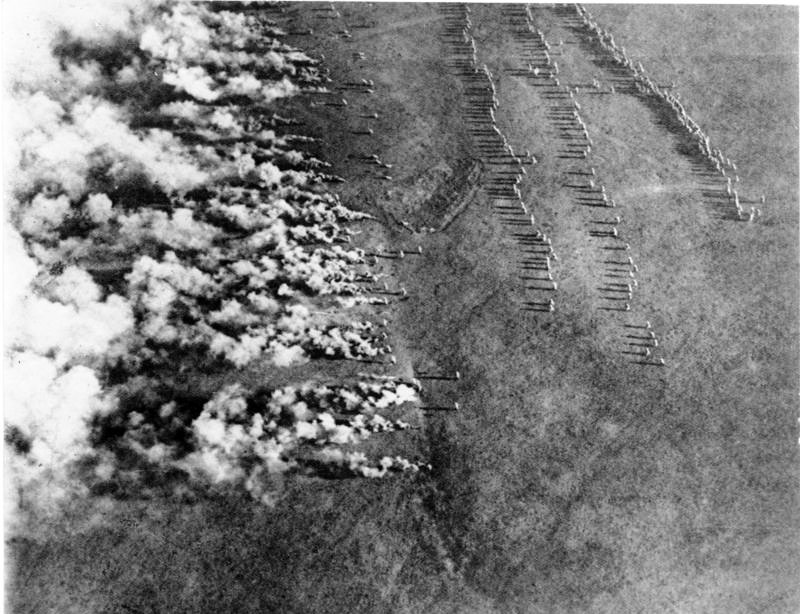
東部戦線のガス攻撃。右側は後続攻撃を準備している歩兵。

第二次イーペル会戦の初日である4月22日に毒ガスが使われたことは「戦争の歴史の新しい章」「現代の大量殺戮兵器の誕生」とされている。第一次世界大戦の化学兵器の使用は連合国軍が催涙剤を使う前例があったが、4月22日に使われたのは致死性のある塩素ガスであり、ハーグ陸戦条約に違反した行動であった。そのため、この行動はプロパガンダに使われた。実際には各国で研究され、大戦中に3千種の化学兵器が開発されたという。ドイツの化学者フリッツ・ハーバーが計画した毒ガス作戦は風向に影響されており、ガスボンベは3月にイーペル近くの最前線にある塹壕に設置されたが、西フランドルで東風が吹くことは少ないため、攻撃は数度延期された。4月22日は安定した北風が吹いたため、イーペル近くにある連合国軍の前線の北部でガスが放たれた。効果は予想以上であった。フランスの第87師団と第45アルジェ師団が恐慌を起こして逃亡、連合国軍の前線に長さ6kmの割れ目を開いた。多数の失明者を出し、ガス攻撃による死者は当時では5,000人と報じられ、現代では死者約1,200人、負傷者約3,000人とされている。ドイツ軍はこれほどの効果を予想せず、進軍に必要な予備軍を送り込めなかった。さらに、ドイツ軍もガスの影響を受けた。結局、連合国軍はイギリス軍と新しく到着したカナダ師団で持ちこたえ、第二次イーペル会戦では大した前進にはならなかった。ガスの使用により、第一次世界大戦の塹壕戦ではまれである守備側の損害が攻撃側よりも遥かに大きい（7万対3万5千）という現象が起こった。
5月9日、英仏は第二次アルトワ会戦で突破を試みた。会戦の結果は連合国軍が111,000人、ドイツ軍が75,000人の損害を出したが、連合国軍は限定的な成功しかできず、攻勢は6月中旬に中止された。ドイツ側では塹壕戦における守備側の有利をさらに拡大するために戦術を変更した。守備側は伝統的には兵士を見晴らしが最もよく、射界が最も広い最前線に集中して配置したが、連合国軍が物質上で優位にあったため、ドイツ軍は守備を塹壕の2列目に集中した。これにより、連合国軍が塹壕を突破する間にドイツ軍が予備軍を投入することができる一方、連合国軍の砲兵は視界の問題によりドイツの陣地を消滅させられるだけの射撃の正確さを失った。
1915年の西部戦線における最後の戦闘は9月から11月にかけて、連合国軍が仕掛けた第二次シャンパーニュ会戦と第三次アルトワ会戦だった。シャンパーニュ会戦とローの戦いはともに失敗して大損害を出し、大量の物資を費やしながら結果が伴わなかった。「連合国の部隊は最小限の前進のために25万人までの損害を受けなければならなかった」。

### ガリポリの戦い

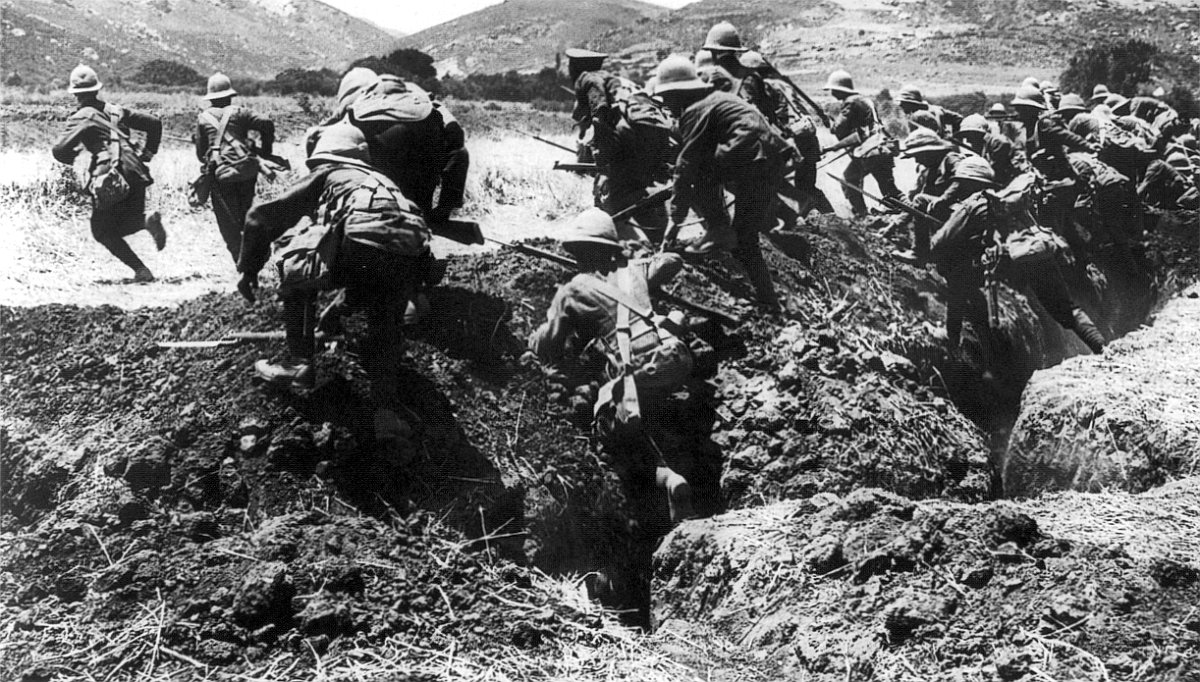
ギリシャ王国のリムノス島で演習を行うイギリス兵士。アーネスト・ブルックス撮影、1915年。

一方、英仏両軍はオスマン帝国に対しては本土侵攻を企図した。2月19日、連合国軍のダーダネルス作戦が始まり、英仏艦隊がダーダネルス海峡の沿岸要塞（オスマン帝国領）を艦砲射撃した。連合国軍の目的は首都コンスタンティノープルを脅かすことによってオスマン帝国を戦争から脱落させ、黒海を経由するロシアの補給路を回復することだった。3月18日、イギリスのジョン・デ・ロベック提督率いる艦隊が突破を試みたが、戦艦3隻を喪失、ほか損傷した戦艦もあった。その結果、連合国は上陸作戦でダーダネルス海峡を開かせることを決定した。イギリスは既にアレクサンドレッタに上陸してオスマン帝国の南部地域を中枢のアナトリア半島から切り離すことを計画していた。
連合国軍はギリシャ王国の中立を侵犯して、エーゲ海のリムノス島をオスマン帝国攻撃の拠点として占領していた。そして、4月25日にはリムノス島から出撃して連合国軍はガリポリ半島とアジア側の対岸にあるクンカレに上陸した。戦艦11隻が援護についた船200隻がイギリスの地中海遠征軍78,000人とフランスの東方遠征軍17,000人を運んだ。イギリスの遠征軍にはオーストラリア・ニュージーランド軍団 (ANZAC) も含まれ、この戦闘がANZACの初戦となった。結局攻撃は失敗したが、その理由はオスマン軍の予想以上の抵抗であり、オットー・リーマン・フォン・ザンデルス率いるオスマン第5軍が活躍した。中でもムスタファ・ケマル・ベイ率いる第19歩兵師団が頭角を現し、ムスタファ・ケマルが国民的英雄としての名声を得るきっかけの一つとなった。連合国軍50万人以上が投入されたこの戦役は1916年1月9日に連合国軍が撤退したことで終結、死者は両軍の合計で11万人となっている。

### イタリア王国の参戦

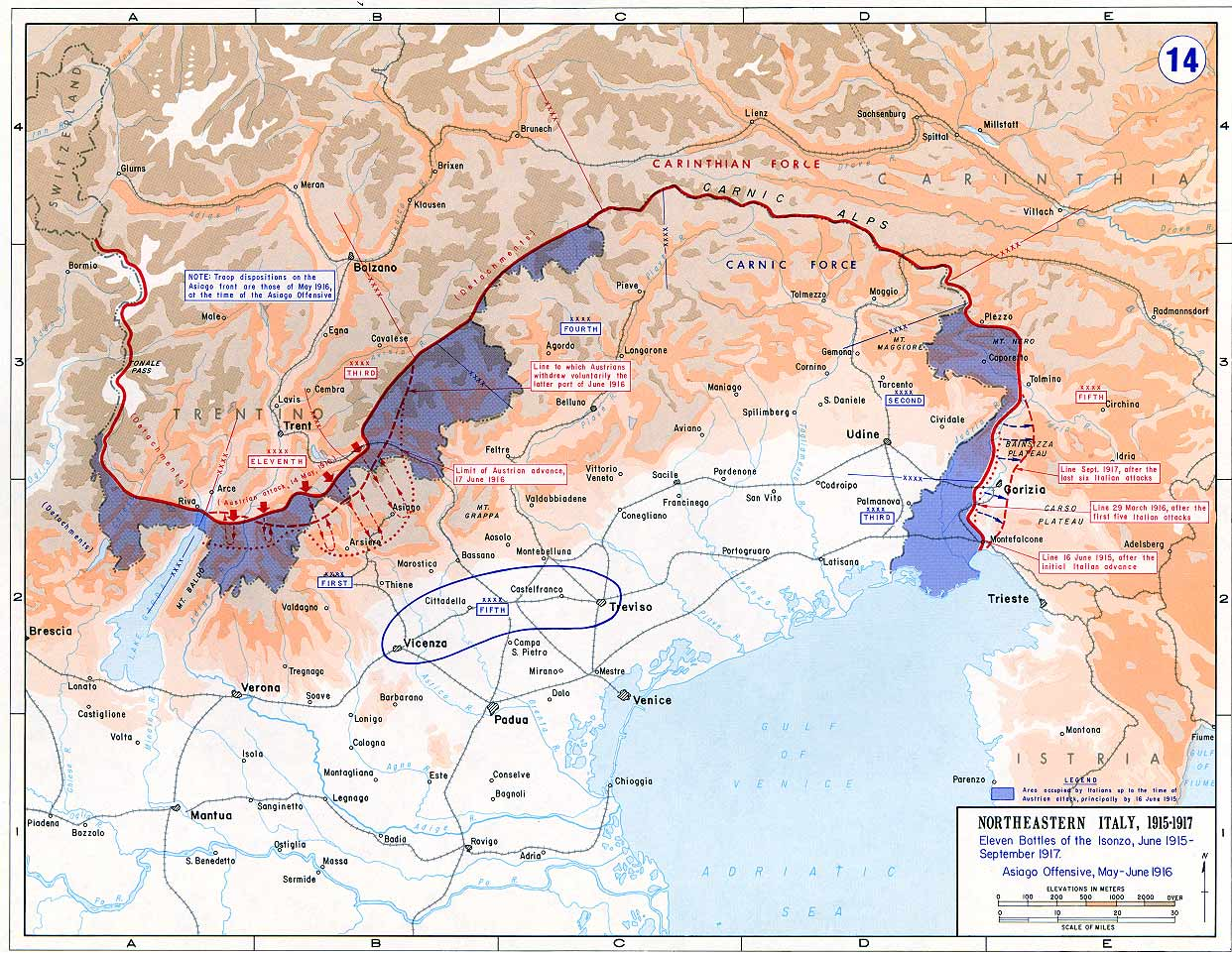
1915年から1917年までのイタリア戦線。青はイタリア軍の占領地。

5月23日、イタリア王国がオーストリア＝ハンガリーに宣戦布告した。1月以降、ドイツはオーストリア＝ハンガリーに要請して、トレンティーノなどの割譲に同意してイタリアを少なくとも中立に留まらせようとした。5月4月に三国同盟が解消された後もイタリアへの提案は段々と拡大し、10日にはトレンティーノ、イゾンツォ川沿岸の割譲、アルバニア公国における自由行動権などが提案された。一方、イタリアは連合国と交渉して4月26日にロンドン条約を締結した。条約ではイタリアが連合国側で参戦した場合、未回収のイタリアの獲得を約束した。イタリア首相アントニオ・サランドラと外相シドニー・ソンニーノは数か月かけて国王ヴィットーリオ・エマヌエーレ3世の同意を取り付け、対オーストリア宣戦を決定した。宣戦を支持したのは国民の間でも議会でも多数派ではなかったが、対オーストリア主戦派が遥かに活動的だったため、あらゆる政治路線の世論主導者を団結させることができ、宣戦の決定はこの世論に押された結果だった。政治面でのイッレデンティズモ（失地回復主義あるいは未回収地回復運動）は、例えばチェザーレ・バッティスティが支持していた。作家で後にファシズムの先駆者となったガブリエーレ・ダンヌンツィオは首都ローマで戦争を支持するデモやイベントなどを組織、当時は社会主義者ジャーナリストだったベニート・ムッソリーニも1914年10月以降参戦を訴えて、イタリア社会党から除名処分を受けていた。ムッソリーニは（おそらくフランスからの資金援助を受けて）新聞の『イル・ポポロ・ディタリア』を創刊して、連合国側で参戦することを求めた。主戦派はフィリッポ・トンマーゾ・マリネッティら未来派の支持も受けた。宣戦直前のイタリア議会は多数派の長で元首相のジョヴァンニ・ジョリッティの中立路線を支持した（ダンヌンツィオがジョリッティの暗殺予告を出したほどであった）が、実際に政治上の決定を下したのは議会ではなかった。5月20日に議会が戦争借款を審議したとき、借款に反対したのは社会主義者だけだった。ジョリッティ派やカトリック教会などは戦争に反対したが、愛国的であると証明しようと借款を受け入れた。
イタリア戦線の前線はスイス国境のステルヴィオ峠からドロミーティ山脈、カルニーチェ・アルプス、イゾンツォ川、そしてアドリア海岸まで続く。オーストリア＝ハンガリーは三正面作戦（セルビア、ロシア、イタリア）を強いられ、中央同盟国の情勢がさらに厳しくなった。しかも、イタリアが参戦した直後、オーストリアは十分な兵力でイタリアとの前線を守備することができなかった。一部地域では民兵、ラントヴェーア、シュタントシュッツェン3万人を含むラントシュトルムなどに頼っていた。イゾンツォ川沿いの戦闘は宣戦布告直後に行われ、第一次イゾンツォの戦いは6月23日に開始した（7月7日まで）。イタリアは人数で大きく優勢で、広大な領土を占領したにもかかわらず、第一次イゾンツォの戦いも第二次イゾンツォの戦いも（7月17日 - 8月3日）大きな突破にはならなかった。第三次（10月18日 - 11月3日）と第四次（11月10日 - 12月2日）は人命と資源が大量に失われたが、大局は全く変わらなかった。第一次ドロミーティ攻勢（7月5日 - 8月4日）はアルプス山脈の戦役の始まりとなったが、軍事史上でも画期であった。すなわち、標高の高い山上で長期間戦闘が行われる初例となったのであった（オルトレス山の標高は約3,900mだった）。

### アルメニア人虐殺
サリカミシュの戦い以降、オスマン帝国の青年トルコ人政権はアルメニア人による妨害工作が行われていることを疑った。ロシア軍が4月中旬にヴァン湖に接近すると、オスマン帝国は現地のアルメニア人首領を5人処刑した。4月24日、コンスタンティノープルでアルメニア人知識層が多数逮捕された。ロシア外相セルゲイ・サゾーノフは5月24日に（4月27日に準備された）抗議文を発表、アルメニア人の100集落以上でアルメニア人がオスマン政府によって系統的に虐殺されたと主張した。
翌日（5月25日）、オスマン内相タラート・パシャはアルメニア人を戦域からシリアとモースルに強制移送すると発表した。27日と30日にはオスマン政府が強制移送法を発表、系統的なアルメニア人虐殺とアッシリア人虐殺が始まった。ドイツ大使ハンス・フォン・ヴァンゲンハイムは6月にドイツ首相テオバルト・フォン・ベートマン・ホルヴェークに報告を行い、「世界大戦を利用して内部の敵、すなわちキリスト教徒を外国の外交介入なしに廃除する」というタラート・パシャの考えを伝えた。エルズルムにいたドイツ駐オスマン帝国副領事マックス・エルヴィン・フォン・ショイブナー＝リヒターも7月末に「アルメニア人に対する行動の最終的な目的はトルコにおける絶滅である」と報告した。ヴァンゲンハイムの後任パウル・ヴォルフ・メッテルニヒは1915年12月にアルメニア人側で介入しようとし、ドイツ政府にアルメニア人の強制移送と虐殺を発表するよう提案したが、ベートマン・ホルヴェークは「戦争の最中、公的に同盟者と対決することは前代未聞だ。私たちの唯一の目的は、アルメニア人が滅ぶか滅ばないかにかかわらず、終戦までトルコを味方につけ続けることだ。」と拒否した。ローマ教皇ベネディクトゥス15世もオスマン帝国スルタンのメフメト5世に手紙を書いたが、時既に遅しであった。アルメニア人虐殺により終戦までに約100万人が死亡、同時代では1894年から1896年までのポグロムの虐殺や1909年のアダナ虐殺と比べてホロコーストと呼ばれた。

### ブルガリア王国の参戦、1915年のセルビア戦役

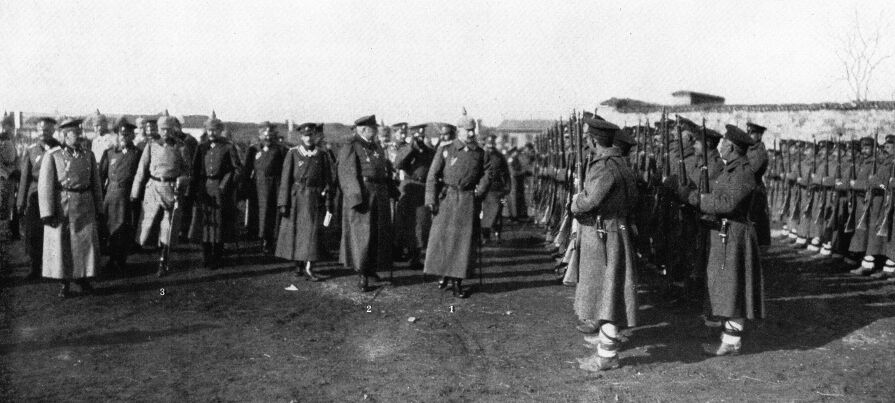
ヴィルヘルム2世、フェルディナントとドイツのアウグスト・フォン・マッケンゼン元帥。セルビア王国のニシュにて、1915年。

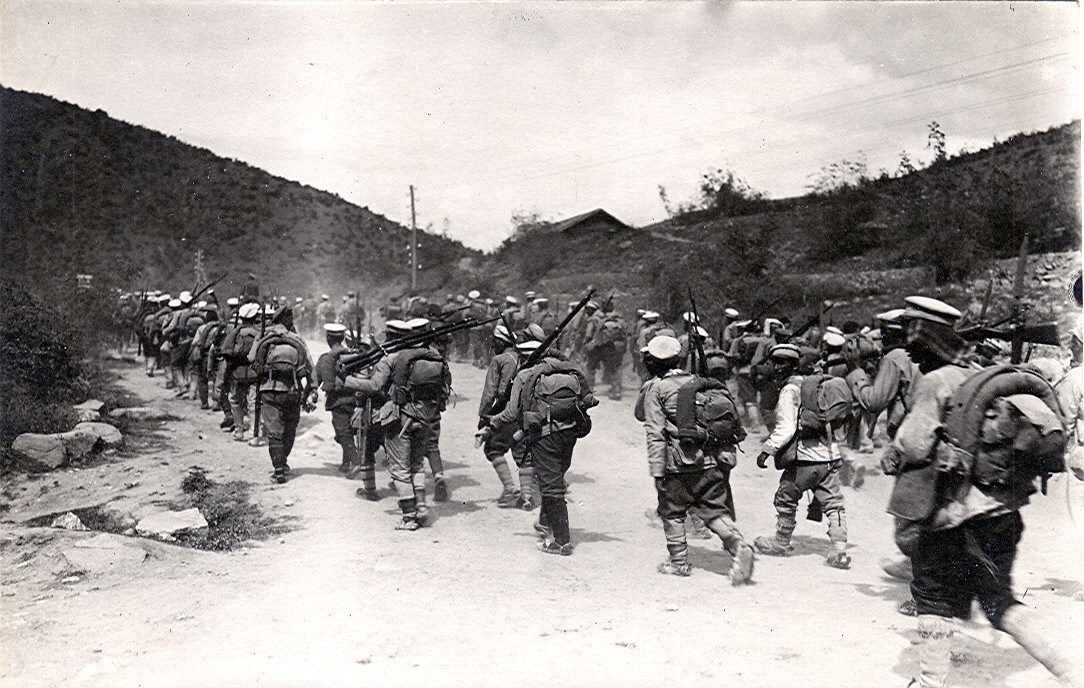
ブルガリア人兵士、1916年。

1915年10月14日に、ブルガリア王国が中央同盟国側で参戦した。その背景には、ブルガリアがバルカン戦争で「ブルガリア民族の国」を建国するための領土拡張に失敗したことがあった。ブルガリアが第一次バルカン戦争で勝ち得た領土は、1913年のブカレスト条約でほぼ全て返還されることになった。またブルガリアは、一連の戦争で弱体化した。1914年8月1日、ブルガリア首相ヴァシル・ラドスラホフ率いるブルガリア政府は厳正中立を宣言したが、中央同盟国も連合国もどちらもブルガリアに働きかけて各々の陣営に引き込んで参戦させようとした。交渉が開始された時点では、中央同盟国の方が有利であった。というのも、ブルガリアの領土要求はセルビア、そして（連合国側での参戦が予想される）ルーマニア王国とギリシャ王国の領土を割譲させることによって容易に達成できるからであった。中央同盟国がブルガリアにマケドニア、ドブロジャ、東トラキアの獲得を約束し、また1915年秋には情勢が中央同盟国にやや有利だったため、ブルガリアは中央同盟国に味方した。セルビアを攻撃することで、オスマン帝国と陸路での連絡を成立させたかった中央同盟国に対し、ブルガリアは9月6日に協力に同意した。ブルガリアの参戦は賛否両論だったが、政府が参戦を決意すると、反対派は社会民主主義者の一部を除いて戦争遂行に協力した。10月6日、アウグスト・フォン・マッケンゼン元帥率いるセルビア攻勢が始まり、10月14日にはブルガリアがセルビアに宣戦布告した。これにより、セルビアは数的には劣勢になり、連合国がテッサロニキの北で部隊を上陸させた後でも劣勢が覆らなかった。ギリシャは1913年6月1日にセルビアと相互援助条約を締結したが（ギリシャ・セルビア同盟）、連合国軍の支援が不足しているとして参戦を拒否した。ベオグラードが10月9日に、ニシュが11月5日に陥落すると、ラドミル・プトニク率いるセルビア軍（開戦時には36万人いたが、この時点では15万しか残っていない）は捕虜約2万人を連れてアルバニア公国やモンテネグロ王国の山岳地帯に撤退した。セルビア軍はケルキラ島で再編された後、マケドニア戦線に投入された。占領されたセルビアはオーストリア＝ハンガリーとブルガリアの間で分割された。

### その他の戦線
カフカース戦線のサリカミシュの戦いは、1915年1月5日にオスマン帝国の大敗に終わった。シナイ半島とパレスチナ戦役では、フリードリヒ・クレス・フォン・クレッセンシュタイン率いるオスマン軍が1月末にスエズ運河に向けて攻勢に出たが失敗した（スエズ運河襲撃）。
1915年7月にはドイツ領南西アフリカの植民地守備隊 (Schutztruppe) が降伏し、南西アフリカ戦役が終結した。
メソポタミア戦役では、イギリス軍の進軍が11月22日から25日までのクテシフォンの戦いで（実質的にはコルマール・フォン・デア・ゴルツ率いる）オスマン軍に阻止された。また、イギリス領インド軍の海外派遣部隊が12月7日にクートで包囲された。

### 1915年の社会と政治

欧州に向かう日本赤十字の救護団。1915年

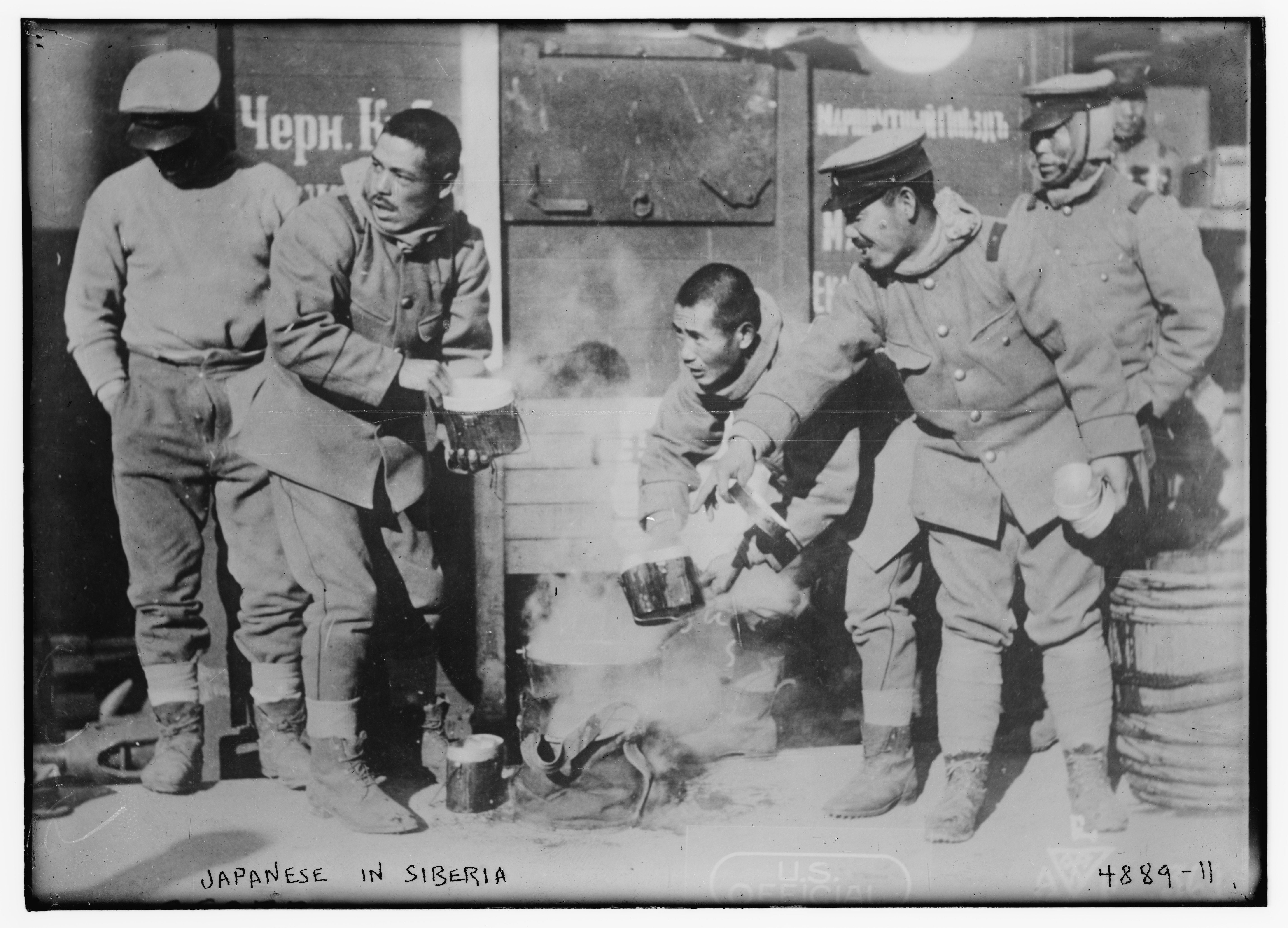
ロシア支援にあたる日本陸軍。シベリア、1915年

12月にフランス軍の総指揮官に就任したジョゼフ・ジョフルは、12月6日から8日まで連合国間のシャンティイ会議を開催した。中央同盟国の内線を有利に利用すべく、1916年中に全ての前線で共同して攻勢に出ることが計画された。イギリスではガリポリの戦いの失敗により、ハーバート・ヘンリー・アスキス内閣は5月に改造してそれまで野党であった保守党の入閣に同意せざるを得なかった。このアスキス挙国一致内閣では、1915年春の砲弾危機に対応するために軍需大臣が新設された。
10月と11月にはドイツでのグロサリー、配給所やフライバンクに対する食料制限の引き締めにより、まず暴動が起き、続いて主に女性によるデモが行われた。11月30日、女性58人が首都ベルリンのウンター・デン・リンデンでデモを行った時に逮捕されたが、この逮捕には報道管制が敷かれた。また1914年11月には既に穀物、パン、バター、ポテトの値段が大幅に上昇し、農民も都市部には供給したくなかった。供給問題の原因は当局が戦争の長期化を予想せず全く準備しなかったこともあったが、戦争により食料品と硝酸塩（化学肥料の生産に必要）の輸入が止まり、戦争に馬と兵士が動員され、農業をする人手が足りなくなったことにもよる。1914年末、参議院がパン、ポテト、砂糖の最高価格を定め、1915年1月には他の基本食料品にも同じ措置がとられたため、ドイツの農民は闇市で取引するようになった。1915年末には「インフレが脅威になってきた。より厳しい食料制限が始まり、最近数週間の雰囲気が変わってきた。特に女性の間で『食料をくれ！それから、私の夫も！』という怒りの叫びをするようになった。」という観察もあったという。闇市の隆盛により、ドイツではイギリスの海上封鎖のみが食料不足の原因であるとする政府のプロパガンダを信じる者が減少した。食料供給の政策に失敗した結果、1915年末までに「市民は国から疎遠になり、国の『非正当化』が始まるほど」となった。
ドイツ社会民主党の国会議員と党首は11月27日に国会でベートマン・ホルヴェーク宰相に対し、いつ、どのような条件で講和交渉をするかを質疑することを決定した。ベートマン・ホルヴェークは質疑を取り下げさせることに失敗し、12月9日には国会で喚問された。彼はフィリップ・シャイデマンの質問に対し、東部と西部の「安全」（併合）が平和に不可欠であるとしたが、外国では「覇権主義の演説」として扱われた。その結果、国会では12月21日に社会民主党の代表20名が戦争借款の更新を拒否。ベートマン・ホルヴェークを「併合の主導者」としてこき下ろした声明を出した。

## 1916年の戦闘

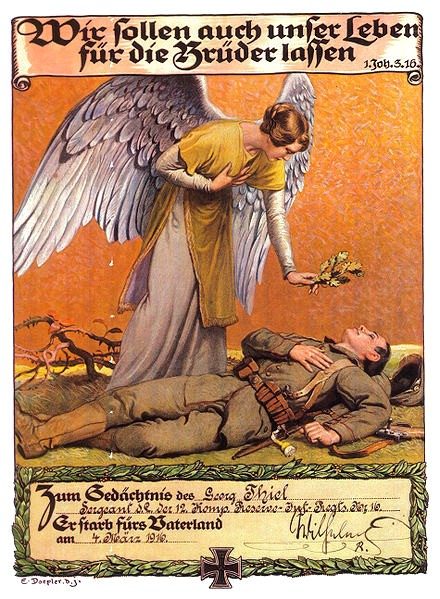
第一次世界大戦中、エミール・デープラーによるリトグラフ。

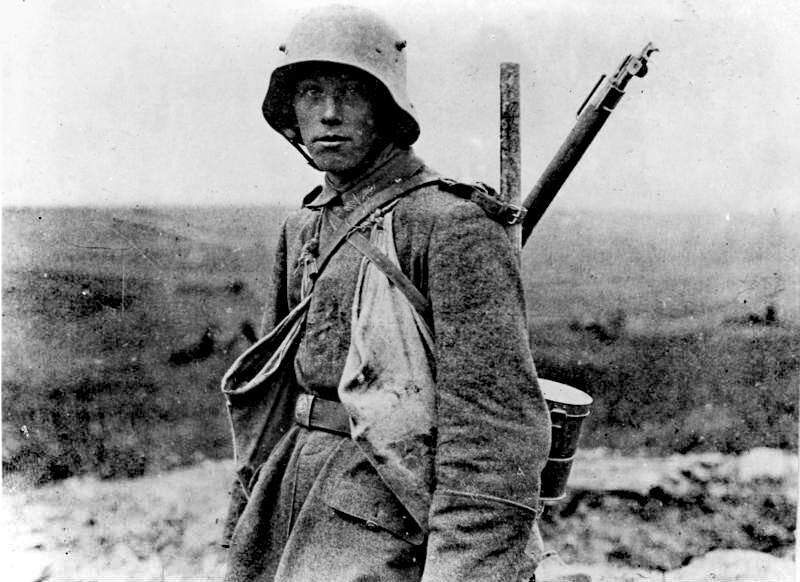
ドイツの突撃歩兵、1916年の西部戦線にて。

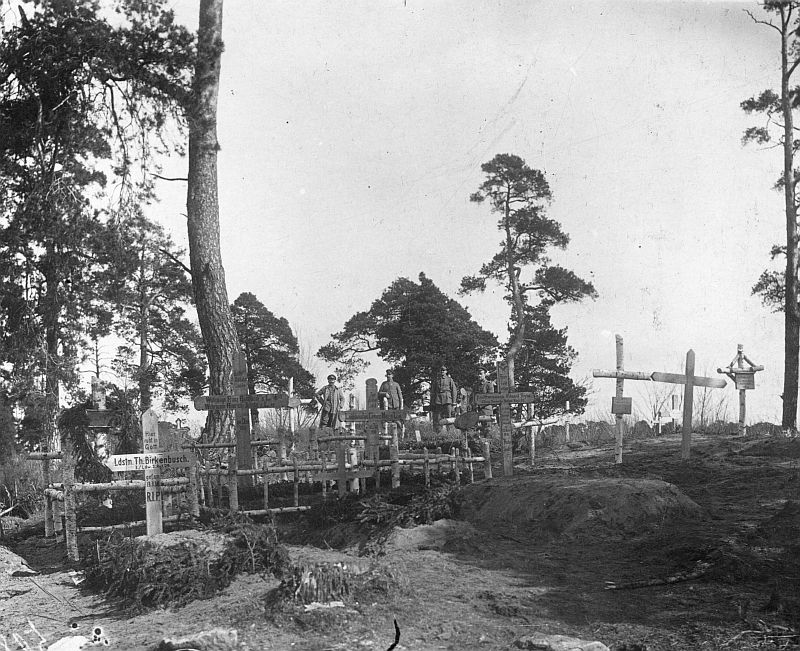
東部戦線の軍人墓地、1916年。

### モンテネグロとアルバニアの占領

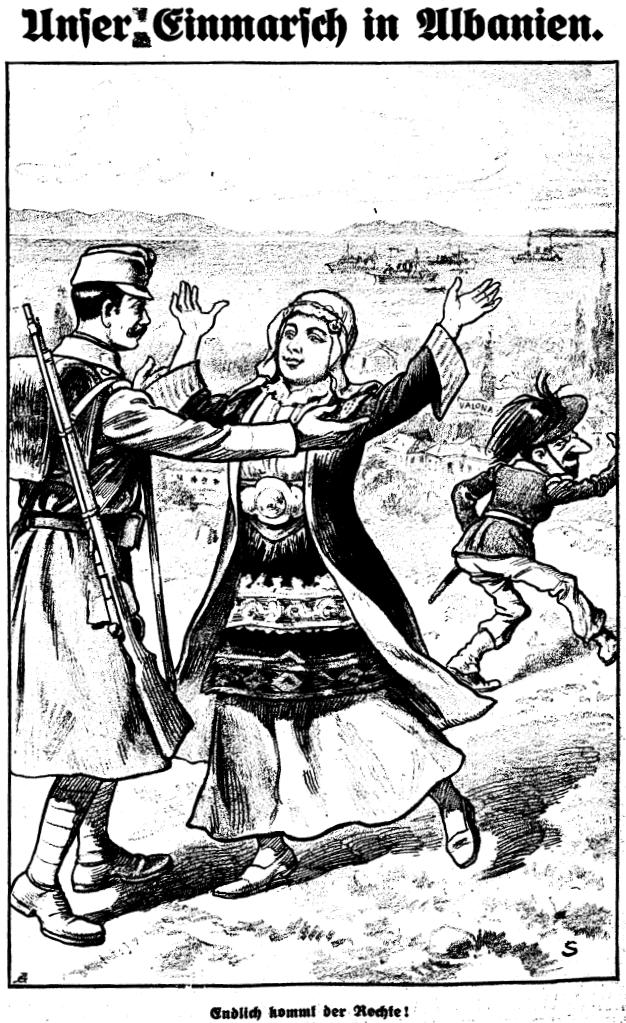
オーストリアが発行したプロパガンダ。オーストリア兵がアルバニア女性に迎えられ、背景ではイタリア兵が逃げ出している。下端には「やっと正義の味方がやって来た」とある。1916年2月。

1月4日、オーストリア軍がモンテネグロ王国に侵攻。23日にはモンテネグロ王ニコラ1世が降伏し、フランスへ逃亡した（モンテネグロ戦役）。アルバニア公国も約3分の2の領土をオーストリア＝ハンガリー軍に占領された。これを受け、当時モンテネグロとアルバニアに撤退していたセルビア軍の大半は更に撤退した。まずイタリアの遠征軍が1915年12月に上陸し、占領していたドゥラス（アルバニア中部）へ向かった。続いて1916年3月にイタリアがドゥラスから約26万人を撤退させた時、セルビア軍約14万人も撤退した。セルビア兵士は当時フランスに占領されていたケルキラ島（元はギリシャ領）に逃れ、再編成を受けた（6月にはフランスの東方軍とともにテッサロニキに移った）。ニコラ・パシッチ率いるセルビアの亡命政府もケルキラ島で成立した。ドゥラスから撤退した人のうち、オーストリア軍捕虜約2万4,000人も含まれたが、この捕虜たちはサルデーニャ北西部のアジナーラ島に移送され、うち約5,000人が死亡した。イタリア軍はアルバニアの港湾都市ヴロラを維持することに成功したため、アルバニア南部での勢力を維持、拡張することができた。降伏したモンテネグロでは1916年2月26日から1917年7月10日までヴィクトル・ヴェーバー・エドラー・フォン・ヴェーベナウが軍政府を率いた。一方、アルバニアはオーストリア＝ハンガリーと積極的に戦わなかったため、オーストリア＝ハンガリーの外交官アウグスト・リッター・フォン・クラルの指導下ではあるものの文民による統治委員会の成立が許された。オーストリア＝ハンガリーはアルバニア人の統治への参加を許し、学校とインフラストラクチャーを建設することでアルバニア人の支持を得ようとした。

### ヴェルダンの戦い

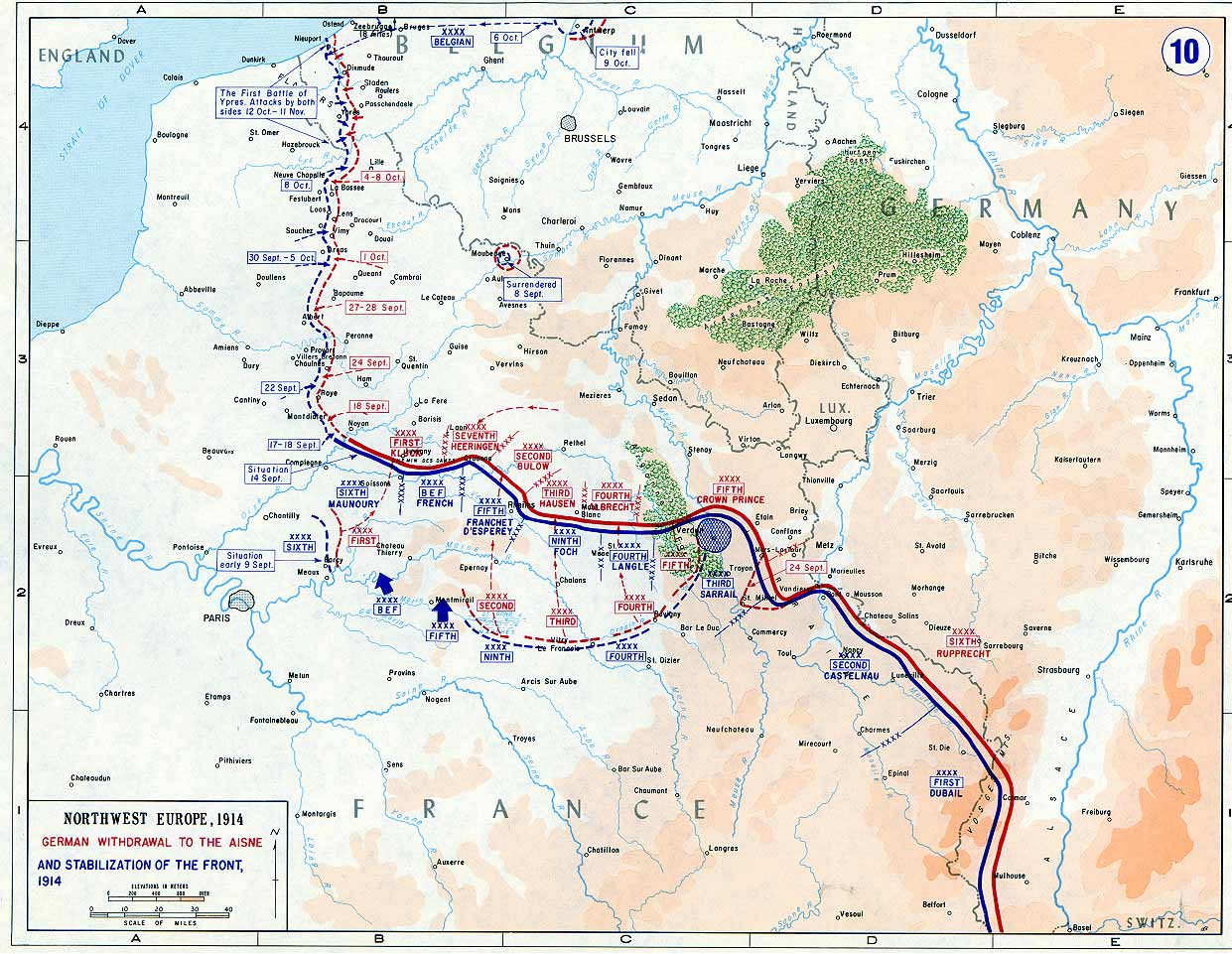
1914年時点の西部戦線。ヴェルダンが突起部になっている。

西部戦線では2月21日、ヴェルダンの戦いが始まった。作戦の発案者ファルケンハインが1920年に出版した著述によると後世に残った印象と違い、ヴェルダンの戦いは無目的にフランス軍に「出血」を強いるものではなかったという。彼はその著述で攻撃の失敗を弁護し、「血の水車」という伝説に反論しようとした。ヴェルダン攻撃を着想したのはドイツ第5軍の指揮官ヴィルヘルム皇太子で、参謀コンスタンティン・シュミット・フォン・クノーベルスドルフがその任務を受け持った。ヴェルダンの要塞はフランス国内で最も堅固な要塞だったが、1915年にはその武装が一部解除されており、ドイツ軍部はヴェルダンを攻撃することで西部戦線に活気をもたらそうとした。また、ドイツ軍から見るとヴェルダンは東のサン＝ミーエルと西のヴァレンヌに挟まれたフランス軍の突起部であり、ドイツ軍の前線を側面から脅かしていた。ヴェルダンの占領自体が戦闘の主要な目的ではなく、マース川東岸の台地を占領することで大砲をヴェルダンを見下ろせる位置に配置することができ、ヴェルダンを守備不能にすることが目的だった。ファルケンハインは、フランスが国威を維持するために（普通ならば受け入れられない損害を出してでも）ヴェルダンを死守すると考えていた。しかし、ドイツ軍の計画が成功した場合、フランスがヴェルダンを維持するためにはドイツ砲兵の占領した高台を奪回しなければならず、1915年の戦闘の経験からは不可能だと思われた。

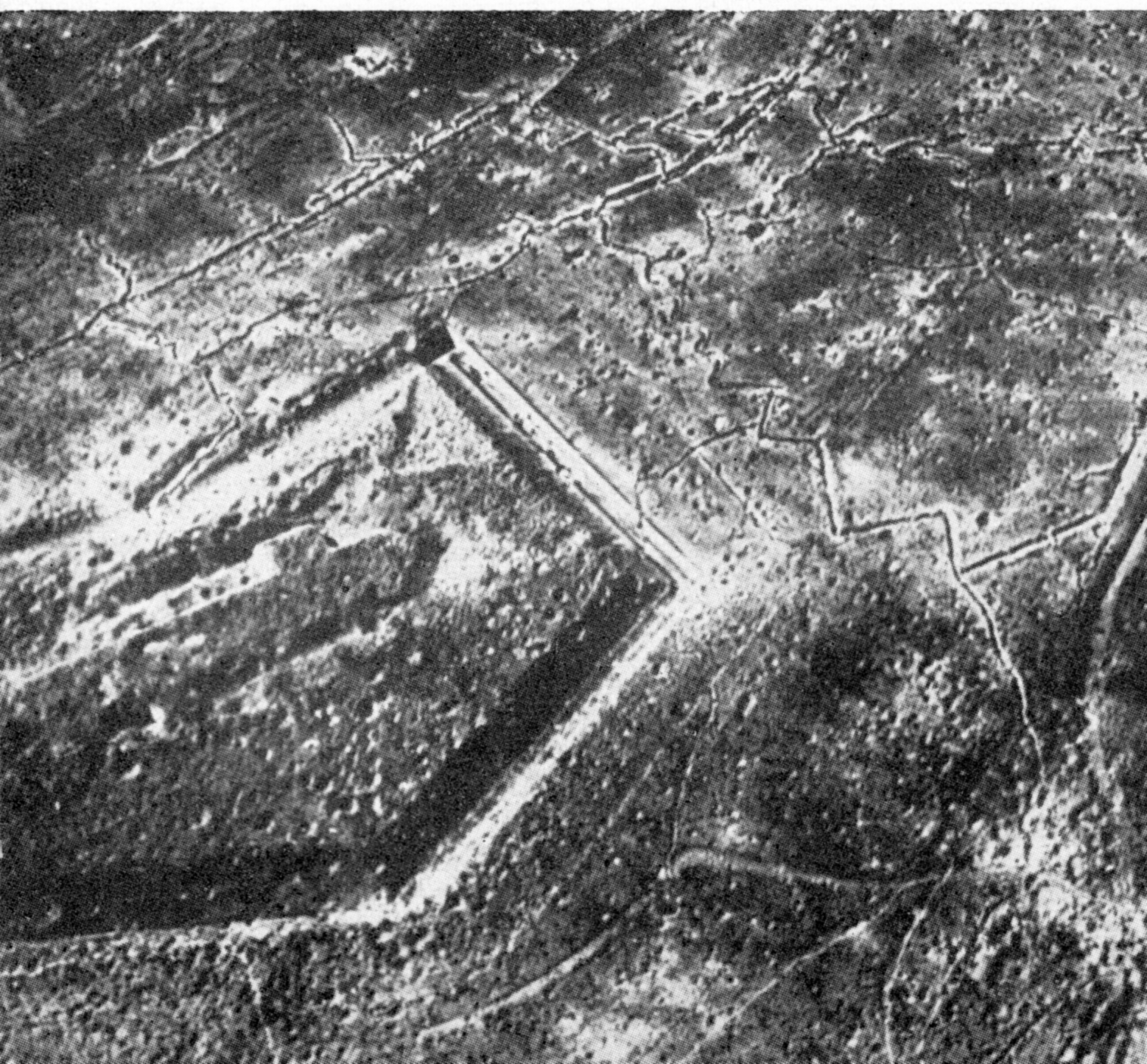
ドゥオモン要塞にある爆発の跡、1916年。

ヴェルダンの戦いの第一段階において、ドイツ軍第5軍の8個師団は大砲1,500門で8時間にわたって箱型弾幕を放った。この砲撃はヴェルダンの北にあるオルヌ（現代では消滅集落）で長さ13kmの前線にわたって行われた。ドイツ軍の予想と違い、フランス軍が激しく抵抗したため当初はほとんど前進できなかった。ドイツ軍は2月25日にドゥオモン要塞を占領したが、要塞が東向きだったため戦術的にはあまり重要ではなかった。しかし、ドゥオモン要塞を失ったフランスは何としてもヴェルダン要塞を死守しなければならないと決定、ヴェルダンの守備にフィリップ・ペタン将軍を任命した。フランスはバル＝ル＝デュックとヴェルダンを繋ぐ唯一の道路（神聖街道と呼ばれた）で、兵士を交替させる補給システムを築いた（このシステムはノリアと呼ばれた）。ヴェルダンの戦いの第一段階はフランス砲兵がマース川西岸の台地から砲撃してドイツ軍の進軍を停止させたことで3月4日に終結した。
第二段階ではファルケンハインがドイツ第5軍からの圧力で、これらの台地への攻撃を許可した。台地のうち、ドイツ軍はル＝モルトーム（「死人」の意）という台地を何度か奪取したが、すぐに奪い返された。ル＝モルトームとその隣の304高地はヴェルダンの戦いで残忍な戦闘が起こったため「ヴェルダンの地獄」(Hölle von Verdun) の象徴とされている。
第三段階ではドイツ軍が再びヴェルダンの占領に集中、6月2日にヴォー要塞への強襲を開始した。23日には兵士7万8千でヴォー＝フルーリー線への攻撃を開始したが、戦況は膠着した。直後の第四段階ではドゥオモンのすぐ南にあるティオモン堡塁をめぐって激しい戦闘が行われた。そして、ドイツの攻勢はヴェルダンから北東約5kmのスーヴィル要塞で行き詰まった。7月11日、ファルケンハインは攻勢が行き詰まったことと、7月1日に連合国軍が攻勢に出てソンムの戦いが開始したことを理由に攻勢の停止を命じた。

### ティルピッツの辞任とユトランド沖海戦
1916年初、ドイツの首脳部は再び対英潜水艦作戦の増強について討議した。セルビアが敗れたことで、ファルケンハインはヴェルダン攻勢のほかにも（アメリカを敵に回してでも）イギリスに対しより積極的に行動する時期が来たと考えた。ヘンニング・フォン・ホルツェンドルフ海軍参謀総長も1年以内にイギリスを屈服させられることを保証した。ベートマン・ホルヴェークは交渉の末ヴィルヘルム2世に決定を先延ばしにさせることに成功、当面は潜水艦作戦の増強（警告なしで武装した商船を撃沈することを許可、ただし無制限潜水艦作戦は不可）を決定した。
3月初、ドイツ帝国海軍省がマスコミで無制限潜水艦作戦を支持する宣伝攻勢を始め、ヴィルヘルム2世を激怒させたためティルピッツは3月15日に海軍大臣を辞任せざるを得なかった。ドイツ潜水艦による客船サセックス攻撃がアメリカとの間で問題となり、ドイツは5月にサセックスの誓約を出して潜水艦作戦の増強を取りやめることとなった。
イギリスの優勢な海軍力を利用した海上封鎖に苦しむドイツは、通常の艦隊ではイギリスの軍艦を分断・撃破することを狙っていた。ところが、5月31日から6月1日にかけて、両海軍が誘い出し合った結果として両軍艦船合わせて排水量180万トンにもなる「世界史上最大の海戦」という予想外のユトランド沖海戦が行われ、両軍合計で8,600人が死亡した（その中には作家のゴルヒ・フォックもいた）。ドイツの大洋艦隊は規模で上回るイギリスのグランドフリートに対し幸運にも逃走に成功。またイギリス艦隊の損害はドイツ艦隊のそれを上回ったが、戦略的には何も変わらず、イギリスは北海の制海権を保った。ドイツは潜水艦による民間輸送船に対する無制限攻撃にますます傾斜していき、やがてアメリカの参戦を招くことになる。

### ブルシーロフ攻勢とソンムの戦い
シャンティイ会議での決定に基づき、連合国軍は1916年中に3つの攻勢を計画した。すなわち、ソンム会戦、ブルシーロフ攻勢、次のイゾンツォ川の戦いの3つだった。7月1日のソンム会戦は元はフランス主導の作戦だったが、ヴェルダンの戦いによる消耗があったためイギリス軍が大半を占めるに至った。イタリア戦線では2月のヴェルダンの戦いにより連合国はイタリアに要請して3月11日に攻撃を開始（第五次イゾンツォの戦い）、オーストリアも5月15日から南チロル攻勢を開始（6月18日に終結）したためロシアのブルシーロフ攻勢が6月4日に始まった。その後はイタリアによる第六次イゾンツォの戦いが8月4日に始まった
6月4日、ブルシーロフ攻勢が始まり、この時点の連合国にとって最大の勝利となった。3月にロシア南部軍の総指揮官に就任したアレクセイ・ブルシーロフはそれまでの失敗から戦術を反省した。まず、攻勢が最短距離400kmという長い前線で行われ、敵軍に一点突破を許さなかった。そして、ロシア軍は秘密裏にオーストリア軍の防衛線に忍び寄り、50m程度の距離まで近づいた（それまでの攻勢では両軍間の無人地帯が1,600mもあったため、大きな損害が出てしまう）。ブルシーロフの数的優勢は少なかった（一般的な攻勢に必要な数的優勢に及ばなかった）が、ロシア第8軍は6月8日にコーヴェリでオーストリア＝ハンガリー第4軍をほぼ全滅させ、ロシア第9軍も南部のドニエストル川とカルパティア山脈の間でオーストリア＝ハンガリー第7軍を撃破、チェルニウツィーやコロムィーヤなど重要な都市（いずれも現ウクライナ領）を占領した。オーストリア＝ハンガリーの損害は624,000人だった。ブルシーロフはルーマニア国境近くで最も多く前進（約120km）、ルーマニア王国が連合国側で参戦する決定的な要因となった。しかし、補給の問題でさらなる進軍ができず、前線のごく一部にあたるピンスク湿原やバラーナヴィチで試みられた攻撃も交通の要衝コーヴェリ占領の試みも失敗した（コーヴェリの戦い）。「それでも、ブルシーロフ攻勢は､わずかな領土でも争われる第一次世界大戦の規模からすれば､エーヌ会戦で塹壕戦が始まった以降の連合国軍が勝ち取った最大の勝利であった」。
ヴェルダンの戦いによりフランス軍の派遣軍が40個師団から11個師団に減ったため、ダグラス・ヘイグ率いるイギリス海外派遣軍が代わってソンムの戦いを主導した。連合国軍は8日間にわたって大砲1500門以上でドイツ軍の陣地を砲撃した後（合計で砲弾約150万発が発射された）、1916年7月1日にソンム川沿岸でドイツ軍の陣地を攻撃した。大規模な砲撃の直後にもかかわらず、ドイツ軍の塹壕は無事に残っており、ドイツ兵士は機関銃の砲火でイギリス軍に対抗した。ソンム会戦の初日だけでイギリス軍は19,240人の死者を出し、うち8千人は攻撃が開始した直後の30分内に死亡した。夥しい損害にもかかわらず、ヘイグは攻勢の継続を命じた。9月15日にはイギリス軍が軍事史上初めて戦車の実戦投入を行った（マーク I 戦車）。11月25日まで続いた戦闘において、連合国軍は長さ30km攻撃線において8から10km前進したが、英仏軍の損害は少なくとも624,000人で、ドイツ軍も42万人の損害を出した。ドイツ軍の損害は文献によって違い、ドイツ側では335,688人としたが、イギリス側では軽傷者の数が多いとして最大で65万人とした。いずれにしても、ソンムの戦いは第一次世界大戦で損害の最も大きい戦闘であった。ソンムの戦いが開始した7月1日はイギリスで記念されており、イギリスの歴史家ジョン・キーガンは1998年に「イギリスにとって、ソンムの戦いは20世紀最大の軍事悲劇であり、その歴史全体においてもそうである。（中略）ソンムの戦いは命をなげうって戦うことを楽観的に見る時代の終結を意味した。そして、イギリスはその時代には二度と戻らなかった。」と述べた。1916年末にソンムの戦いでの損害が公表されたことで、12月にイギリス首相がハーバート・ヘンリー・アスキスからデイヴィッド・ロイド・ジョージに交代された。

### 南チロル攻勢とイゾンツォの戦い
5月から6月、南チロル地域のオーストリア＝ハンガリー軍はイタリア軍の陣地に対し攻勢に出たが、成果が限定的だった上に東部戦線でロシアがブルシーロフ攻勢を開始したため、すぐに攻撃を中止した。イタリア軍も3月から11月にかけてイゾンツォ川沿岸で大規模な攻勢をしばしば行い（第五次、第六次、第七次、第八次、第九次イゾンツォの戦い）、ゴリツィア市やドベルド・デル・ラーゴを占領したが、それ以上の成果に欠いた。オーストリア＝ハンガリーの要請を受け、ドイツは1915年5月から11月にかけてアルペン軍団 (Alpenkorps) を南チロル戦線の支援に投入した。その後、イタリアは1916年8月28日にドイツに宣戦布告した 。南アルプスの山岳戦の最中の12月13日、イタリアとオーストリア＝ハンガリー軍数千人が雪崩により死亡する事故が起きた（白い金曜日）。

### ルーマニア王国の参戦と敗北

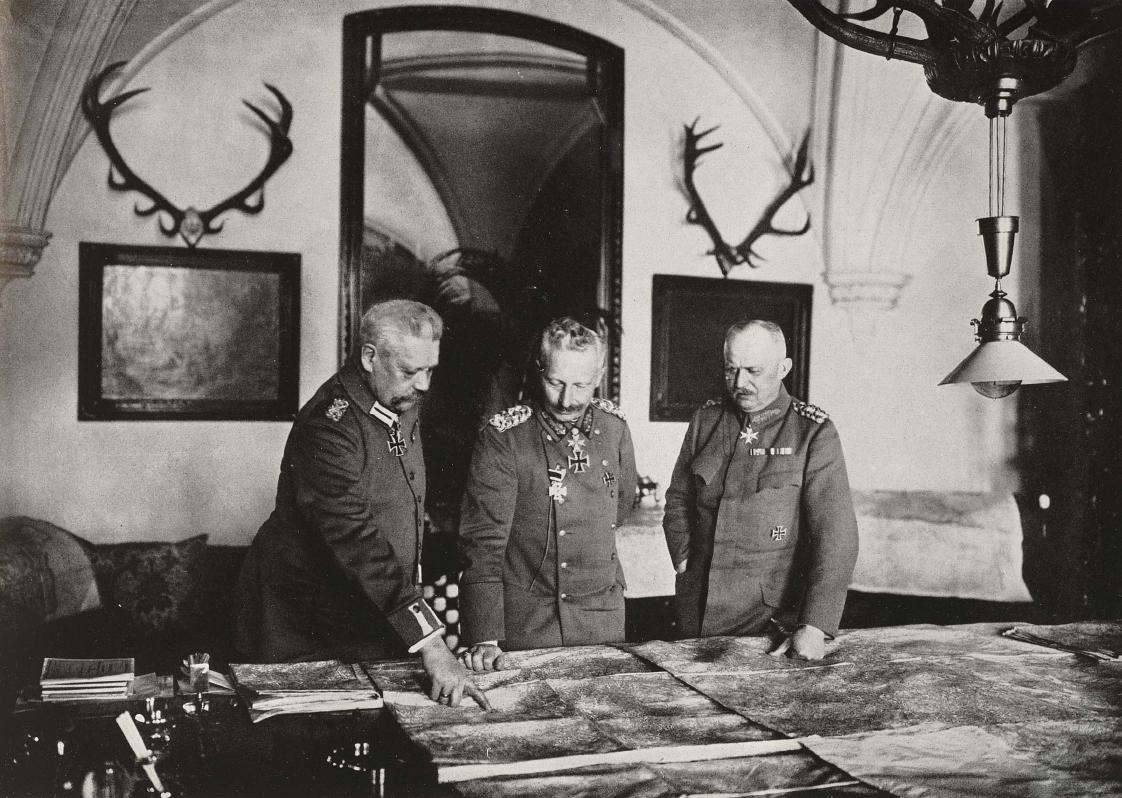
プレス城における独軍最高統帥（左から参謀総長ヒンデンブルク、皇帝ヴィルヘルム2世、参謀次長ルーデンドルフ）

1916年8月27日、ルーマニア王国がオーストリア＝ハンガリーに宣戦布告した（実際には数日前にルーマニア戦線を開いた）。ルーマニアは1883年に三国同盟に加入したが、開戦時点では条約の逐語解釈に基づき中立に留まった。国内でも首相イオン・ブラティアヌ率いる自由派は連合国への接近を主張、保守派の大半は中立に留まろうとした。中央同盟国側で参戦することを主張した政治家の1人は国王カロル1世だった。ロシアは1914年10月1日にルーマニアによるトランシルヴァニアへの請求を認めることで合意していた。ルーマニアが第二次バルカン戦争後のブカレスト条約でブルガリアとオスマン帝国から南ドブロジャを獲得しており、またブルガリアが中央同盟国側で参戦したこともルーマニアが連合国側で参戦する一因となった。ルーマニアがオーストリア領トランシルヴァニアの領土、バナト、ブコビナを獲得する「大ルーマニア協定」という連合国との対オーストリア＝ハンガリー軍事同盟が締結された。連合国はこの協定を完全に履行するつもりはなかったが、ルーマニアは連合国による8月17日のブルシーロフ攻勢の成功もあって正式に連合国に加入した。数的には大きな優勢を有りつつも装備の劣るルーマニア軍はトランシルヴァニアからハンガリーに深く侵入したが、ファルケンハイン率いるドイツ第9軍は9月26日から29日にかけてのシビウの戦いでルーマニア軍を撃破した。ほかにもクロンシュタットにおいて第一次世界大戦では珍しい大規模な市街戦が10月8日まで行われ、オーストリア＝ハンガリーがクロンシュタットを占領した。中央同盟国は挟み撃ちでルーマニアに攻撃した。11月23日、ブルガリア、オスマン、ドイツのドナウ軍が南西からドナウ川を渡河した。そして、ツェッペリン飛行船のLZ81、LZ97、LZ101と攻撃機も加わり、首都ブカレストが12月6日に陥落した（ブカレストの戦い）。ルーマニアの参戦に乗じて、中央同盟国は1916年中にプロイェシュティの油田やルーマニアの穀倉地帯を占領することができ、同年に始まったドイツにおける供給の不足を補った。ルーマニアはロシアの助力を借りて北東部を辛うじて保持するだけであり、国王フェルディナンド1世は政府とともにヤシに脱出した。

### ファルケンハインの更迭とヒンデンブルクの任命
1916年夏に連合国軍が全戦線で攻勢に出てドイツ軍が危機に陥ると、ヴィルヘルム2世にエーリッヒ・フォン・ファルケンハインを解任させる圧力が日に日に高まっていった。ルーマニアが8月27日に参戦したことが解任のきっかけになり、29日に新しく就任したパウル・フォン・ヒンデンブルクはエーリヒ・ルーデンドルフとともにヴェルダン攻勢を中止。即座に経済動員を強化して総力戦を準備した。その経済動員の強化とは8月31日にプロイセン戦争省が提出した要求で後にヒンデンブルク綱領と呼ばれたものであった。しかし、ヒンデンブルクとルーデンドルフの任命は実質的には軍事独裁への転向でもあった。「その威光により実質的には解任できないヒンデンブルクとルーデンドルフを任命したことによって、皇帝はさらに目立たなくなっただけでなく、政治的にも最高司令部に動かされるようになった。（中略）解任できない2人の将軍には（中略）軍事上の権力をはるかに超えて政治に介入、人事任免という帝国の権力中心にも皇帝に圧力をかけることで決定的な影響を及ぼす用意があった」。

### ヴェルダンの反攻とジョフルの辞任
フランス軍は秋にヴェルダンで反撃に転じた。10月24日、フランス軍はドゥオモン要塞とティオモン要塞を占領した。その後、フランス軍が更に攻勢に出たため、ドイツ軍は12月2日にヴォー要塞から撤退した後にそれを爆破した。結局、ドイツ軍が春に占領した陣地は12月16日までに全てフランス軍に奪回された。
ヴェルダンの戦いにおいて、ドイツ軍は337,000人の損害（うち死者143,000人）を出し、フランス軍は377,000人の損害（うち死者162,000人）を出した。少なくとも3,600万発の砲弾が約30km x 10kmの戦場で投下された。
フランス軍最高司令官ジョゼフ・ジョフルはドイツ軍がヴェルダンに攻撃した目的の判断を誤り、さらに第二次シャンパーニュ会戦やソンムの戦いで大損害を出したにもかかわらず全く前進できなかったことで批判を浴び、12月3日にロベール・ニヴェル将軍に最高司令官の座を譲った。ニヴェルはヴェルダンでの反攻を率いて勝利しており、翌年の連合国軍春季攻勢を率いる指揮官として抜擢されたのであった。当時、フィリップ・ペタンもヴェルダンでの守備に成功して「ヴェルダンの英雄」と呼ばれたが、守備を主導したこともあって受け身すぎると考えられたのだった。

### ポーランド摂政王国と中央同盟国の講和案
1916年11月5日、中央同盟国によりロシア領ポーランドはポーランド摂政王国として建国した（11月5日勅令も参照）。しかし、中央同盟国が予想したポーランドからの軍事支援は実現せず、少数のポーランド軍団（7月までユゼフ・ピウスツキが率いた）が中央同盟国側で戦ったのみである。ポーランド軍団は翌年にポーランド軍になった。ほかにもポーランド人数十万人が（独立ポーランドの国民ではなく）ドイツ、オーストリア＝ハンガリー、ロシア国民として各々の軍に従軍した
中央同盟国はルーマニアに勝利した後、12月12日に中央同盟国の講和案を提出したが、30日に拒絶された。

## 1917年の戦闘

### 潜水艦作戦の増強とアメリカ合衆国の参戦

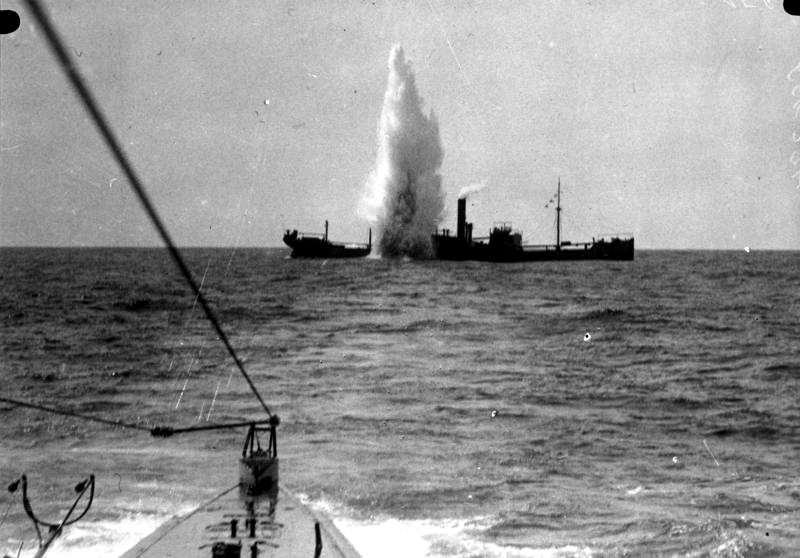
1917年春、地中海でイギリスの貨物船に砲撃するドイツの潜水艦U-35。U-35は少なくとも船226隻を撃沈しており、史上最も「成功」した軍艦とされている。

アメリカは戦争により軍需景気となり、英仏への兵器・鉄の輸出等で貿易額は約4倍に伸びた。
1916年1月よりヴィルヘルム2世を説得していたドイツ最高司令部は1917年1月8日から9日にヴィルヘルム2世の許可を得て、2月1日に無制限潜水艦作戦を再開することを決定した。決定の背景には1916年12月の平和案とその拒否があった。1916年12月18日にアメリカ大統領ウッドロウ・ウィルソンが連合国に対し秘密裏に仲介を打診していたが（仲介は後に断られた）、それが1月12日に明るみに出るとドイツ国内が無制限潜水艦作戦に対する協力ムードになった。ウィルソンは仲介の打診にあたって、連合国に戦争目標の開示を求めた。ベルリーナー・ターゲブラットの編集長テオドール・ヴォルフは1月12日と13日に下記のように記述した：「連合国のウィルソンに対する返答文が公表された。それは連合国の戦争目標を告知していた。ドイツがそれまで征服した領土のドイツからの分離、民族自決に基づくオーストリア＝ハンガリーの完全解体、トルコ（オスマン帝国）をヨーロッパから追い出すなど。影響は巨大であった。汎ゲルマン連盟などの連中が大喜びした。連合国が絶滅戦争を欲しくなく、交渉に前向きとは誰も言えなくなった。（中略）連合国の返答により、皇帝は人民に訴えた。誰もが無制限潜水艦作戦を準備した。」。中央同盟国はウィルソンが提案した国民投票を拒否。2月3日にはドイツの無制限潜水艦作戦再開によりアメリカがドイツと断交した。

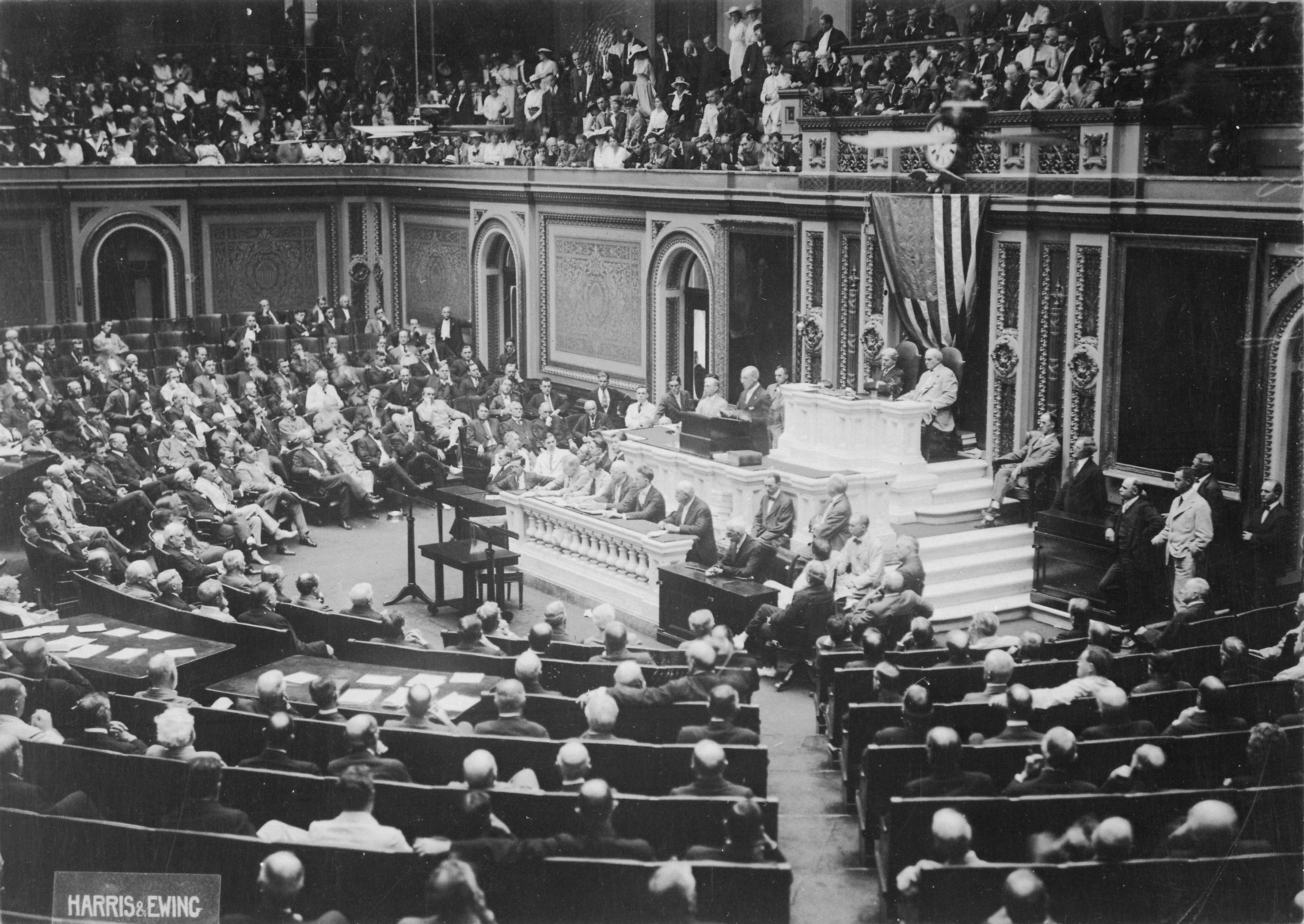
アメリカ大統領ウッドロウ・ウィルソンの演説
ドイツとの外交関係断絶を発表している

ウィルソンはアメリカ合衆国議会で「平和を愛する」民主主義者の世界中の「軍事侵略的な」独裁主義者に対する十字軍に参加するよう呼びかけた。その4日後の1917年4月6日、アメリカがドイツに宣戦布告した。両院とも圧倒的多数で参戦を決議した。表向きのスローガンは「民主主義のための戦い」であったが、参戦の裏には様々な理由があった。アメリカとドイツの戦後に対する構想はお互い相容れないものであり、ドイツが大陸ヨーロッパの覇権を握ろうとしたことと全世界においても野心を前面に出したことでアメリカの利益に適うことができなくなった。戦争以前でもアルフレート・フォン・ティルピッツのティルピッツ計画が長期的にはモンロー主義におけるアメリカの利益に反すると信じられており、また20世紀初頭のアメリカの政治家や学者はドイツの文化が優越しているとの主張やドイツ人の国という思想に不信感を持っていた。開戦以降、アメリカと連合国の経済関係が緊密になり、ブライス委員会などでドイツの陰謀が報告され、さらにルシタニア号が撃沈されると反独感情が高まった。第一次世界大戦の開戦後にアメリカが軍備拡張を行ったのは参戦のためではなく、終戦後に起こりそうな対独戦争に備えるためだった。しかし、何より、そのような抽象的・空想的な問題の以前に、英仏が敗ければ英仏への巨額の貸付金が回収不能に陥るという恐れがあった。1916年アメリカ合衆国大統領選挙（11月7日）の選挙運動においても、ウィルソンはアメリカの中立を強調したが、彼が当選した後もドイツの態度が強硬のままだったことは参戦を煽動するのに有利だった。そして、決定的となったのはウィルソンの講和仲介に対するドイツの返答だった。極秘で行われたドイツの講和条件についての返答は実質的には仲介を拒否する返事であり、ドイツの無制限潜水艦作戦再開宣言とほぼ同時になされた。これを聞いたウィルソンははじめはそれを信じられず、その後は深く失望した。ロバート・ランシングやエドワード・M・ハウスなどウィルソンの顧問は参戦を推進したが、ウィルソンは2月3日にドイツと断交しただけに留まり、ドイツの脅しが現実になるかを見極めようとした。3月1日、『ニューヨーク・タイムズ』がツィンメルマン電報を公表した。電報の内容はドイツがメキシコに資金援助を与えて、テキサス、ニューメキシコ、アリゾナの領土を約束する代償としてメキシコがドイツと同盟を結ぶ、という提案だった。電報が公表されると、アメリカが戦争に参戦することに疑義を挟む人は少数になり（連邦議会下院では4月2日、宣戦布告の決議が373対50で可決されたまた3月にはドイツの潜水艦攻撃で再びアメリカ人が死亡した。アメリカはドイツに宣戦布告した後、12月にはオーストリア＝ハンガリーにも宣戦布告した。
1917年5月、アメリカ軍の第一陣がフランスに向けて出発する。

### 日本海軍艦隊のヨーロッパ派遣

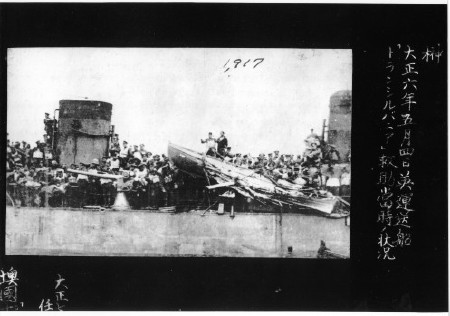
イギリスの兵員輸送船「トランシルヴァニア」から救出された乗員であふれる大日本帝国海軍の駆逐艦「榊」（1917年5月4日撮影）

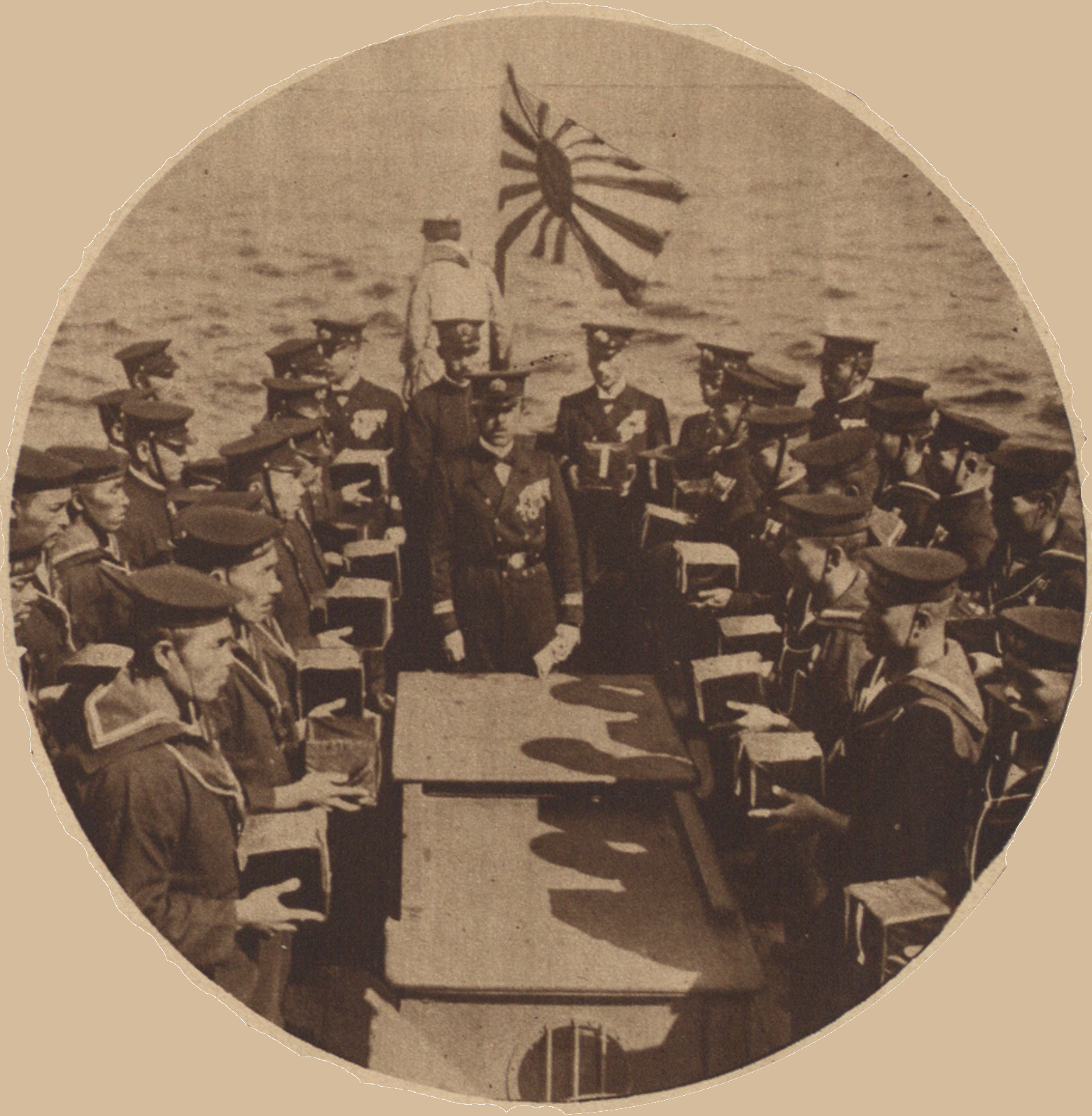
Uボートの攻撃により戦死した駆逐艦「榊」乗員の遺骨が入った箱を持つ水兵たち（1917年12月2日）

このようにドイツ海軍による無制限潜水艦作戦を再開すると、イギリスをはじめとする連合国から日本に対して、護衛作戦に参加するよう再三の要請が行われた。
1917年1月から3月にかけて日本とイギリス、フランス、ロシア政府は、日本がヨーロッパ戦線に参戦することを条件に、山東半島および赤道以北のドイツ領南洋諸島におけるドイツ権益を日本が引き継ぐことを承認する秘密条約を結んだ。
これを受けて大日本帝国海軍は、インド洋に第一特務艦隊を派遣し、イギリスやフランスのアジアやオセアニアにおける植民地からヨーロッパへ向かう輸送船団の護衛を受け持った。1917年2月に、巡洋艦「明石」および樺型駆逐艦計8隻からなる第二特務艦隊をインド洋経由で地中海に派遣した。さらに桃型駆逐艦などを増派し、ヨーロッパ・地中海に派遣された日本海軍艦隊は合計18隻となった。
第二特務艦隊は、派遣した艦艇数こそ他の連合国諸国に比べて少なかったものの、他の国に比べて高い稼働率を見せて、1917年後半から開始したアレクサンドリアからマルセイユへ艦船により兵員を輸送する「大輸送作戦」の護衛任務を成功させ、連合国軍の兵員70万人を輸送するとともに、ドイツ海軍のUボートの攻撃を受けた連合国の艦船から7000人以上を救出した。
その結果、連合国側の西部戦線での劣勢を覆すことに大きく貢献し、連合国側の輸送船が大きな被害を受けていたインド洋と地中海で連合国側商船787隻、計350回の護衛と救助活動を行い、司令官以下27人はイギリス国王ジョージ5世から勲章を受けた。連合国諸国から高い評価を受けた。一方、合計35回のUボートとの戦闘が発生し、多くの犠牲者も出した。
また、日本は欧州の戦場から遠く造船能力に余裕があり、造船能力も高かったことから、1917年にはフランスが発注した樺型駆逐艦12隻を急速建造して、日本側要員によってポートサイドまで回航された上でフランス海軍に輸出している（アラブ級駆逐艦）。

### カブラの冬
ドイツでは1916年から1917年にかけての冬、天候による不作などが原因となってカブラの冬が起きた。最高価格の定められた状況ではポテトや穀物をそのまま売るより、飼料として使ったり、蒸留所に売ったりした方が利益が出たため、状況はさらに悪化した。2月、毎日の食料配給が1,000kcal分まで下がり（成人が必要な生理的熱量は平均で毎日2,410kcal）、食料不足がさらに厳しくなった。カブラの冬により、ドイツの社会が団結していない状況（生産者と消費者の対立）、そして国が食料を提供する能力の不足が浮き彫りになった。

### ロシア革命

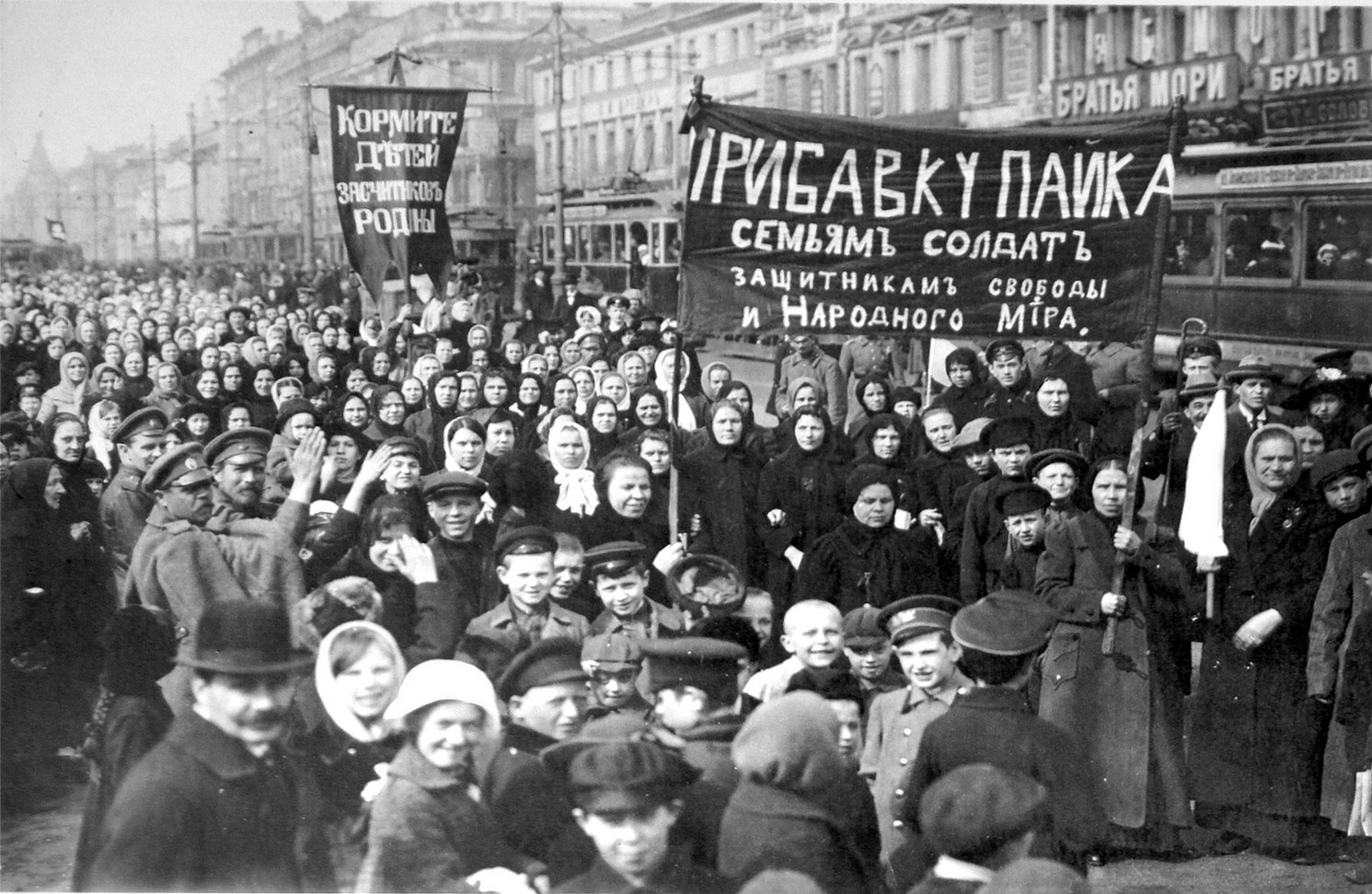
ペトログラードの民衆デモにより二月革命が勃発した。

工業力が重点になったこの戦争は、工業化が緒に就いたばかりで未だ農業が主であったロシアの力を大きく超え、既に厳しい社会問題をさらに悪化させた。開戦一か月で準備していた弾薬が底をつき始め、3年目には100万人を超す兵士が宣戦を放棄していた。バルト海とダーダネルス海峡が海上封鎖を受けたことで、戦前には7割の輸入がバルト海経由で3割が黒海経由だったロシアは大きく疲弊した。戦争の重圧、インフレ率の上昇、さらに厳しい食料不足により、労働者と兵士の妻、女性の農民たちが1917年2月23日（ユリウス暦）/3月8日（グレゴリオ暦）に首都ペトログラードでデモ行進を行った。2月26日/3月11日にはデモがペトログラード駐留軍に広まり、やがて二月革命（三月革命ともいう）に発展した。1905年の革命と同じく、労働者たちはソビエトを結成、デモ参加者の要求を代弁してそれを政治的に実施しようとした。ソビエトの執行委員会は主にメンシェヴィキと社会革命党で構成された。3月1日（ユリウス暦）/3月14日（グレゴリオ暦）、ペトログラード・ソビエトは命令第一号を発令し、政府命令のうちソビエトの命令と矛盾しないもののみ遵守するよう命じた。ドゥーマで代表を持つブルジョワはゲオルギー・リヴォフ首相率いるロシア臨時政府を成立させ、2日後にニコライ2世を説得して退位させた。これによりロシア臨時政府とソビエトという「二重権力」が成立した。ロシア民衆の大半が望んだのと違い、臨時政府は戦争継続を決定、当時のソビエトも継戦の決定を支持した。
連合国はロシアが民主主義に反対したためプロパガンダに問題が生じていたと考え、ロシアで革命が起きる事態をむしろ歓迎した。ドイツは3月21日（ユリウス暦）/4月3日（グレゴリオ暦）にウラジーミル・レーニンらボリシェヴィキ約30人をスイスからフィンランド経由でロシアに帰国させた（一部はドイツの鉄道を利用した）。ロシア社会民主労働党の一部であったボリシェヴィキ（「多数派」の意）は1905年革命以降、その指導層の大半が亡命していた。開戦からロシア政府の戦争政策に反対しており、「現在の帝国主義の戦争を内戦に」転化しようとしたが、戦争初期では失敗した。ドイツ政府はアレクサンドル・パルヴスを仲介人にして当時スイスに住んでいたレーニンと接触。続いて大量の資金（数百万マルクとされる）をロシアの革命家に提供してロシアを不安定にしようとした。レーニンは帰国直後の4月7日（ユリウス暦）/4月20日（グレゴリオ暦）に四月テーゼを発表。革命の進展についての見解を述べるとともに戦争の即時終結を要求、厭戦気分に満ちた民衆の支持を受けた。政府はちょうど労働者の日（4月18日（ユリウス暦）/5月1日（グレゴリオ暦））にミリュコーフ通牒を送って、単独講和なしで戦争継続することを約束したため、民衆の怒りを買って四月危機を引き起こしてしまった。その結果、ソビエトの中道左派が臨時政府に入閣した。

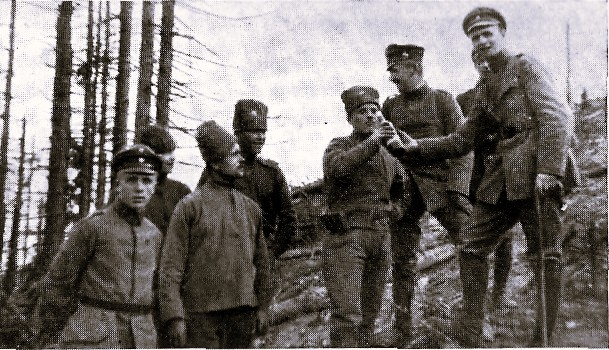
無人地帯にいる両軍の兵士。

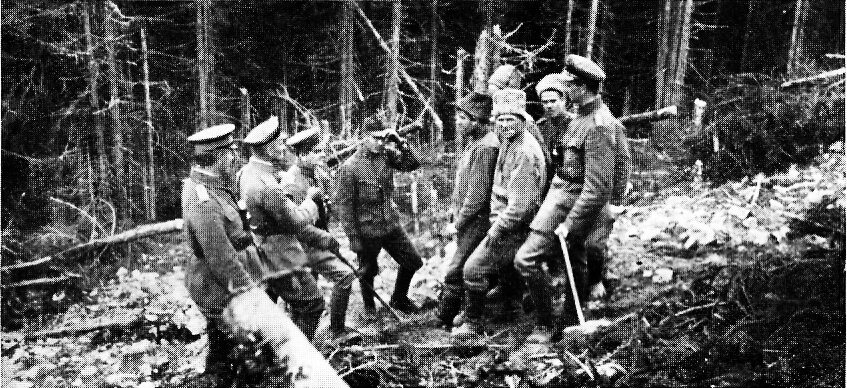
両軍の兵士、1917年。

5月6日（ユリウス暦）/5月19日（グレゴリオ暦）に成立した第一次連立政府で陸海軍大臣に就任したアレクサンドル・ケレンスキーはペトログラード・ソビエトの副議長でもあった。彼は「敗北なしの平和」を達成すべく、ベレジャヌィ、リヴィウ、ヴィリニュスを目標とした、後にケレンスキー攻勢と呼ばれた攻勢を命じた。攻勢は6月29日に始まり、まずスタニスラーウに対して、東部戦線でそれまでになかった激しさの砲火を浴びせた後、ロシア軍は7月11日にカールシュまで進軍したが、直後に敗走。他の前線でも敗れた。その結果、多くの兵士が脱走、ロシア軍が解体し始めた。ケレンスキーは7月25日に攻勢を中止した。中央同盟国は反撃に出て、8月3日までにタルノーポリやチェルニウツィーまで進軍、東ガリツィアとブコビナを奪回した。ロシアでもボリシェヴィキが七月蜂起を起こしたが鎮圧された。レーニンはフィンランドに逃亡した。9月、ドイツ軍はリガを占領（リガ攻勢）。10月にはアルビオン作戦でバルト海のサーレマー島、ヒーウマー島、ムフ島を占領し、ロシア軍はほぼ完全に崩壊した。
9月末、ロシアのラーヴル・コルニーロフ将軍がクーデターを企図して失敗すると（コルニーロフ事件）、ケレンスキーは革命を守るためにボリシェヴィキに頼らなければならず、ボリシェヴィキは名実ともに名誉回復した。そして、フィンランドから帰国したレーニンが10月24日（ユリウス暦）/11月6日（グレゴリオ暦）に十月革命（十一月革命ともいう）を起こし、翌日には臨時政府が転覆されてボリシェヴィキが権力を奪取した。そのさらに翌日にはボリシェヴィキが平和に関する布告を発し、中央同盟国を東部戦線から解放する結果となった。12月5日、中央同盟国とロシアの間で10日間の停戦協定が締結された。その後、停戦は数度延長され、12月22日にはブレスト＝リトフスクで講和交渉が開始した。最終的には1918年3月3日にブレスト＝リトフスク条約が締結された。

### ドイツ、西部戦線で守勢に

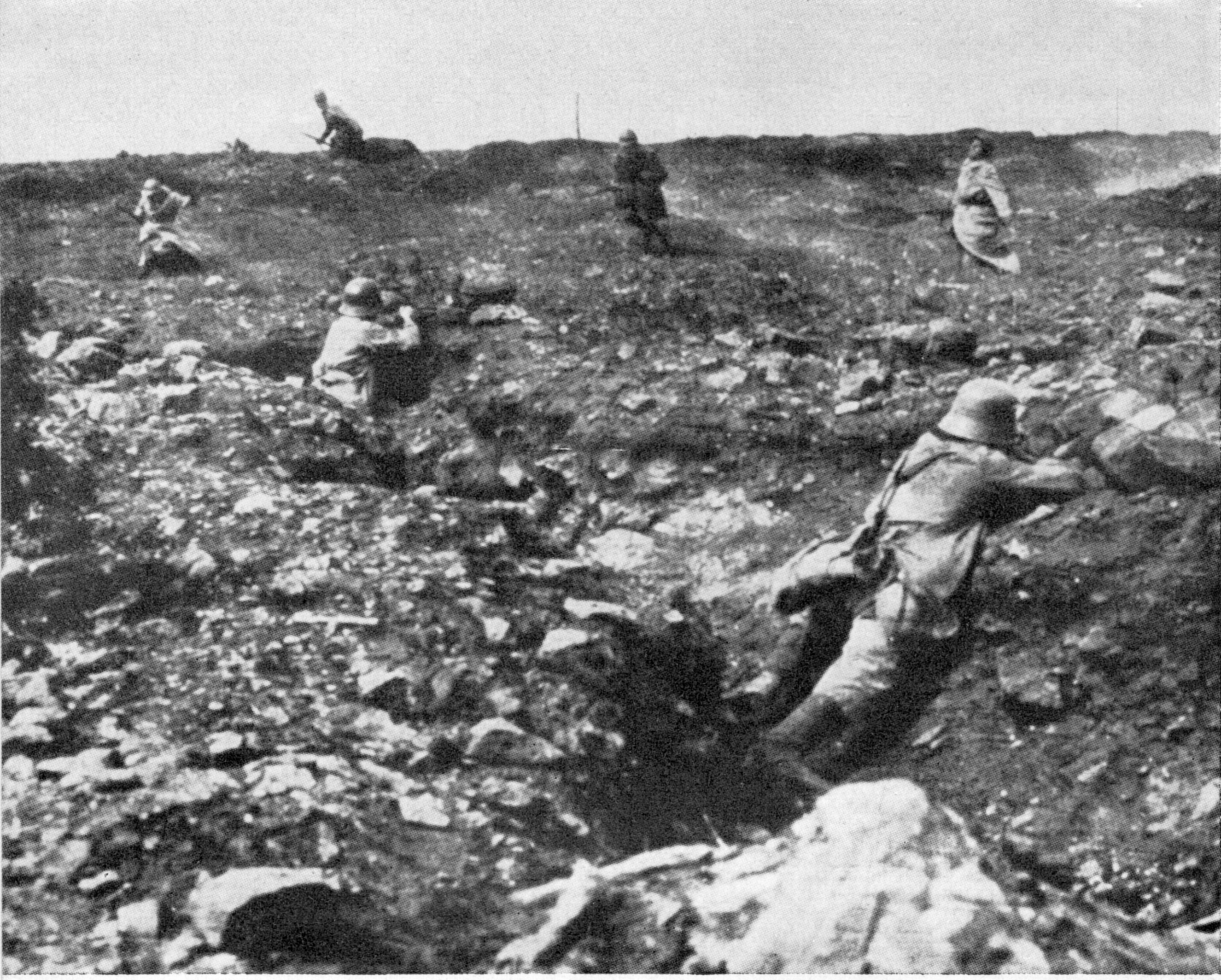
フランス軍による、ドイツ軍への突撃が失敗した一幕。1917年のフランドル。

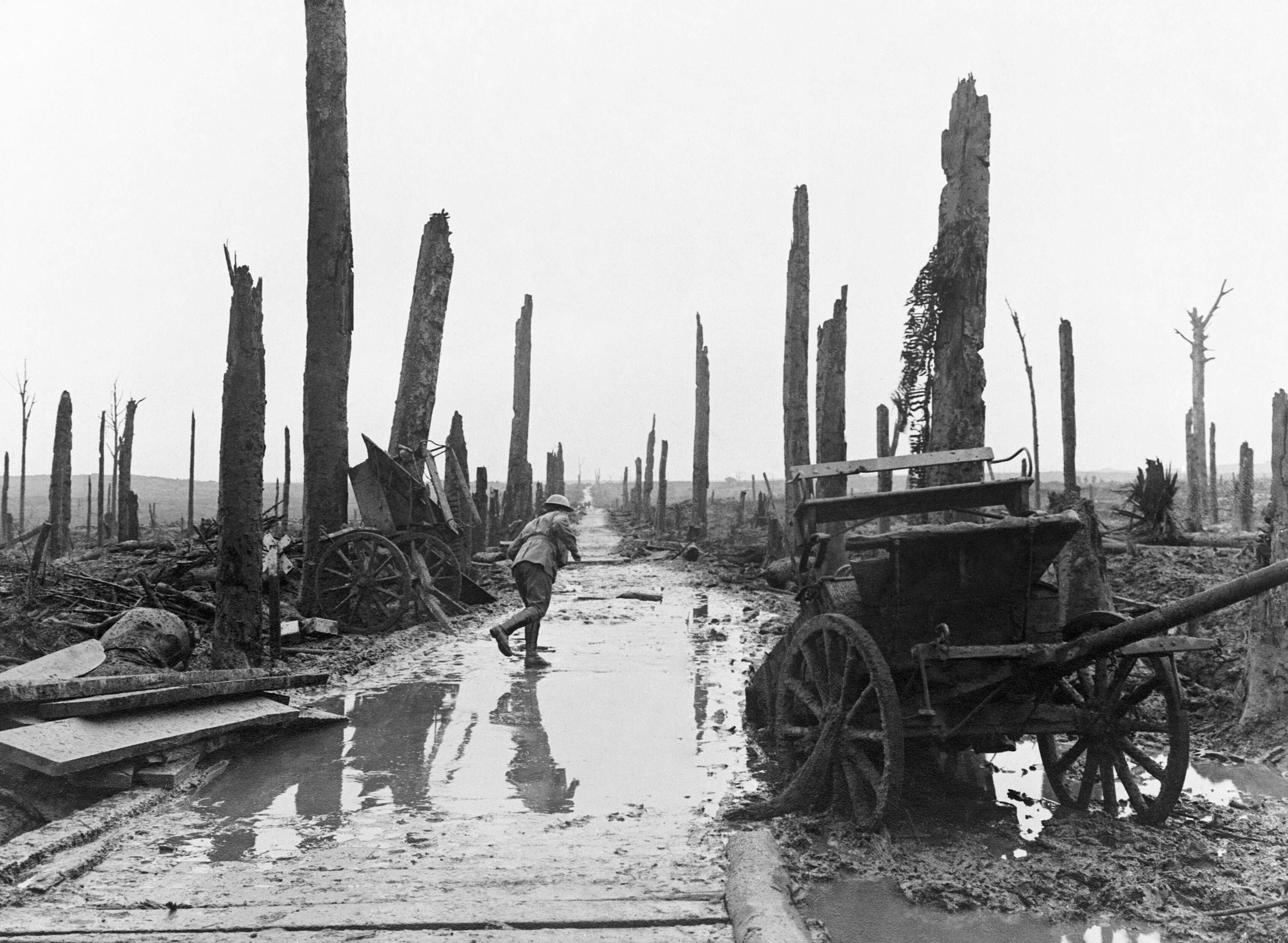
爆撃を受けた森、イーペル付近、1917年。

1917年2月からドイツ軍は西部戦線でアルベリッヒ作戦を発動して、ソンム川からヒンデンブルク線への撤退を3月20日までに完了した。1916年のヴェルダンとソンム会戦でドイツ軍が疲弊したことが撤退の理由だった。撤退はループレヒト・フォン・バイエルン王太子軍集団が発案、ルーデンドルフの反対を押し切って実施した。ヒンデンブルク線の建築は第一次世界大戦最大の建築工事であり、主に捕虜と強制労働に駆り出された労働者によって行われた。ドイツ軍は焦土作戦を行って撤退直前に陣地を系統的に破壊して、住民を追放。一部地域では地雷やブービートラップも設置した。バポームなどの地域が完全に破壊され、サン＝カンタンの住民4万人など合計15万人が追放された。作戦自体はドイツ軍の前線を縮めて、守備の整ったヒンデンブルク線に撤退したことで一定の成功を収め、連合国軍が1917年春に計画した攻撃は無駄に終わった。しかし、作戦の「影響を受けた地域の民衆の生活を完全に破壊、歴史的な風景を荒れ地に変えた」ことで、国外の世論がドイツに不利になった。
フランス軍大本営があるシャンティイで行われた連合国の第二次会議（1916年11月）では再び合同攻勢が決定されていた。ソンム会戦で敗れた連合国軍は1915年の戦術に立ち返り、リールとヴェルダンの間にあるドイツの突起部を両側から攻撃して他のドイツ部隊からの切断を図る、という戦術を再び採用した。攻勢の最高指揮官ロベール・ニヴェルはフランス北部のアラスを攻撃の始点に選び、イギリス軍（カナダとニュージーランド部隊含む）が4月9日に攻撃を開始した（アラスの戦い）。直後にはフランス軍もエーヌ川とシャンパーニュで攻勢に出て（第二次エーヌ会戦と第三次シャンパーニュ会戦）、シェマン・ド・ダームの占領を狙った。ルートヴィヒ・フォン・ファルケンハウゼン将軍（後に罷免された）の部隊はアラスでの攻撃で奇襲を受け、兵士2万4千が出撃しなかったままとなったため、ドイツ軍は兵士への再教育を行った。連合国軍の攻勢に使われた物資は前年のソンム会戦よりも多かった。カナダ師団はヴィミ・リッジの戦いに勝利して戦略要地であるヴィミ・リッジを占領したが、その後は進軍できず、戦線が膠着した。フランス軍はヴィミ・リッジから130km南のところで攻撃を仕掛け、前線を押し出したがシェマン・ド・ダームの占領には失敗した。結局、連合国軍は大損害を出して5月には攻勢を中止した。フリッツ・フォン・ロスベルクが縦深防御戦術を編み出した後、ドイツ軍の防御の配置がより深く複雑になった。英仏軍の戦車（合計170台）は技術上の問題があり、しかも数が足りなかったため戦局に大きな影響を及ぼさなかった。また両軍とも毒ガスを使用した。
シェマン・ド・ダームへの攻勢が失敗した結果、フランス軍の68個師団で反乱がおきた（フランス軍200万のうち約4万が反乱）。イギリスがアラスの戦いで勝利したことで期待が高くなったことも一因であった。反乱に最も影響された5個師団はソワソンとランスの間、シェマン・ド・ダームへの攻勢が行われた地域の南に配置されており、同地に配置されたロシア海外派遣軍も同じような問題に遭った。反乱は前線では起きず、後方で休息をとっていて前線に戻る予定の兵士の間でおきた。兵士の要求は休暇を増やすこと、栄養状態を改善すること、兵士の家族の待遇を改善すること、「殺戮」の中止（戦略への反対を意味する）、そして「不正義」（戦争における正義に関して）の中止、「平和」だった。「反乱した兵士の大半は戦争自体に異議を唱えたのではなく、無用の犠牲になることに反対しただけだった」。4月29日、ニヴェルは更迭され、ヴェルダンの守備を指揮したフィリップ・ペタン将軍が後任になった。攻勢から守備に切り替えることで、ペタンはフランス軍の不安を和らげた。ペタンはドイツ軍の縦深防御と似たような戦術を編み出した。8月のヴェルダンの戦いと10月のラ・マルメゾンの戦いで限定的ながら成功を収めた（ドイツ軍がエレット川の後方まで押された）ほか、フランス軍は1917年6月から1918年7月までの間、攻勢に出なかった。ペタンは更に兵士の給食と休暇を改善した。反乱兵士の約1割が起訴され、うち3,427人が有罪判決を受けた。軍法会議により554人が死刑判決を受け、うち49人の死刑が執行された。兵士の反乱が頂点となった5月から6月にかけて、連合国軍に大きな動きがなかったが、ドイツ軍はその連合国軍が不活発な理由が分からなかったことと、他の前線に手間取っていることから、大きな動きに出なかった。

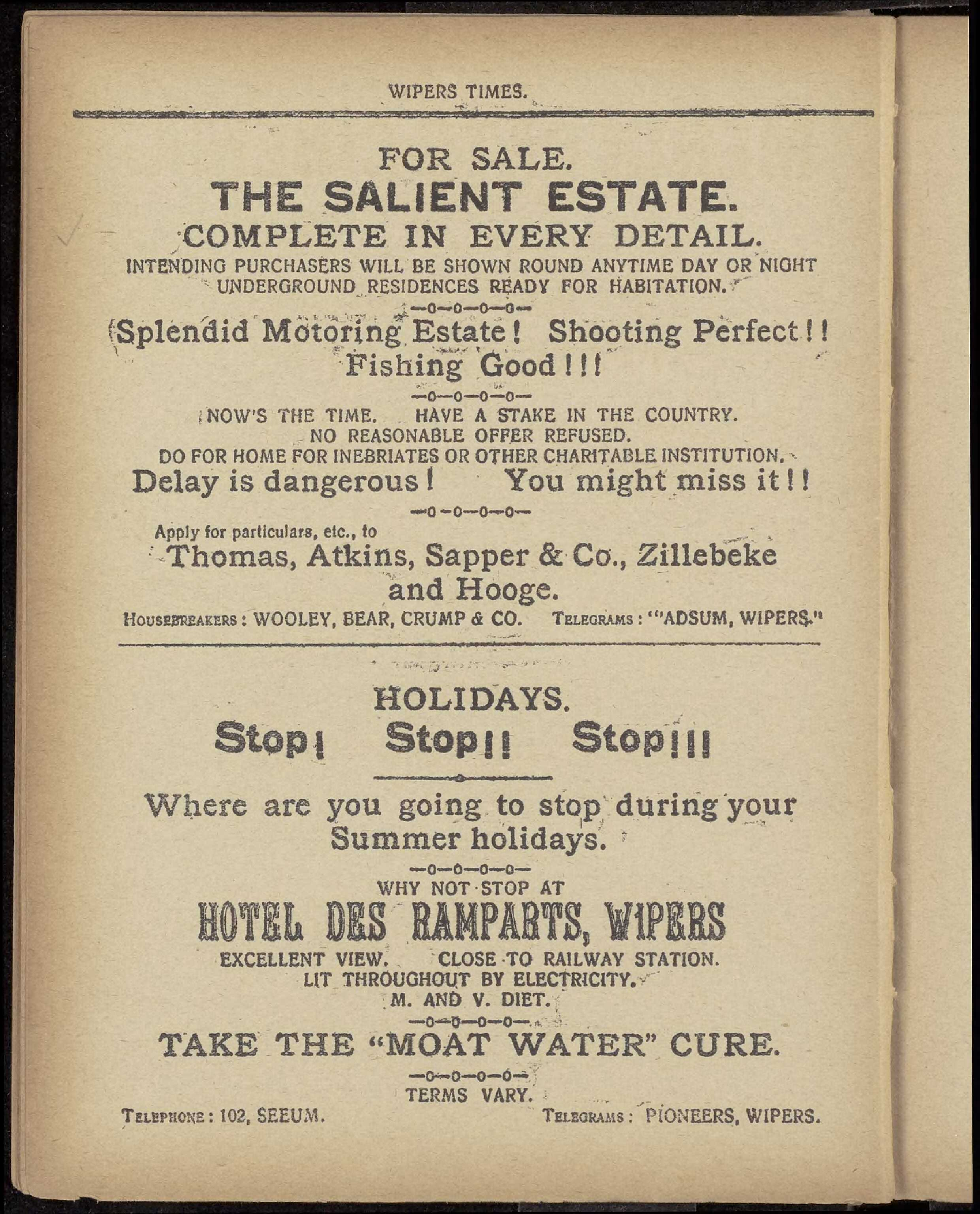
イーペルの塹壕でイギリス軍兵士が発行していた定期刊行物『ワイパーズ・タイムズ』。

5月21日から6月7日までのメッシーヌの戦いにおいて、イギリス軍はイーペルの南にある戦略的に重要な尾根を占領した。イギリス、カナダ、オーストラリア、ニュージーランドは1年半をかけてドイツ軍の陣地の下に巨大な地雷21個を敷設して爆破。戦争史における核爆発以外の大爆発で「最も効果を上げた」結果となった（死者10,000人）。尾根を占領したことで連合国軍は右翼が安定し、イギリス軍が主導する第三次イーペル会戦（7月31日 - 11月6日）での攻勢に出ることができた。攻勢の目標はドイツの潜水艦基地オーステンデとゼーブルッヘだった。しかし、いくらかの成功を収めた後、攻勢は10月9日にランゲマルク＝プールカペレで膠着に陥り、戦力要地であるヘルフェルト高原 (Geluveld) への攻撃も失敗した。第二次パッシェンデールの戦いでカナダ部隊が11月6日に廃墟と化していたパッシェンデールを占領した後、戦闘は自然と停止した。パッシェンデールでドイツ軍を押し返した連合国軍は前線を最大で8km前進したが、両軍の損害は合計で約585,000人だった。
11月20日から12月6日までのカンブレーの戦いで初めての大規模な機甲戦が行われた。短期間の予備砲撃の後、王立戦車連隊の戦車約320両は飛行機400機、6個歩兵師団、3個騎兵師団の援護を受けて、ヒンデンブルク線上のアヴランクール地域で15kmにわたる前線を突破、7km前進した。それまでは塹壕戦によりまず長期間の砲撃が行われることが予想されたため、連合国軍の攻勢は奇襲となったが、鉄道の中心地であったカンブレーまでの突破は失敗。戦車の3分の1が破壊された。さらに、ドイツ軍は11月30日に反攻に転じて、占領された地域の大半を奪還した。防衛の成功によりドイツ軍の首脳部は機甲部隊の重要性を誤認し、その整備を後回してしまうというミスを犯した。
その後、ドイツ軍はロシアとの戦闘が終了した1918年3月に東部戦線の兵力を西部戦線に回し、やがて総攻撃を行う。8月、英仏はあらたに加わった米軍とともに反撃に出る。米軍の圧倒的な戦力によりドイツ軍は壊滅的被害を受ける。10月チェコスロバキア、ハンガリーが次々と独立、11月にはドイツで革命が起こり、ヴィルヘルム２世は退位する。1918年11月11日、停戦が成立する。

### 日本のオーストラリア警備

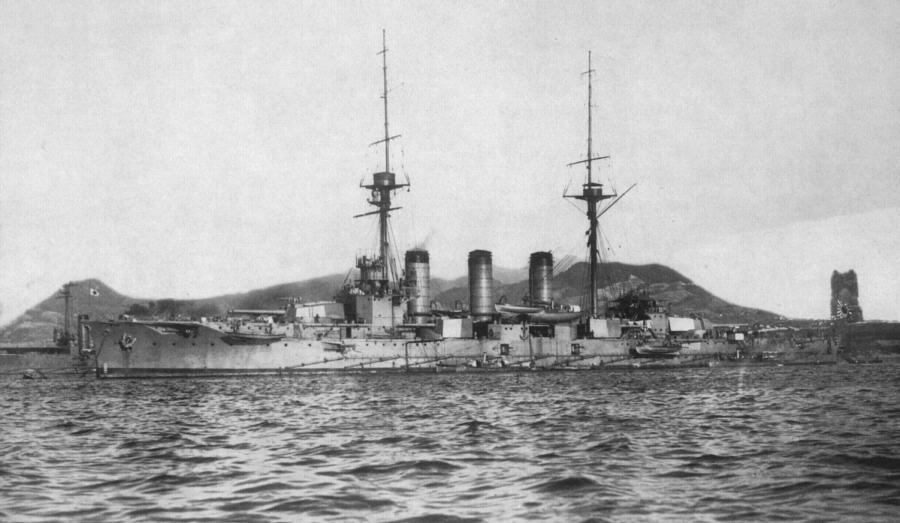
ANZAC欧州派遣を護衛した伊吹

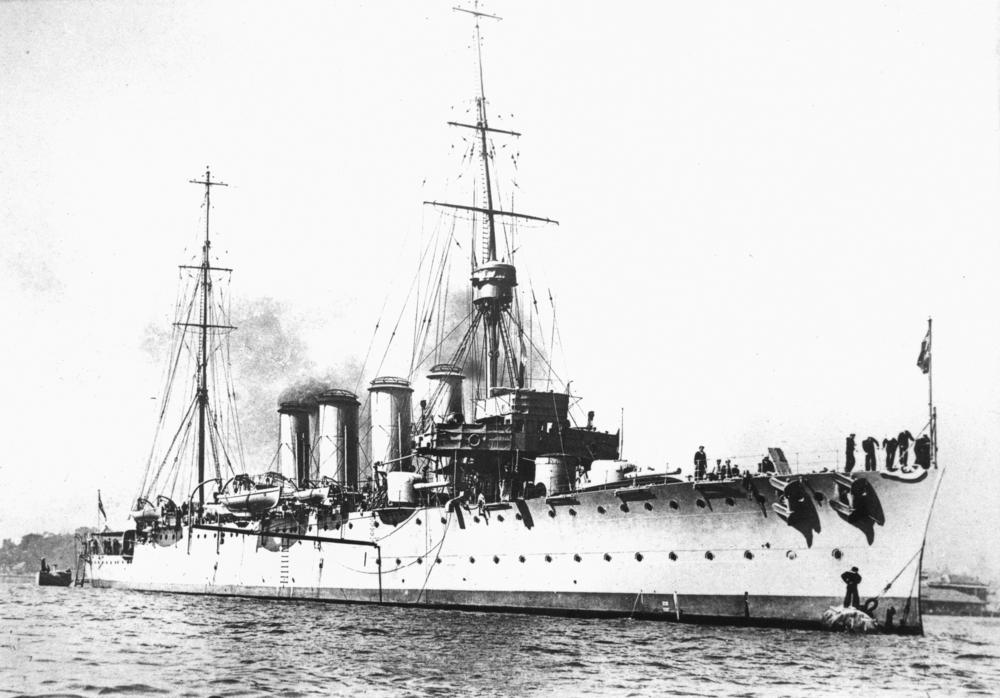
シドニー

イギリス海軍の要請により巡洋戦艦「伊吹」がANZAC軍団の欧州派遣を護衛することになった。伊吹はフリーマントルを経てウェリントンに寄港しニュージーランドの兵員輸送船10隻を連れ出発し、オーストラリアでさらに28隻が加わり、英巡洋艦「ミノトーア」、オーストラリア巡洋艦「シドニー」、「メルボルン」と共にアデンに向かった。航海途上で「エムデン」によるココス島砲撃が伝えられた。付近を航行していた艦隊から「シドニー」が分離され「エムデン」を撃沈した。
この際、護衛艦隊中で最大の艦であった「伊吹」も「エムデン」追跡を求めたが、結局は武勲を「シドニー」に譲った。このエピソードは「伊吹の武士道的行為」として賞賛されたとする記録がある一方で、伊吹艦長の加藤寛治は、エムデン発見の一報が伊吹にのみ伝えられず、シドニーによって抜け駆けされたと抗議している。
以後の太平洋とインド洋における輸送船護衛はほぼ日本海軍が引き受けていた。ところが1917年11月30日に、オーストラリア西岸フリーマントルに入港する「矢矧」に対して、陸上砲台から沿岸砲一発が発射され、矢矧の煙突をかすめて右舷300mの海上に落下する事件が発生した。

### その他の戦線

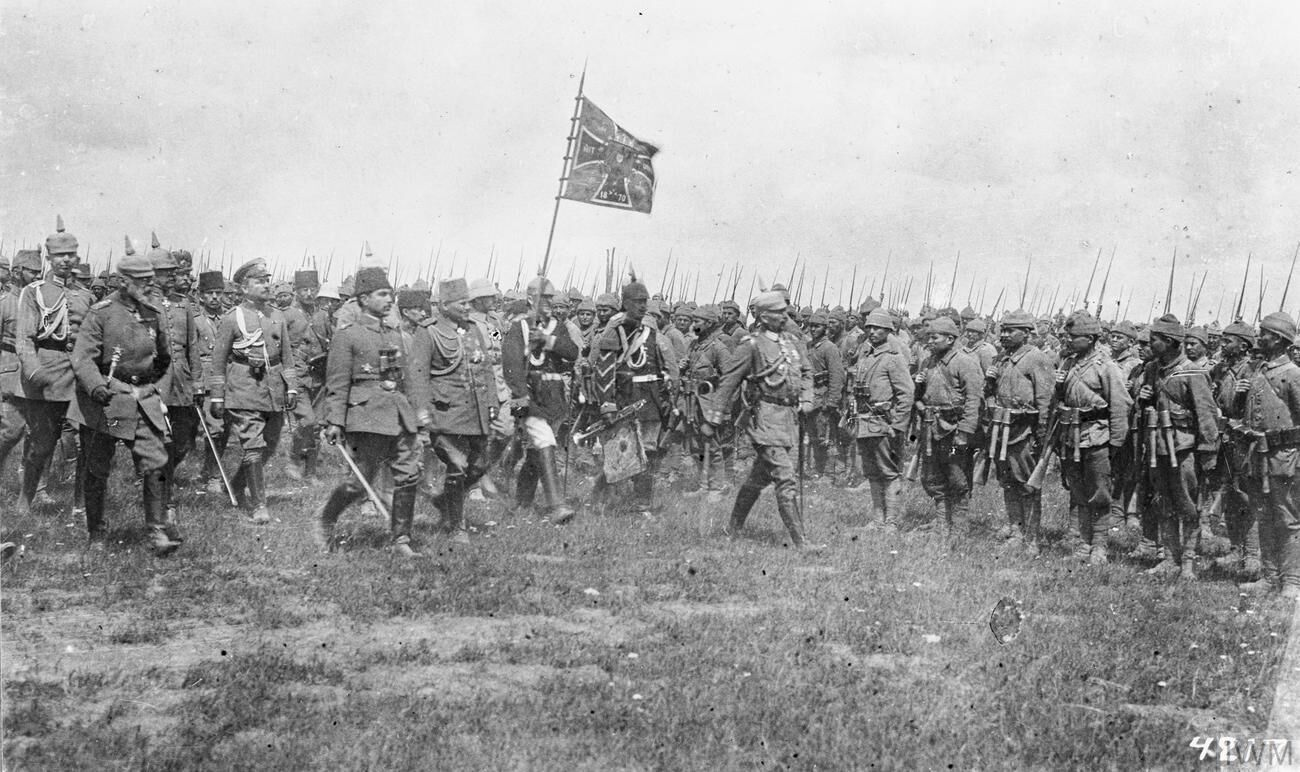
ガリツィア戦線のタルノーポリ攻勢に参加したオスマン軍を視察するヴィルヘルム2世

1917年初頭、イギリス軍はメソポタミア戦役における攻勢を再開し、フレデリック・モード中将指揮の下、バグダードを目指して進軍した。イギリス・インド軍はまず、前年のクート包囲戦での雪辱を果たす形で、1917年2月24日までにオスマン帝国軍からクート・アル＝アマーラを奪回した（第二次クート攻防戦）。さらに進撃を続け、本格的な雨季始まる前の3月11日には、戦略的要衝であるバグダードの占領に成功した。敗れたオスマン軍は北方のモースル方面へと撤退した。メソポタミアの中心都市バグダードの陥落は、オスマン帝国および中央同盟国全体にとって大きな戦略的・心理的打撃であり、特にドイツ帝国が推進していた東方政策（バグダード鉄道計画など）の実現を危うくするものであった。この事態を受け、オスマン帝国の実力者エンヴェル・パシャ（陸軍大臣）はドイツ軍部の全面的な支援を取り付け、元ドイツ軍参謀総長エーリヒ・フォン・ファルケンハイン将軍を司令官とする特別編成の軍集団「ユルドゥルム」（トルコ語で「稲妻」。ジルデリムとも表記）を創設し、バグダード奪還を目指す反攻作戦の準備が進められた。しかし、アイルランドでの反戦世論が高じた結果、1918年徴兵危機が起こった。ほかにも良心的兵役拒否者（社会主義者や信仰を理由に兵役を拒否する者）が戦闘への参加を拒否した。イギリスでは1万6千人が良心的兵役拒否者として扱われることを申請した。スティーヴン・ホブハウスなど一部の平和活動家は兵役と代替役の両方を拒否した 。

#### 反乱
1916年夏、ロシア政府がムスリムの兵役免除を廃止したため中央アジア反乱が起きた。また1917年には一連のフランス軍反乱が起き、多くの兵士が処刑、投獄などされた。1917年9月、フランスにおけるロシア海外派遣軍はフランスのために戦う理由に疑義を呈して反乱した。
イタリアでは1917年5月、共産主義者がミラノで暴動を扇動して、終戦を訴えた。共産主義者は工場を操業停止に追い込み、公共交通機関も運休に追い込まれた。イタリア軍は戦車や機関銃などの武器を抱えてミラノに入城し、共産主義者と無政府主義者と対峙した。イタリア軍は5月23日にミラノを支配下に置いたが、イタリア兵3人を含む約50人が死亡、800人以上が逮捕された     。

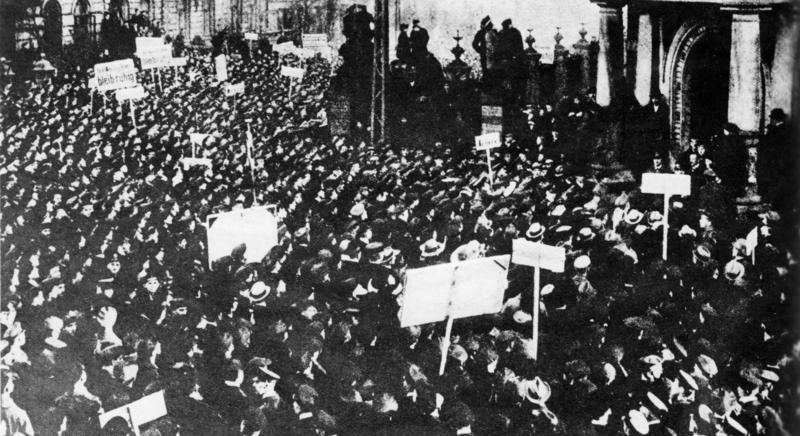
ドイツ革命、キール、1918年。

ドイツ北部では1918年10月末にドイツ革命が勃発した。ドイツ海軍の水兵が、敗北必至の状況下で最後の大規模な戦役への出征を拒否して反乱した。軍港のヴィルヘルムスハーフェンとキールで勃発した水兵反乱は数日で全国に飛び火し、1918年11月9日の共和国建国宣言、直後のヴィルヘルム2世退位につながった。

#### 徴兵・動員

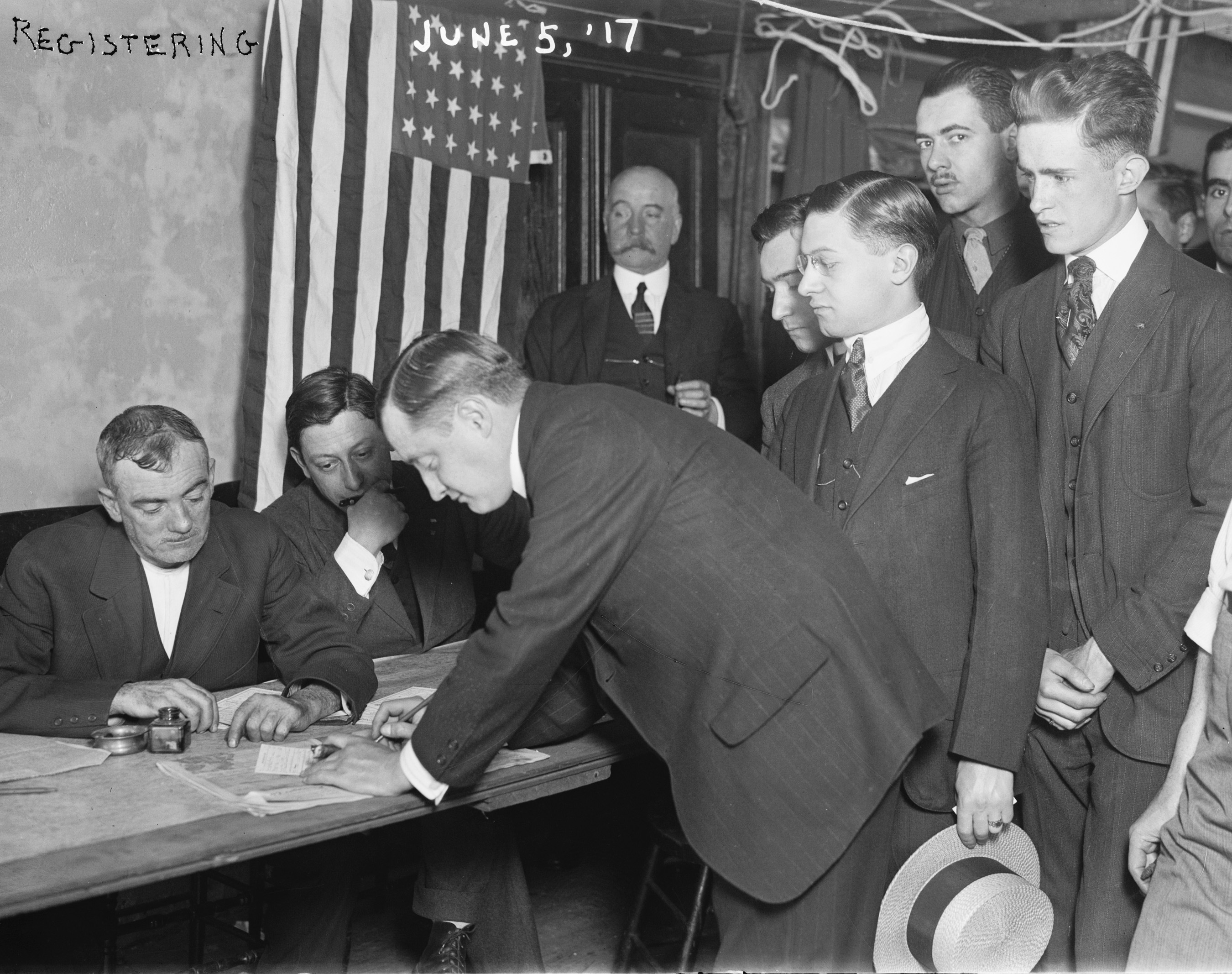
徴兵に応じる若者たち、ニューヨーク市、1917年6月5日。

徴兵は当時ヨーロッパ諸国で行われたが、英語圏では賛否両論だった。特にアイルランドのカトリック信者など少数派の間では不人気だった。
カナダでは徴兵問題が1917年徴兵危機という大きな政治危機に発展、カナダの英語話者とフランス語話者が仲違いするきっかけとなった。というのも、フランス系カナダ人がイギリス帝国ではなくカナダという国を愛したのに対し、多数派である英語話者はルーツがイギリス人だったため戦争を義務として扱ったという違いがあった。
オーストラリアでは首相ビリー・ヒューズが徴兵支持運動を組織した結果、オーストラリア労働党の分裂を招き、ヒューズは1917年に民族主義党を結成して運動を継続した。しかし、農民、労働運動、カトリック教会、アイルランド系カトリックが一斉に反対した結果、1917年オーストラリア徴兵に関する国民投票は否決された。
イギリスでは兵役に適する男子1,000万人のうち600万人が招集され、そのうち75万人が戦争で命を落とした。死者の多くが若い未婚者だったが、16万人が妻帯者であり、子女がいる者も多く子供30万人が父を失った。戦争開始当時のイギリスには徴兵制はなく志願の呼びかけが行われたが１か月で50万人が集まる。地域や職場単位で呼びかけが行われたため友人ばかりでなる「友達部隊」株式市場関係者でなる「株屋部隊」ができたという。ヨーロッパ全体で１か月で１,000万人以上が動員されたという。このとき、上下多くの者が戦争は短期間で終わると信じていたとよく語られる。オーストリア人作家ツヴァイクは、兵士らがクリスマスまでに家に戻って来れると思っていたことを書いている。第一次世界大戦中の徴兵は1916年兵役法で始まった。兵役法では聖職者、子供のいる未亡人を除き、18歳から40歳までの独身男性の徴兵を定めた。兵役裁判所という、健康、良心的兵役拒否などを理由とした兵役免除申請を審査する制度もあった。1月に成立した兵役法では既婚男性を除外したが、6月にはその条項が撤廃された。年齢の上限も後に51歳に引き上げられた。兵役裁判所の審査も徐々に厳しくなり、1918年には聖職者の徴兵も一定の支持を受けるようになった。徴兵は1919年中まで続いた。また、アイルランドでは政情不安により徴兵が施行されることはなく、徴兵はイングランド、スコットランド、ウェールズでのみ行われた。
アメリカでは参戦から6週間の間、募兵者の人数が7万3,000人と目標の100万人を大きく下回ったため、政府は徴兵を決定した。アメリカの徴兵は1917年に開始され、一部の農村部を除いて受け入れられた。徴兵対象者からクジで選ぶ選抜徴兵制を実施、それまで10万人の志願兵しかいなかった陸軍を400万人体制に増強した。
オーストリア＝ハンガリーでは大陸ヨーロッパ諸国と同じく、一般兵士を徴兵したが、士官については募兵で招集した。その結果、一般兵士では4分の1以上がスラヴ人だったが士官では4分の3以上がドイツ人だった。スラヴ人兵士は不平を抱き、結果的にはオーストリア＝ハンガリー軍の戦場における実績が災難的になった。
また、ヨーロッパ各国の植民地からも兵力・輜重輸送等の労働力として現地住民からの動員が行われた。イギリスはインド、カナダ、オーストラリアから兵を動員しこれは大英帝国軍の1/4を占め、フランスはインドシナから兵士15万人を動員、植民地兵は300万人を越えた。インドからの動員は戦後のインド独立運動を活発化させ、一方、仏領セネガルから送られた現地人兵士らは近代兵器の訓練を施され、のちにフランス植民地支配の実戦部隊となる。中国人労働者を現地からすれば破格の報酬で募集、砲弾輸送等の危険な仕事にあてられ、10万人以上が欧州西部戦線側に渡った。

### プロパガンダ
参戦諸国の外交とプロパガンダは自国の主張への支持を築き、敵国への支持を弱めるよう設計された。戦時外交の目的は5つあった。戦争の目的を定義することと（戦況の悪化につき）再定義すること、中立国に敵国の領土を与えることで中立国（イタリア、オスマン帝国、ブルガリア、ルーマニア）を味方に引き入れること、そして連合国が中央同盟国国内の少数民族（チェコ人、ポーランド人、アラブ人）運動を支援することだった。また中立国、参戦国いずれも平和案を提示したことがあったが、結実することはなかった
同じ主題に関するプロパガンダでも、時と場合によってその指向が異なった。例えば、ドイツ軍が初めて毒ガスを使用したとき、連合国はアメリカを味方に引き入れるためにドイツ軍が「ハーグ陸戦条約に違反して残忍で非人道な武器を導入した」と宣伝した。しかし、英仏軍が毒ガスの報復攻撃を行うと、宣伝の内容が「ドイツ軍が先に毒ガスを使用したことは報復攻撃を正当化し、連合国はやむなく似たような武器を使用した」に変わった。さらに1917年春、夏には連合国が毒ガスに関するプロパガンダを一切行わず情報をシャットアウトしたが、これは米軍が必要以上に毒ガスを恐れないようにするためだった。そして、米軍が参戦した後は情報を全て公開して「連合国の技術が進み、正義が邪悪に打ち勝った」と宣伝した。
総力戦の時代であるため、兵を動員し、国民の戦争協力を取り付けるため、また、戦時公債を募集するため、各国は国民に向けてのプロパガンダも行った。英国は開戦当初、愛国心を煽るポスターで志願を募り、アメリカでは戦争協力にハリウッド映画を利用、公債募集のキャンペーンパレードが各都市で催される、戦意を煽る軍歌が作られるなど、様々な宣伝活動が行なわれた。米軍では600人にのぼるカメラマンを従軍させ、西部戦線近くに現像編集を一括して行う設備を設けた。

## 研究史
開戦直後から、ドイツ、イギリス、ロシア、フランスといった交戦国の政府は、自国の正当性を主張するためのプロパガンダの一環として、外交資料集を編纂・発表した。こうした流れは、終戦後、大戦開戦の責任はどの国家にあるのかという戦争責任論争につながり、第一次世界大戦の研究の焦点は、まず、開戦直前の外交政策に当てられることとなった。また、1922年以降、交戦国では軍事関係者の手による公式の戦史の刊行も始まった。
1920年代後半には、より長期的なスパンで大戦の原因を探るべきだとする大戦起源論研究が主流となった。大戦起源論研究は、単なる外交史研究にとどまらず、帝国主義政策や軍備拡張競争といった面にも着目したものだった。こうした研究を通して、1930年代後半までに「第一次世界大戦の戦争責任は特定の国家にはない」という定説が形成されるに至った。
しかし、第二次世界大戦後、西ドイツの歴史学者フリッツ・フィッシャーは、ドイツ政府関係史料に拠る実証研究をもとに、大戦開戦の責任はドイツにあるとし、再びドイツ単独責任論を唱えた。この説は西ドイツ内の歴史学者からの激しい批判を受けた（フィッシャー論争）が、最終的には国内を含め欧米の歴史学界で広く支持されるようになった。
1960年代になると、経済史研究や人口統計学のような数量化による研究も行われるようになった。そして、第一次世界大戦研究は、大戦の原因をめぐる論争ではなく、大戦期の革命運動や各国の国内事情を主な対象とするようになっていった。アメリカの歴史学者ジェラルド・フェルドマンは、大戦中の国内の権力構造の変化を論じ、ドイツの歴史学者ユルゲン・コッカは、マックス・ウェーバーの理論を応用して大戦研究を行った。
こうした研究は、軍の指導者ではなく兵士の動向や銃後の社会に焦点を当てる「下からの」歴史研究につながっていく（社会史）。さらに90年代以降は、イギリスの歴史学者エリック・ホブズボームの提唱した「短い20世紀」のように、第一次世界大戦を現代の起点であるとし、その意義を強調する議論も盛んとなった。
一方、ドイツ近現代史研究者の木村靖二によれば、こうした歴史学者による第一次世界大戦の政治史・社会史研究と、軍事史家による伝統的な戦史研究は、いずれも相互の研究成果を十分に取り入れておらず、分断された状況にあり、第一次世界大戦史の総合的な研究を難しくしているという。